# Louis XIV của Pháp
Louis XIV của Pháp (Louis Dieudonné; 5 tháng 9 năm 1638 – 1 tháng 9 năm 1715), còn được gọi là Louis Đại đế (Louis the Great, Louis le Grand) hay Vua Mặt Trời (The Sun King, le Roi Soleil), là một quân chủ thuộc Nhà Bourbon, đã cai trị với danh hiệu Vua của Pháp và Navarra từ ngày 14 tháng 5 năm 1643 cho đến khi ông qua đời vào năm 1715. Ông được xem là một trong những nhà chinh phạt lớn trong lịch sử. Triều đại kéo dài 72 năm 110 ngày đã khiến ông trở thành vị vua của một quốc gia có chủ quyền tại vị lâu nhất trong lịch sử. Pháp dưới thời Louis XIV là biểu tượng của thời đại chuyên chế ở châu Âu. Xung quanh nhà vua là hàng loạt nhân vật chính trị, quân sự và văn hóa quan trọng, chẳng hạn như Mazarin, Colbert, Hầu tước xứ Louvois, Grand Condé, Tử tước xứ Turenne, Hầu tước xứ Vauban, Boulle, Molière, Racine, Boileau, La Fontaine, Lully, Charpentier, Marais, Le Brun, Rigaud, Bossuet, Le Vau, Mansart, Charles Perrault, Claude Perrault và Le Nôtre.
Ông tiếp nhận ngai vàng khi mới 4 tuổi sau cái chết của vua cha, Louis XIII và được mẹ là Ana của Tây Ban Nha nhiếp chính. Khi lên 9 tuổi, sau những cuộc nổi loạn, ông buộc phải rời kinh đô Paris để ẩn trốn tại vùng nông thôn. Kể từ đó, Louis XIV cảm thấy bị sỉ nhục và nhất quyết muốn tự chủ, không để ai chi phối bản thân mình như trường hợp Hồng y Richelieu đã chi phối cha ông và Hồng y Mazarin đã chi phối mẹ ông. Cũng kể từ đó, ông có ác cảm với kinh đô Paris và không bao giờ muốn trở lại thành phố này. Năm 1661, khi được 23 tuổi, Louis XIV mới chính thức cai trị vương quốc sau cái chết của Hồng y Mazarin. Là một người tuân thủ khái niệm về quyền lực thần thánh, Louis XIV chủ trương thiết lập một triều đình chuyên chế, xóa bỏ tàn dư phong kiến phân quyền đã ảnh hưởng sâu sắc trên toàn bộ nước Pháp, và điều này đã dẫn đến việc tiến hành xây dựng Cung điện Versailles.
Năm 1666, Louis XIV chọn địa điểm xây cung điện, cách Paris 20 km về hướng tây, rồi ra lệnh thi công. Ông huy động 36.000 công nhân, thêm 6.000 ngựa để chuyên chở vật liệu xây dựng. Thương vong của công nhân khá cao. Mỗi đêm, xe goòng đi nhặt xác chết do tai nạn nghề nghiệp. Hàng chục người chết mỗi tuần vì sốt rét. Năm 1682, Cung điện Versailles hoàn thành, trở thành một cung điện hùng vĩ nhất thế giới thời bấy giờ. Cung điện Versailles không có thành lũy, để chứng tỏ một đấng quân vương đủ quyền lực không cần đến hào và tường thành để bảo vệ. Versailles trở thành biểu tượng của vị thế giàu có và quyền lực của đế chế hùng mạnh nhất châu Âu. Trên toàn lục địa, những quân vương khác – kể cả người đang có chiến tranh với Pháp – thể hiện tình thân hữu, lòng ganh tỵ và thách đố họ bằng cách xây cung điện theo mẫu Versailles. Mỗi quân vương đều muốn xây một Versailles cho riêng mình. Ngay cả những đại lộ dài và hoành tráng ở thủ đô Washington, D.C. của Mỹ, được quy hoạch 100 năm sau, cũng do một kiến trúc sư người Pháp thiết kế tổng thể theo mẫu Versailles.
Sau khi hoàn thành xây dựng Điện Versailles, Louis XIV đã thực hiện các chính sách kêu gọi giới nhà quý tộc lâu đời của của Pháp tại các lãnh địa dời đến định cư ở kinh đô, làm dịu đi những sự phân tranh của tầng lớp quý tộc, trong đó có nhiều người tham gia vào cuộc Biến loạn Fronde khi ông còn đang giai đoạn nhiếp chính. Bằng cách này, Louis XIV đã thiết lập một chế độ quân chủ chuyên chế tuyệt đối của các Vua Pháp, được duy trì liên tục cho đến Cách mạng Pháp.
Quân đội Pháp bao gồm 15 vạn binh sĩ vào thời bình và 40 vạn quân tinh nhuệ trong thời chiến. Bản thân vua Louis XIV không có kinh nghiệm chiến trường, nhưng ông là nhà chiến lược và quản lý quân sự tài ba. Kiêm nhiệm chức vụ Bộ trưởng Chiến tranh, nhà vua bàn luận về vĩ mô chiến lược với các tướng lĩnh dày dạn trận mạc của ông, rồi chỉ đạo các hoạt động cung ứng quân nhu, tuyển quân, huấn luyện, tình báo quân đội... Theo thời gian, uy tín của Louis XIV và của nước Pháp dâng cao mỗi năm. Quân đội Pháp trở nên đáng sợ nhất châu Âu. Turenne - vị thống soái được Hoàng đế Napoléon Bonaparte ngợi ca là Vị tướng Pháp vĩ đại nhất - đã phò tá dưới triều vua Louis XIV. Vào năm 1672, nhà vua sai tướng Turenne mang quân đi đánh Hà Lan nhưng không thành, phải rút lui. Vẻ lộng lẫy của cung điện Versailles dấy lên lòng ngưỡng mộ và ganh tỵ của thế giới. Tiếng Pháp trở nên ngôn ngữ phổ cập trong ngoại giao, xã hội và văn học. Dường như bất kỳ việc gì – mọi việc – đều khả thi, nếu dưới văn bản chỉ thị có mang chữ ký cao to, nguệch ngoạc "Louis".
Những năm cuối của triều đại Louis XIV xảy ra nhiều thảm họa. Trong cuộc Chiến tranh Kế vị Tây Ban Nha, liên quân Anh - Áo - Phổ do John Churchill, Đệ nhất công tước xứ Marlborough, Leopold I xứ Anhalt-Dessau và Vương công Eugène de Savoie-Carignan chỉ huy đập tan tác Quân đội vua Louis XIV trong trận đánh lớn tại Blenheim (1704) - một đòn đánh cực kỳ đau vào quân Pháp. Sau chiến bại thê thảm tại Blenheim, Quân đội vua Louis XIV lại bị Quận công Marlborough đại phá trong trận đánh tại Ramilies (1706). Cùng năm đó, liên quân Áo - Phổ của Vương công Leopold và Vương công Eugène đè bẹp trong trận đánh tại Turin. Mãi đến năm 1712, Quân đội Pháp do Thống chế Claude-Louis-Hector de Villars thống lĩnh mới đánh tan tác liên quân Áo - Hà Lan của Eugène trong trận đánh nhỏ tại Denain. Song, người con chính thức độc nhất, người kế vị ngai vàng của nhà vua, qua đời năm 1711. Con trai của ông, Quận công của Bourgogne, hiện thân cho niềm hy vọng của nước Pháp trong tương lai, qua đời năm 1711 vì bệnh sởi ở tuổi 30. Đứa con trai trưởng của Quận công, cháu nội của Louis XIV, cũng chết vì bệnh sởi ít ngày sau.
Chỉ còn có một đứa trẻ thuộc dòng dõi kế vị ngai vàng trực tiếp, mới lên 2, là cháu kêu Louis XIV bằng ông cố. Đứa trẻ này cũng mắc bệnh sởi, nhưng thoát chết nhờ người bảo mẫu cách ly cậu bé và không cho phép các bác sĩ sờ đến cậu với hai bàn tay mang những bọc mọng nước. Hoàng tôn này được sống sót để trị vì nước Pháp trong 59 năm dưới vương hiệu là Louis XV. Trên giường bệnh, Louis XIV triệu người chắt lên 5 tuổi đến và nói: "Cháu ạ, một ngày cháu sẽ là vị Quân chủ vĩ đại. Đừng bắt chước tính hiếu chiến của ta. Hãy luôn hành xử dựa theo Chúa và khiến cho thần dân phải trọng vọng Người. Ta đau lòng mà thấy đã để cho thần dân trong tình trạng như thế."
Vua Louis XIV qua đời năm 1715 sau khi trị vì 72 năm, thọ 76 tuổi. Có lẽ ông là vị Vua vĩ đại nhất của Pháp. Những vị vua kế tục ông không tham vọng như ông, và huyền thoại về một lực lượng Quân đội Pháp bất khả chiến bại đã bị phá vỡ tan tành với việc họ bị Quân đội tinh nhuệ Phổ của vua Friedrich II Đại Đế đè bẹp trong trận đánh lớn tại Rossbach (1757), và sau này là đại bại trong Chiến tranh Bảy năm trước người Anh, và mất hết lãnh thổ Bắc Mỹ vào tay Anh.

## Thời thơ ấu

Louis XIV khi còn nhỏ

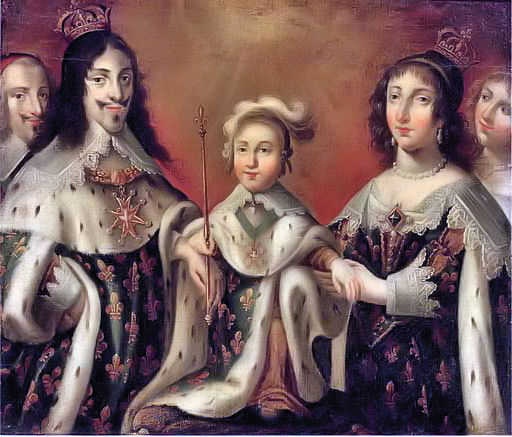
Louis XIII của Pháp, Vương hậu Ana và con trai họ Louis XIV

Louis XIV sinh vào ngày 5 tháng 9 năm 1638, tại Lâu đài Château de Saint-Germain-en-Laye, là con trai của Louis XIII của Pháp và vương hậu Ana của Áo. Cha mẹ của ông đã kết hôn được 23 năm trước khi sinh ra ông. Mẹ ông đã từng mang thai bốn lần, nhưng cả bốn lần đều bị hỏng. Do đó, mọi người coi ông như là một món quà mà Thiên Chúa ban tặng, và ngày sinh của ông là một phép lạ của Chúa Trời. Cũng vì vậy mà ông được đặt tên Louis-Dieudonné (Louis Chúa ban) và sớm mang danh hiệu Trữ quân nước Pháp: Dauphin.
Năm 1643, khi đang hấp hối, Louis XIII đã chuẩn bị tất cả mọi thứ để giúp đỡ con trai mình trong những năm đầu trên ngai vàng. Ông lập một Hội đồng nhiếp chính, tạm quyền thay cho Louis trong thời gian còn thơ ấu. Trái ngược với truyền thống, ông không cho vợ Anne độc chiếm chức nhiếp chính vì ông không chắc chắn về tài năng chính trị của bà. Nhưng ông đã nhượng bộ về việc bổ nhiệm Anne trở thành người đứng đầu Hội đồng.
Quan hệ giữa Louis và mẹ ông được xem là hiếm có vào thời điểm đó. Nhiều người đương thời cho rằng, Vương hậu Anne gần như đã dành toàn bộ thời gian cho Louis. Cả hai đều có những sở thích về ẩm thực và nghệ thuật sân khấu tương đồng nhau. Cũng chính thái hậu đã khiến Louis vững tin thực hiện ý niệm tiến hành quân chủ chuyên chế của mình.

## Tuổi vị thành niên và nội chiếnFronde

### Lên ngôi

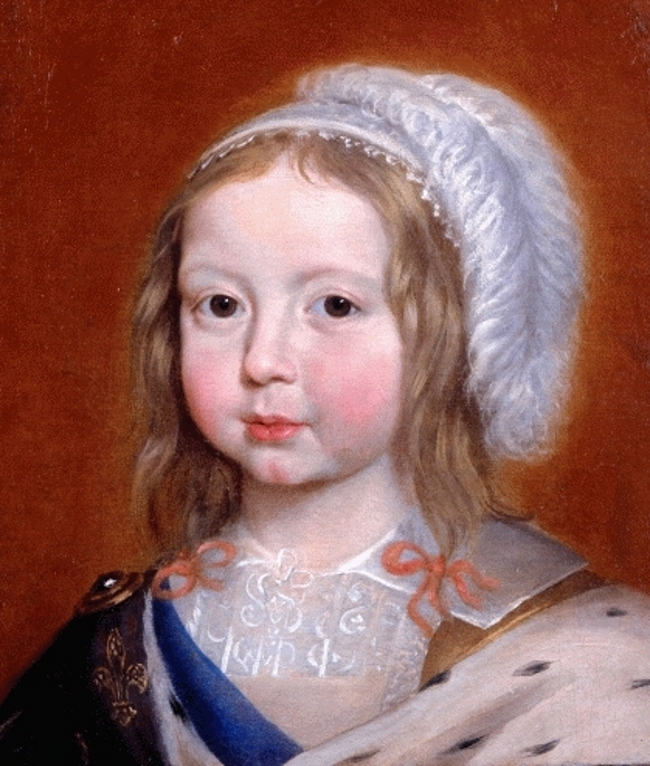
Bức tranh Louis-Dieudonné, Trữ quân nước Pháp, được Claude Deruet vẽ vào năm 1643

Ngay sau khi Louis XIII qua đời vào ngày 14 tháng 5 năm 1643, Vương thái hậu Anne đã dùng Parlement de Paris (một cơ quan tư pháp bao gồm chủ yếu là quý tộc và giáo sĩ cao cấp; tòa phúc thẩm cấp tỉnh quan trọng nhất trong 13 toà phúc thẩm của vương quốc) để tuyên bố hủy bỏ di chúc của chồng. Hành động này đã bãi bỏ hội đồng nhiếp chính và đưa Anne trở thành Nhiếp chính duy nhất của Pháp. Sau khi lưu đày một số Bộ trưởng thân cận của chồng, Anne đã đề bạt Brienne làm Bộ trưởng Ngoại giao của mình.
Anne giữ vững đường hướng chính sách tôn giáo trong tay cho đến năm 1661. Một trong những quyết định chính trị quan trọng nhất của bà là đề cử Hồng y Mazarin làm Thủ tướng, tiếp tục chính sách của người chồng quá cố và cựu thủ tướng Hồng y Richelieu. Để bảo vệ Mazarin, Anne đã lưu đầy những ai mà bà cho rằng đang có âm mưu chống lại ông ta như Công tước xứ Beaufort và Marie de Rohan. Thái hậu cũng là người đưa ra một số định hướng cho đường lối đối ngoại của Pháp. Điều này có thể cảm nhận được khi một đồng minh của Pháp là Hà Lan đã đàm phán với Tây Ban Nha về một nền hòa bình độc lập vào năm 1648.
Năm 1648, Anne và Mazarin đàm phán thành công Hòa ước Westfalen, kết thúc Chiến tranh Ba Mươi Năm. Các điều khoản của hòa ước đảm bảo sự độc lập của Hà Lan khỏi Tây Ban Nha, trao một số quyền tự trị cho các Thân vương Đức khác nhau của Đế quốc La Mã Thần thánh, và trao cho Thụy Điển một số ghế trong Đại hội đế chế cũng như các vùng lãnh thổ để kiểm soát các cửa sông Oder, Elbe và Weser. Tuy nhiên, Pháp được hưởng lợi nhiều nhất từ việc dàn xếp này. Quân chủ Habsburg-Áo dưới sự cai trị của Ferdinand III đã nhượng lại các vùng đất mà Habsburg đã tuyên bố chủ quyền ở Alsace cho Pháp và thừa nhận chủ quyền trên thực tế của mình đối với ba giáo phận Metz, Verdun và Toul. Hơn nữa, với mong muốn tự giải phóng khỏi ách thống trị của Habsburg, các nhà nước nhỏ bé gốc Đức đã tìm kiếm sự bảo vệ của Pháp. Điều này đã dẫn đến sự hình thành của Liên đoàn sông Rhein năm 1658, làm sự suy giảm hơn nữa quyền lực của Đế chế La Mã Thần thánh.

### Bước đầu hành động

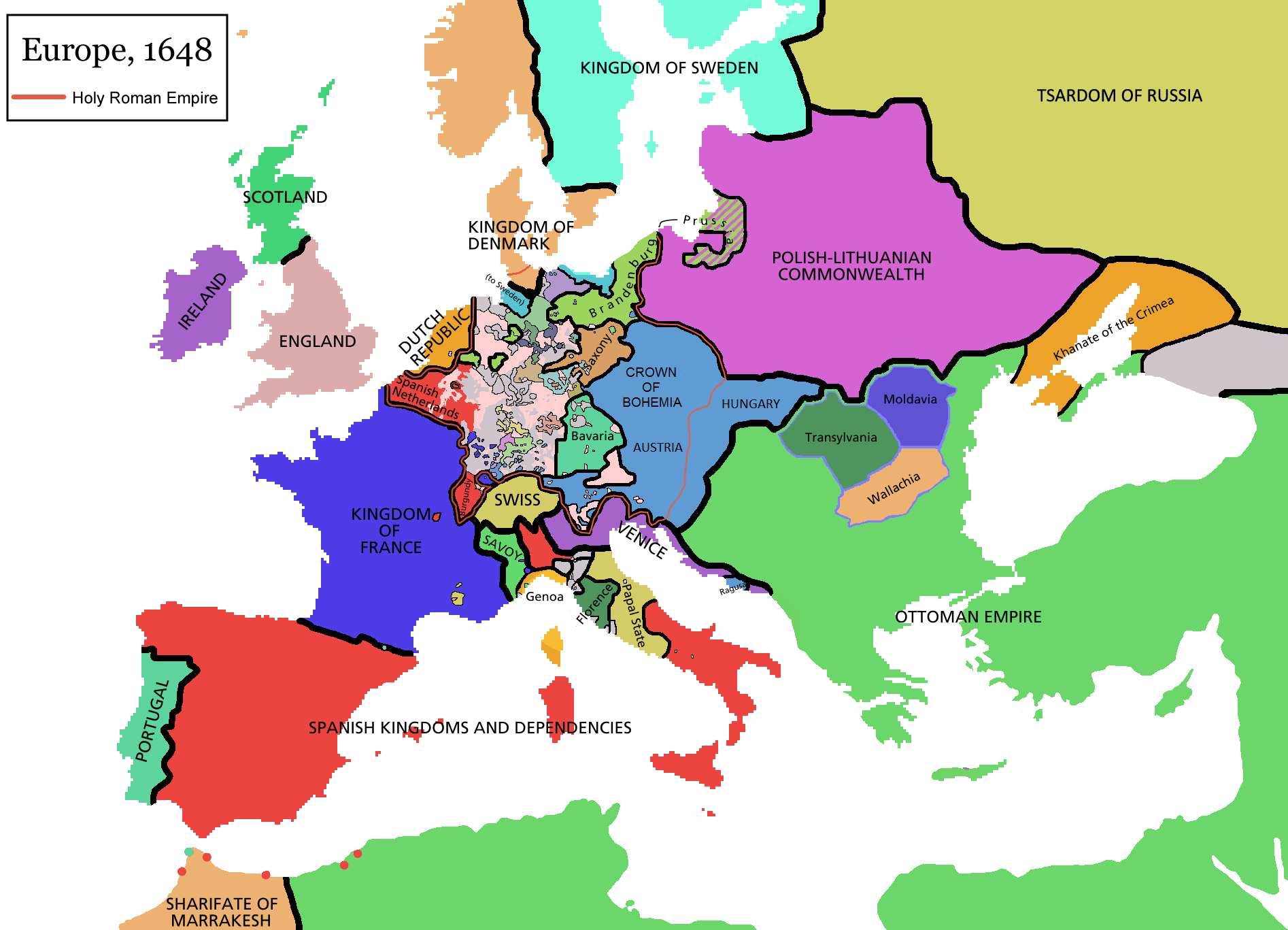
Châu Âu sau Hòa ước Westfalen năm 1648

Sau khi Chiến tranh Ba Mươi Năm kết thúc, một cuộc nội chiến Fronde đã nổ ra ở Pháp. Cuộc nội chiến này cũng đã kiểm nghiệm khả năng khai thác quyền lợi từ Hòa ước Westfalen của triều đình Pháp. Anne và Mazarin chủ yếu theo đuổi các chính sách của Đức Hồng Y Richelieu, làm tăng sức mạnh của Vương vị trong giới quý tộc và Parlements. Vương Thái hậu Anne can thiệp nhiều vào chính sách đối nội hơn là đối ngoại; bà là một thái hậu rất kiêu hãnh, người kiên định với các quyền thiêng liêng của Vua nước Pháp.
Tất cả những điều này đã khiến bà trở thành một nhà quyết sách mạnh mẽ trong mọi vấn đề liên quan đến quyền lực của Nhà vua, theo cách cấp tiến hơn nhiều so với chính sách do Mazarin đề xuất. Hồng y phụ thuộc hoàn toàn vào sự hỗ trợ của Anne và phải sử dụng tất cả ảnh hưởng của mình lên thái hậu để kiềm chế một số hành động cấp tiến của bà. Anne sẵn sàng bỏ tù bất kỳ ai kể cả giới quý tộc nếu họ thách thức ý chí của bà; mục đích chính của bà là chuyển giao cho con trai mình một quyền hành tuyệt đối trong các vấn đề tài chính và tư pháp. Một trong những lãnh đạo của Parlement de Paris đã chết sau khi bị thái hậu bắt bỏ tù.
Trong bối cảnh đó, Frondeurs – những người thừa kế chính trị của tầng lớp quý tộc phong kiến – đã cực kỳ bất mãn và tìm mọi cách để bảo vệ quyền lợi lâu đời nay của họ khỏi một triều đình ngày càng tập quyền. Bên cạnh đó, một lực lượng mới nổi lên là Noblesse de Robe (quý tộc áo choàng) đã dần lấy được sự tin tưởng của những người đứng đầu vương quốc. Niềm tin của triều đình càng lớn, sự phẫn uất của quý tộc càng gia tăng.

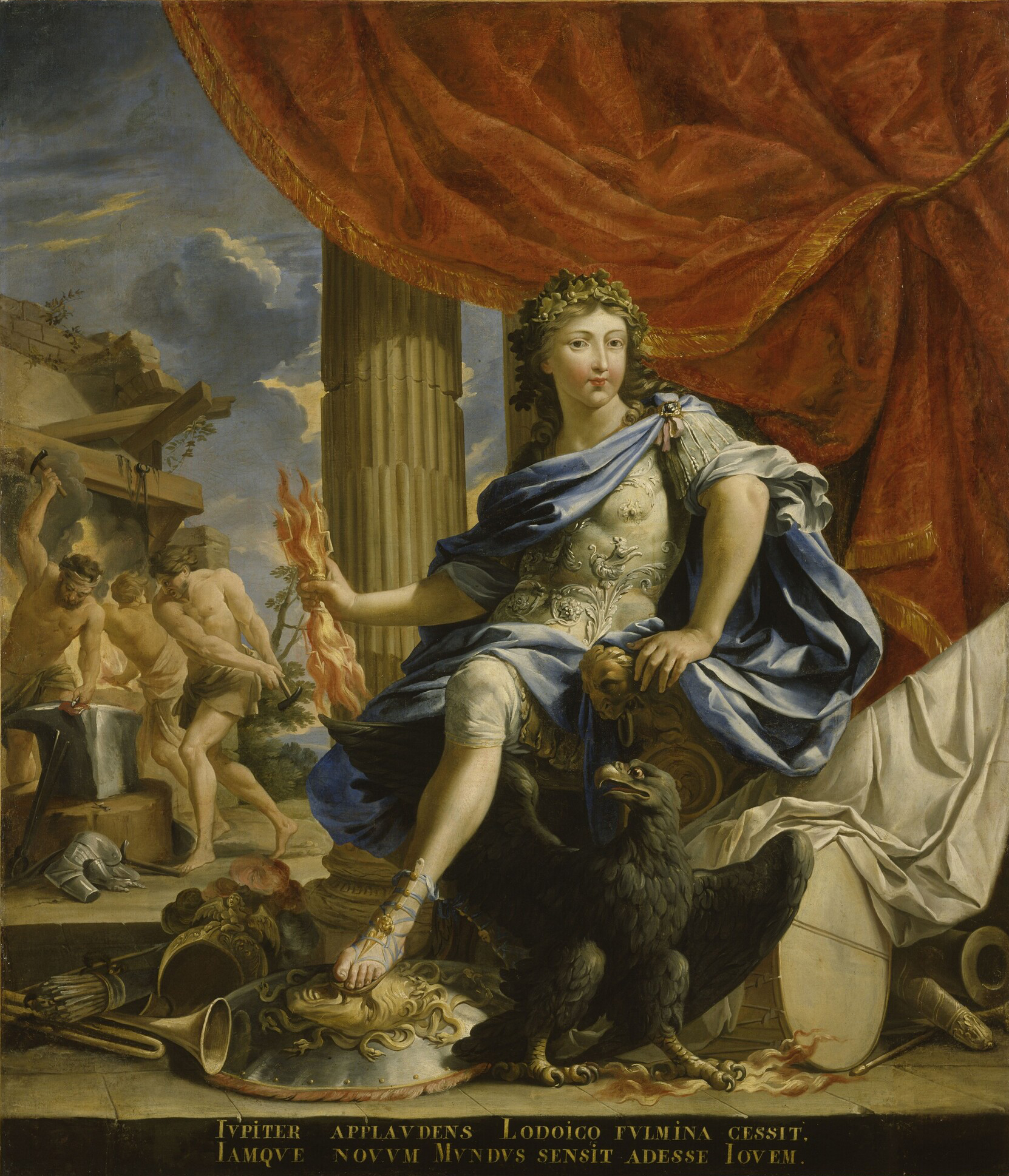
Bức chân dung của Louis vào năm 1655, được miêu tả là thần Jupiter

Năm 1648, Anne và Mazarin cố gắng đánh thuế các thành viên của Parlement de Paris (Toà phục thẩm Paris). Các thành viên của Parlement de Paris đã từ chối tuân thủ và tỏ ra phản kháng bằng cách đốt tất cả các sắc lệnh trước kia của nhà vua. Trước sự quyết đoán của Thái hậu Anne, Mazarin đã tiến hành bắt giữ một số người tham gia Trận Lens để phô trương vũ lực sau chiến thắng của Louis, duc d’Enghien (sau này được gọi là le Grand Condé). Một trong những vụ bắt giữ quan trọng nhất trong mắt Anne liên quan đến Pierre Broussel, một trong những nhà lãnh đạo quan trọng nhất ở Parlement de Paris.
Bắt đầu có sự phàn nàn trong dân chúng khi quyền lực của vương thất ngày càng mở rộng, mức thuế tăng cao và quyền lực của Parlement de Paris bị cắt giảm. Dưới áp lực dữ dội sau khi Paris nổ ra bạo loạn, Anne buộc phải trả tự do cho Broussel. Vào đêm 9-10 tháng 2 năm 1651, khi Louis XIV chỉ mới 12 tuổi, một đám đông ở Paris đã xông vào cung điện và yêu cầu được gặp mặt nhà vua. Sau khi được nhìn thấy Louis trong tình trạng giả vờ ngủ, đám đông đã được xoa dịu và chấp nhận rời đi.
Ngay sau đó, kết luận của Hòa ước Westfalen đã cho phép quân đội của Thân vương xứ Condé quay trở lại để trợ giúp Louis và vương thất. Vào thời điểm đó, gia đình Condé có mối quan hệ cực kỳ tốt với Anne, và ông đã đồng ý hỗ trợ thái hậu giành lại vương quyền. Quân đội của thái hậu với sự đứng đầu của Condé đã tấn công vào quân nổi dậy Paris. Sau một vài trận chiến, cả hai bên đã đạt được một thỏa hiệp chính trị, Hòa ước Rueil được ký kết.
Không may cho Anne là chiến thắng một phần này của bà phụ thuộc phần lớn vào Condé – một người có dã tâm kiểm soát thái hậu và triệt tiêu sức ảnh hưởng của Mazarin. Chính chị gái của Condé là người đã thúc đẩy ông quay lưng lại với thái hậu. Sau khi đạt được thỏa thuận với người bạn cũ Marie de Rohan, Anne đã ra lệnh bắt giữ Condé cùng với một số người thân của ông, gồm Armand de Bourbon, Thân vương xứ Conti và chồng của Anne Geneviève de Bourbon là Henri II d'Orléans, Công tước xứ Longueville. Tình trạng này cũng không kéo dài, đặc biệt việc Mazarin không được lòng dân đã dẫn đến sự hình thành của một liên minh do Marie de Rohan và Công tước xứ Longueville đứng đầu. Liên minh quý tộc này đủ mạnh để giải phóng các thân vương, lưu đầy Mazarin và áp đặt điều kiện quản thúc tại gia đối với thái hậu Anne.
Louis đã chứng kiến tất cả những sự việc này, cũng từ đây, nhà vua ngày càng mất lòng tin đối với Paris và tầng lớp quý tộc. Theo một nghĩa nào đó, thời thơ ấu của Louis đã kết thúc với sự bùng nổ của Fronde. Nó không chỉ khiến cuộc sống trở nên bất an và khó chịu mà Louis còn phải tin tưởng vào mẹ và Mazarin cũng như những vấn đề chính trị và quân sự mà ông không thể hiểu sâu sắc". Những năm diễn ra Fronde đã gieo vào Louis lòng căm thù Paris và hậu quả là quyết tâm rời khỏi kinh đô càng sớm càng tốt và không bao giờ quay trở lại.

## Trực tiếp nắm quyền và cải cách

### Tuổi trưởng thành và cải cách sớm

Royal Monogram

Louis XIV được tuyên bố đã đến tuổi trưởng thành và nắm quyền cai trị vào ngày 7 tháng 9 năm 1651. Sau cái chết của Hồng y Mazarin, vào tháng 3 năm 1661, Louis đích thân nắm quyền điều hành chính phủ và làm kinh ngạc triều đình của mình khi tuyên bố rằng ông sẽ cai trị mà không cần một thủ tướng: 
"Cho đến thời điểm này, ta rất vui khi giao phó việc điều hành của mình cho cố Hồng y. Bây giờ đã đến lúc ta tự mình điều hành chúng. Các [thư ký và bộ trưởng] sẽ hỗ trợ ta bằng các cố vấn của mình khi ta yêu cầu. Ta yêu cầu và ra lệnh cho các ngài không được đóng dấu bất kỳ lệnh nào trừ khi có lệnh của ta... Ta ra lệnh cho các ngài không được ký bất cứ thứ gì, ngay cả hộ chiếu... nếu không có lệnh của ta; phải giải trình với ta mỗi ngày và không được thiên vị bất kỳ ai".
Tận dụng mong muốn rộng rãi của công chúng về hòa bình và trật tự sau nhiều thập kỷ xung đột trong nước và ngoài nước, vị vua trẻ đã củng cố quyền lực chính trị trung ương bằng cách gây bất lợi cho giới quý tộc phong kiến. Ca ngợi khả năng lựa chọn và khuyến khích những người có tài năng, nhà sử học Chateaubriand lưu ý: "đó là tiếng nói của mọi thiên tài vang lên từ lăng mộ của Louis".
Louis bắt đầu triều đại của mình bằng các cải cách hành chính và tài chính. Năm 1661, kho bạc đứng bên bờ vực phá sản. Để khắc phục tình hình, Louis đã chọn Jean-Baptiste Colbert làm Tổng kiểm toán Tài chính vào năm 1665. Tuy nhiên, trước tiên Louis phải vô hiệu hóa được Nicolas Fouquet, Giám đốc Tài chính đầy quyền lực. Mặc dù những hành vi thiếu thận trọng về tài chính của Fouquet không khác mấy so với Mazarin trước ông hoặc Colbert sau ông, nhưng tham vọng của ông khiến Louis lo lắng. Ông ta đã chiêu đãi nhà vua một cách xa hoa tại lâu đài Vaux-le-Vicomte, phô trương sự giàu có mà khó có thể tích lũy được nếu không thông qua việc biển thủ tiền của chính phủ.
Fouquet tỏ ra háo hức muốn kế nhiệm ghế thủ tướng của Mazarin và Richelieu, ông đã mua và bí mật củng cố hòn đảo xa xôi Belle Île. Những hành động này đã định đoạt số phận của ông. Fouquet bị buộc tội biển thủ; Parlement de Paris tuyên bố ông có tội và tuyên án lưu đày; và cuối cùng Louis đã thay đổi bản án thành tù chung thân.
Sự sụp đổ quyền lực của Fouquet đã trao cho Colbert toàn quyền giảm nợ quốc gia thông qua việc đánh thuế hiệu quả hơn. Các loại thuế chính bao gồm thuế aides và thuế douanes (cả hai đều là thuế hải quan), thuế gabelle (thuế muối) và thuế taille (thuế đất). Lúc đầu, thuế taille đã được giảm và một số hợp đồng thu thuế đã được đấu giá thay vì được bán riêng cho một số ít cá nhân được ưu ái. Các viên chức tài chính được yêu cầu phải giữ sổ sách thường xuyên, xem xét lại hàng tồn kho và xóa bỏ các khoản miễn trừ trái phép: cho đến năm 1661, chỉ có 10% thu nhập từ lãnh địa hoàng gia đến tay nhà vua. Cải cách phải vượt qua các lợi ích cố hữu: thuế taille được thu bởi các viên chức của Vương quyền, những người đã mua chức vụ của họ với giá cao và việc trừng phạt những hành vi lạm dụng chắc chắn sẽ làm giảm giá trị của giao dịch mua. Tuy nhiên, Colbert đã đạt được những kết quả tuyệt vời, với thâm hụt năm 1661 chuyển thành thặng dư vào năm 1666, với lãi suất nợ giảm từ 52 triệu xuống còn 24 triệu livre. Taille giảm xuống còn 42 triệu vào năm 1661 và 35 triệu vào năm 1665, trong khi doanh thu từ thuế gián tiếp tăng từ 26 triệu lên 55 triệu. Doanh thu của lãnh địa hoàng gia đã tăng từ 80.000 livre vào năm 1661 lên 5,5 triệu vào năm 1671. Năm 1661, số tiền thu được tương đương với 26 triệu bảng Anh, trong đó 10 triệu đã vào kho bạc. Chi tiêu vào khoảng 18 triệu bảng Anh, để lại thâm hụt 8 triệu. Năm 1667, số tiền thu ròng đã tăng lên 20 triệu bảng Anh, trong khi chi tiêu đã giảm xuống còn 11 triệu, để lại thặng dư 9 triệu bảng Anh.

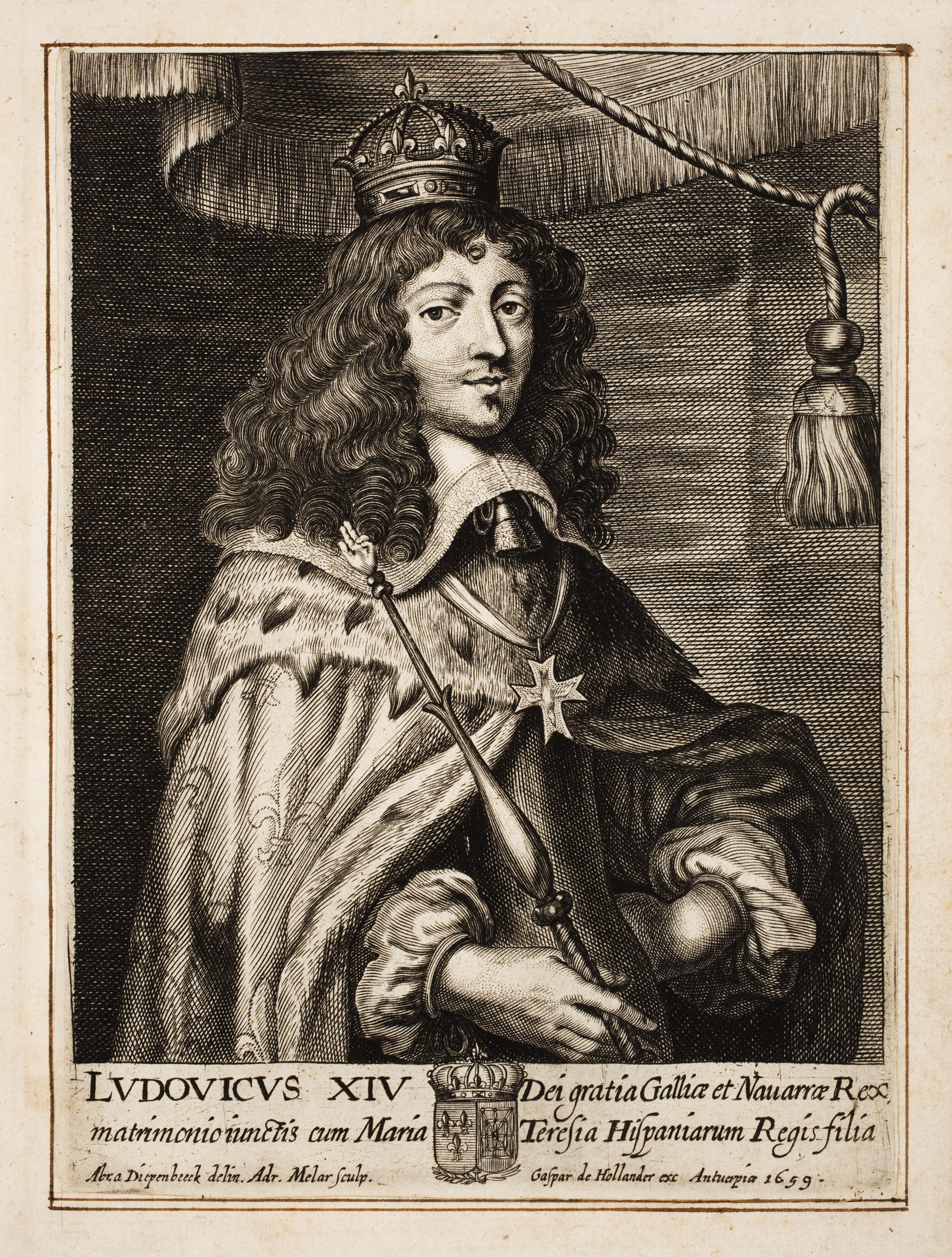
Khắc họa Louis XIV

Tiền là nguồn hỗ trợ thiết yếu cho quân đội Pháp đã được tổ chức lại và mở rộng, cho việc xây dựng Versailles và cho chính quyền dân sự đang phát triển. Tài chính luôn là điểm yếu của chế độ quân chủ Pháp: việc thu thuế tốn kém và không hiệu quả; thuế trực tiếp giảm dần khi chúng đi qua tay nhiều viên chức trung gian; và thuế gián tiếp được thu bởi các nhà thầu tư nhân được gọi là nông dân thuế, những người đã kiếm được một khoản lợi nhuận lớn. Kho bạc nhà nước bị rò rỉ ở mọi ngóc ngách.
Điểm yếu chính nảy sinh từ một thỏa thuận cũ giữa vương quyền Pháp và giới quý tộc: nhà vua có thể tăng thuế cho quốc gia mà không cần sự đồng ý nếu ông ta miễn thuế cho giới quý tộc. Chỉ những tầng lớp "không có đặc quyền" mới phải trả thuế trực tiếp, tức là chỉ dành cho nông dân, vì hầu hết những người tư sản đều gian lận để được miễn thuế theo cách này hay cách khác. Hệ thống này đổ toàn bộ gánh nặng chi tiêu của nhà nước lên lưng những người nghèo và yếu thế. Sau năm 1700, với sự ủng hộ của người vợ bí mật ngoan đạo của Louis là Madame de Maintenon, nhà vua đã bị thuyết phục thay đổi chính sách tài chính của mình. Mặc dù sẵn sàng đánh thuế giới quý tộc, Louis vẫn lo sợ những nhượng bộ chính trị mà họ sẽ yêu cầu để đổi lại. Chỉ đến khi triều đại của ông rơi vào tình trạng chiến tranh cực kỳ cấp bách, ông mới có thể, lần đầu tiên trong lịch sử nước Pháp, áp đặt thuế trực tiếp lên tầng lớp quý tộc. Đây là một bước tiến tới bình đẳng trước pháp luật và hướng tới nền tài chính công lành mạnh, mặc dù nó đã bị suy giảm một cách có thể dự đoán được do những nhượng bộ và miễn trừ giành được nhờ những nỗ lực bền bỉ của giới quý tộc và tư sản.
Louis và Colbert cũng có những kế hoạch rộng khắp để phát triển thương mại và mậu dịch của Pháp. Chính quyền trọng thương của Colbert đã thành lập các ngành công nghiệp mới và khuyến khích các nhà sản xuất và nhà phát minh, chẳng hạn như các nhà sản xuất lụa Lyon và xưởng sản xuất thảm thêu Gobelins. Ông đã mời các nhà sản xuất và nghệ nhân từ khắp châu Âu đến Pháp, chẳng hạn như thợ làm thủy tinh Murano, thợ sắt Thụy Điển và thợ đóng tàu Hà Lan. Ông đặt mục tiêu giảm lượng nhập khẩu trong khi tăng lượng xuất khẩu của Pháp, do đó giảm lượng kim loại quý của Pháp chảy ra nước ngoài.
Louis đã tiến hành cải cách trong chính quyền quân sự thông qua Michel le Tellier và con trai ông là François-Michel le Tellier, Hầu tước de Louvois kế nhiệm. Họ đã giúp kiềm chế tinh thần tự trị của giới quý tộc, áp đặt trật tự lên họ tại triều đình và trong quân đội. Đã qua rồi cái thời các vị tướng kéo dài chiến tranh ở biên giới trong khi cãi vã về tiền lệ và phớt lờ mệnh lệnh từ kinh đô và bức tranh chiến lược lớn hơn, với tầng lớp quý tộc quân sự cũ (noblesse d'épée, quý tộc kiếm) độc quyền các vị trí quân sự cấp cao và cấp bậc cao hơn. Louvois hiện đại hóa quân đội và tổ chức lại thành một lực lượng chuyên nghiệp, kỷ luật và được đào tạo bài bản. Ông tận tụy với đời sống vật chất và tinh thần của binh lính, thậm chí còn cố gắng chỉ đạo các chiến dịch.

### Mối quan hệ với các thuộc địa lớn

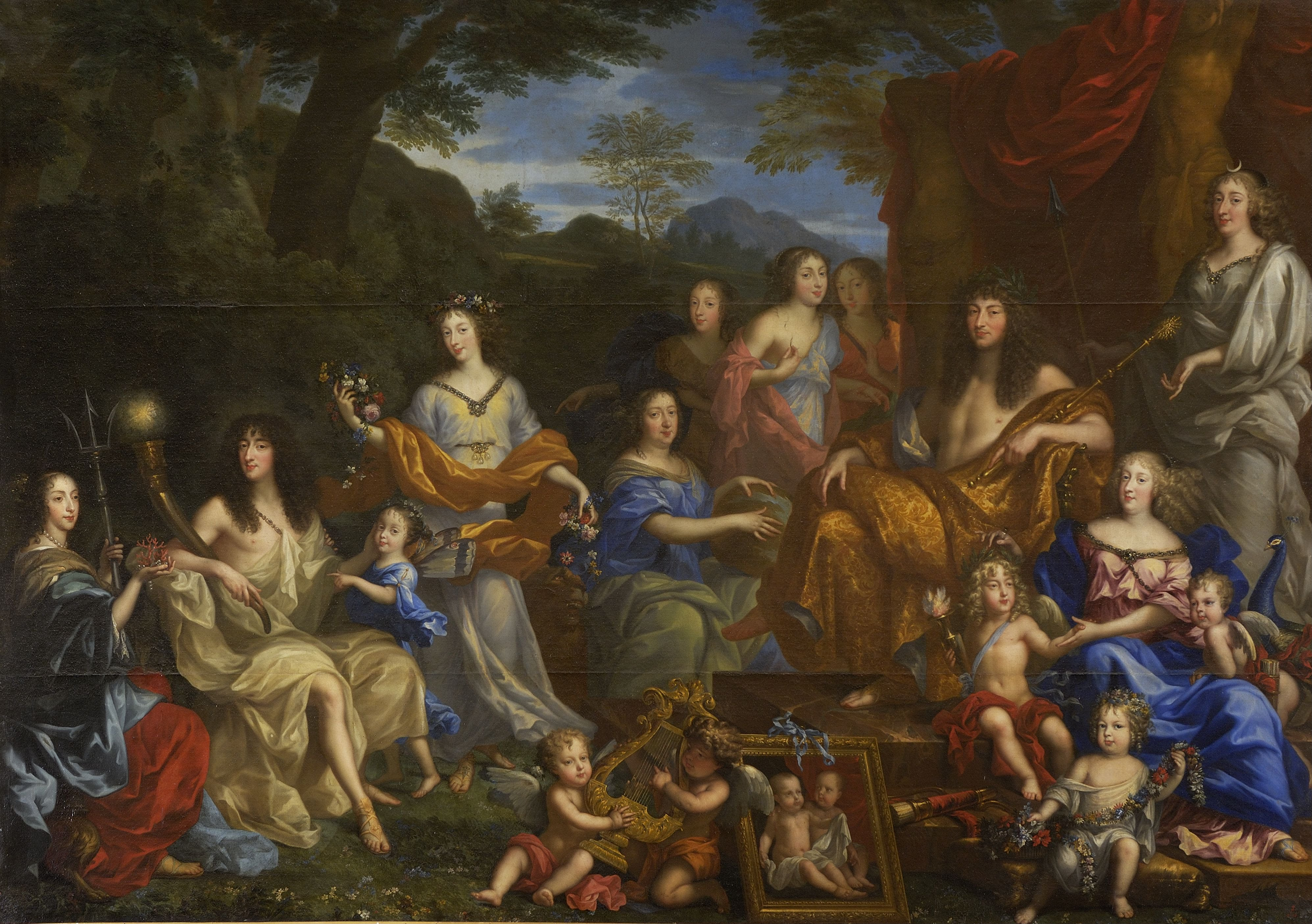
Louis và gia đình ông được miêu tả như những vị thần La Mã trong một bức tranh vẽ năm 1670 của Jean Nocret. Từ trái sang phải: Cô của Louis, Henriette-Marie; em trai của ông, Philippe, duc d'Orléans; con gái của Công tước, Marie Louise d'Orléans, và vợ, Henriette-Anne Stuart; Hoàng thái hậu, Anne của Áo; ba người con gái của Gaston d'Orléans; Louis XIV; Dauphin Louis; Nữ hoàng Marie-Thérèse; la Grande Mademoiselle.

Những cải cách pháp lý của Louis XIV đã được ban hành trong các Sắc lệnh lớn (tiếng Pháp: Grande ordonnance) của ông. Trước đó, nước Pháp là một mớ hỗn độn các hệ thống pháp luật, với nhiều chế độ pháp lý truyền thống đã tồn tại ở các tỉnh và hai hệ thống pháp luật cùng tồn tại—luật tục ở phía bắc và luật dân sự La Mã ở phía nam. Grande Ordonnance de Procédure Civile năm 1667, hay còn gọi là Bộ luật Louis, là một bộ luật toàn diện áp đặt quy định thống nhất về thủ tục dân sự trên toàn vương quốc. Trong đó, nó quy định hồ sơ rửa tội, kết hôn và tử vong sẽ được ghi trong sổ đăng ký của nhà nước chứ không phải của nhà thờ, và nó quy định chặt chẽ quyền tái thẩm của Parlements. Bộ luật Louis sau đó đã trở thành cơ sở cho Bộ luật Napoleon, sau đó truyền cảm hứng cho nhiều bộ luật hiện đại ở khắp thế giới.
Một trong những sắc lệnh khét tiếng hơn của Louis là Grande Ordonnance sur les Colonies năm 1685, hay còn gọi là Bộ luật Noir (bộ luật Đen). Mặc dù cho phép chế độ nô lệ tồn tại, nhưng nó đã cố gắng nhân bản hóa việc thực hành này bằng cách cấm việc chia cắt các gia đình nô lệ. Ngoài ra, tại các thuộc địa, chỉ những người theo Công giáo La Mã mới được sở hữu nô lệ và những người này phải được rửa tội.
Louis XIV mở rộng quyền lực cai trị của mình thông qua một số hội đồng cấp nhà nước:
- Conseil d'en haut ("Hội đồng cấp cao", liên quan đến các vấn đề quan trọng nhất của nhà nước) — bao gồm nhà vua, vương thái tử, tổng kiểm soát tài chính và các bộ trưởng phụ trách các bộ khác nhau. Các thành viên của hội đồng đó được gọi là bộ trưởng nhà nước.
- Conseil des dépêches ("Hội đồng thông điệp", liên quan đến các thông báo và báo cáo hành chính từ các tỉnh).
- Conseil de Conscience ("Hội đồng lương tâm", liên quan đến các vấn đề tôn giáo và bổ nhiệm giám mục).
- Conseil royal des financials ("Hội đồng tài chính hoàng gia") do "chef du conseil des financials" (một chức danh danh dự trong hầu hết các trường hợp) đứng đầu, đây là một trong số ít chức danh trong hội đồng dành cho tầng lớp quý tộc cao cấp.[41]

## Những cuộc chiến tranh đầu tiên ở các nước vùng đất thấp

### Tây Ban Nha

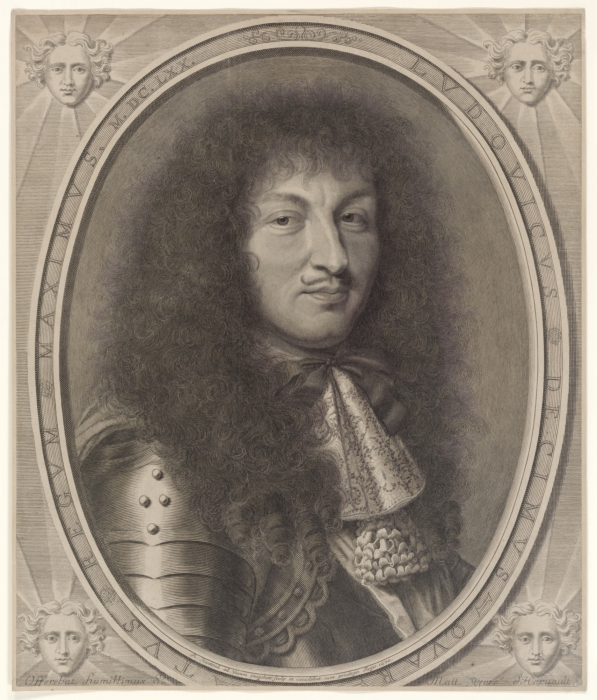
Louis XIV năm 1670, khắc chân dung bởi Robert Nanteuil

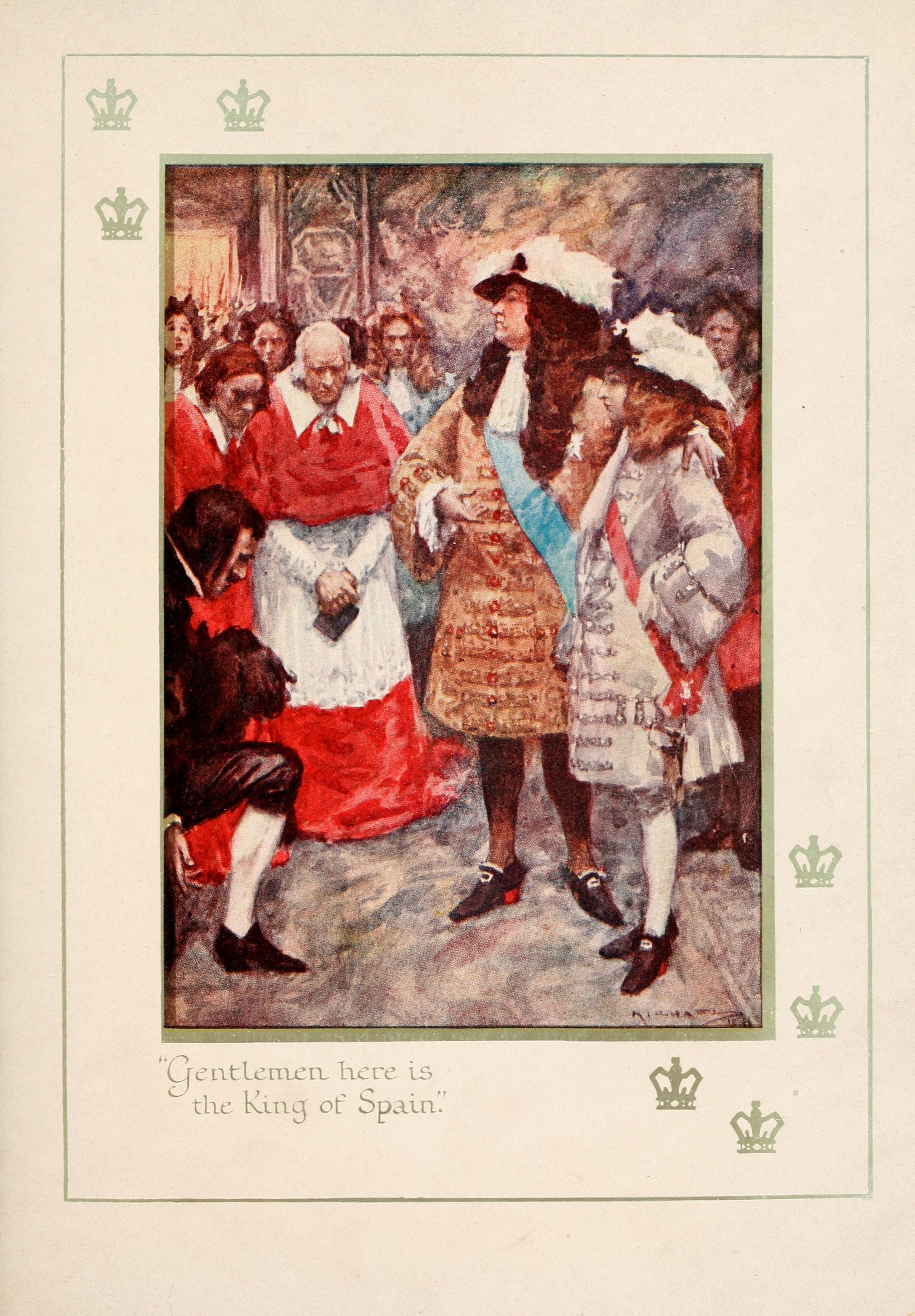
Felipe V tương lai được ông nội của mình, Louis XIV, giới thiệu là Vua của Tây Ban Nha

Cái chết của người cậu ruột cũng là cha vợ của Louis XIV là Vua Felipe IV của Tây Ban Nha vào năm 1665 đã thúc đẩy Chiến tranh Phân quyền (Guerre de Dévolution). Năm 1660, Louis đã kết hôn với con gái cả của Felipe IV là María Teresa của Tây Ban Nha, theo một trong những điều khoản của Hiệp ước Pyrenees năm 1659. Hiệp ước hôn nhân nêu rõ rằng Vương nữ María Teresa phải từ bỏ mọi yêu sách đối với lãnh thổ Tây Ban Nha cho chính bà và tất cả con cháu của bà. Tuy nhiên, Mazarin và Lionne đã đưa ra điều kiện từ bỏ quyền thừa kế là Tây Ban Nha phải trả 500.000 écu cho Pháp, số tiền này được xem là của hồi môn của vương nữ. Nhưng trên thực tế, Tây Ban Nha chưa bao giờ thanh toán khoản này cho Pháp, và chính điều này đã đóng một vai trò quan trọng trong việc Louis XIV thuyết phục người em trai cùng cha khác mẹ của María Teresa là Carlos II để lại Đế chế Tây Ban Nha cho Vương tôn Philip, Công tước xứ Anjou (sau này là Felipe V của Tây Ban Nha), cháu nội của Louis XIV và María Teresa.
Chiến tranh Phân quyền không tập trung vào việc ép Tây Ban Nha trả của hồi môn cho Pháp; thay vào đó, Louis XIV xem đây là cái cớ để ông vô hiệu hóa việc María Teresa từ bỏ yêu sách thừa kế của bà, cho phép đất đai "chuyển giao" cho hậu duệ của hai người. Ở Công quốc Brabant (vị trí của vùng đất đang tranh chấp), theo truyền thống, con cái của cuộc hôn nhân đầu tiên vẫn được đảm bảo quyền thừa kế cho dù cha mẹ ly dị và đã tái hôn với người khác. Vợ của Louis là con gái của Filipe IV từ cuộc hôn nhân đầu tiên của ông, trong khi vị vua mới của Tây Ban Nha, Carlos II, là con trai của ông từ cuộc hôn nhân sau đó. Do đó, Brabant được cho là sẽ "chuyển giao" cho María Teresa, biện minh cho việc Pháp tấn công Hà Lan thuộc Tây Ban Nha.

### Quan hệ với người Hà Lan

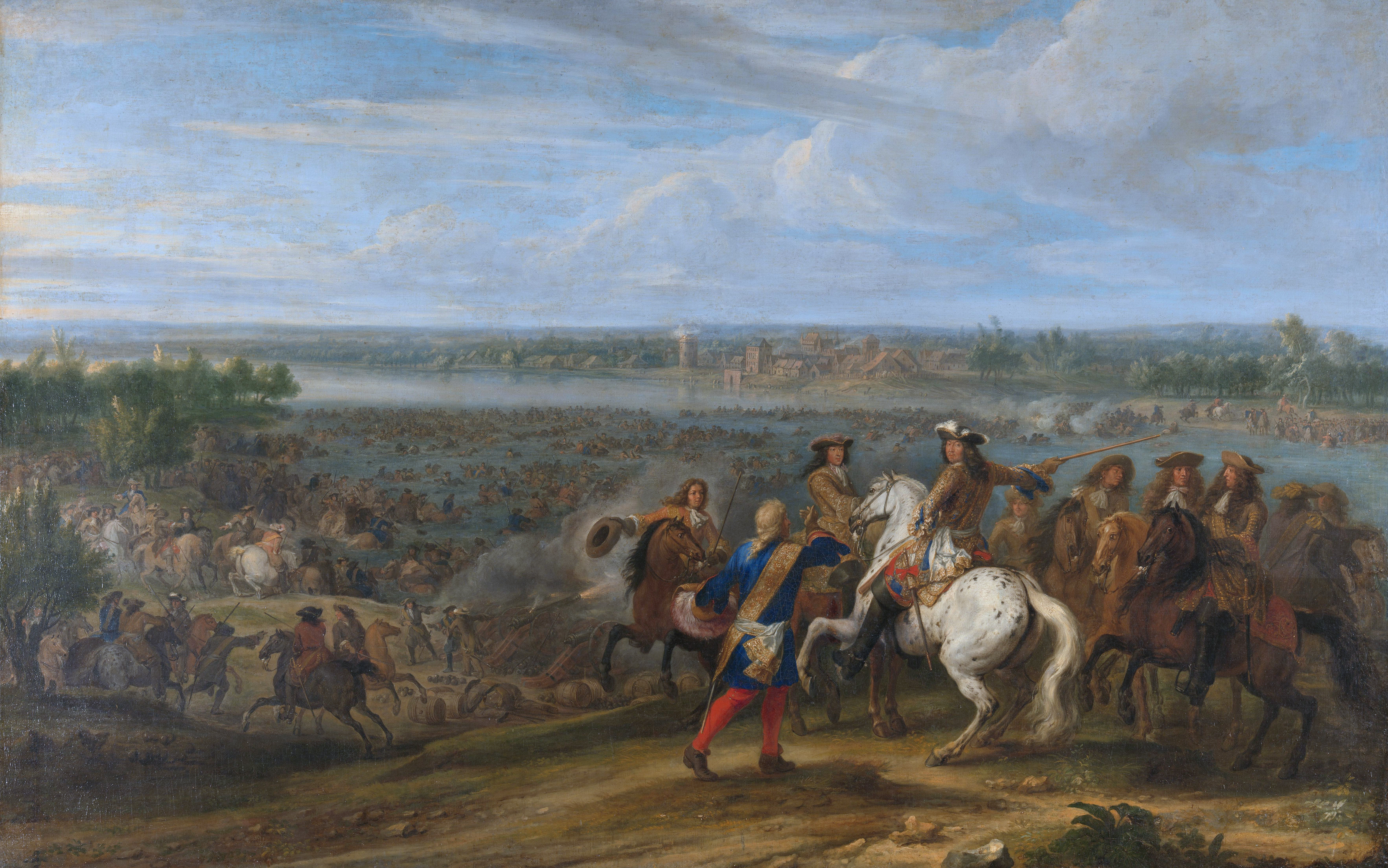
Trận Tolhuis, Louis XIV vượt qua vùng Hạ Rhein tại Lobith vào ngày 12 tháng 6 năm 1672; Rijksmuseum Amsterdam

Trong Chiến tranh Tám mươi năm với Tây Ban Nha, Pháp ủng hộ Cộng hòa Hà Lan như một phần của chính sách chung chống lại quyền lực của Quân chủ Habsburg. Johan de Witt, Grand pensionary của Hà Lan từ năm 1653 đến năm 1672, coi đây là điều quan trọng đối với an ninh của Hà Lan và là đối trọng với những người trung thành của Thân vương xứ Orange trong nước. Louis đã hỗ trợ trong Chiến tranh Anh-Hà Lan lần thứ hai 1665-1667 nhưng đã lợi dụng cơ hội này để phát động Chiến tranh Phân quyền vào năm 1667. Thông qua cuộc chiến này, Pháp đã chiếm được Franche-Comté và phần lớn Hà Lan thuộc Tây Ban Nha; sự bành trướng của Pháp ở khu vực này là mối đe dọa trực tiếp đến lợi ích kinh tế của Hà Lan.
Người Hà Lan đã mở các cuộc đàm phán với Vua Charles II của Anh trên mặt trận ngoại giao chung chống lại Pháp, dẫn đến Liên minh Ba bên, giữa Anh, Hà Lan và Thụy Điển được thành lập. Mối đe dọa về một cuộc leo thang và một hiệp ước bí mật với Leopold I của Thánh chế La Mã nhầm mục đích chia cắt các thuộc địa của Tây Ban Nha (Hoàng đế Leopold là người có quyền yêu cầu thừa kế Tây Ban Nha thông qua nhánh Habsburg-Áo), đã khiến Louis từ bỏ nhiều lợi ích của mình trong Hiệp ước Aix-la-Chapelle năm 1668.
Louis không tin tưởng nhiều vào thỏa thuận của mình với Hoàng đế Leopold I, vì giờ đây rõ ràng là mục tiêu của Pháp và Hà Lan đang xung đột trực tiếp, ông quyết định trước tiên là đánh bại Cộng hòa Hà Lan, sau đó chiếm lấy Hà Lan thuộc Tây Ban Nha. Muốn làm được điều này thì Pháp phải phá vỡ Liên minh Ba bên; ông trả tiền cho Thụy Điển để họ giữ thái độ trung lập và ký Hiệp ước bí mật Dover năm 1670 với Vua Charles II của Anh, để thành lập liên minh Anh-Pháp chống lại Cộng hòa Hà Lan. Vào tháng 5 năm 1672, Pháp xâm lược Hà Lan, được Giáo phận vương quyền Münster và Tuyển hầu xứ Köln ủng hộ.

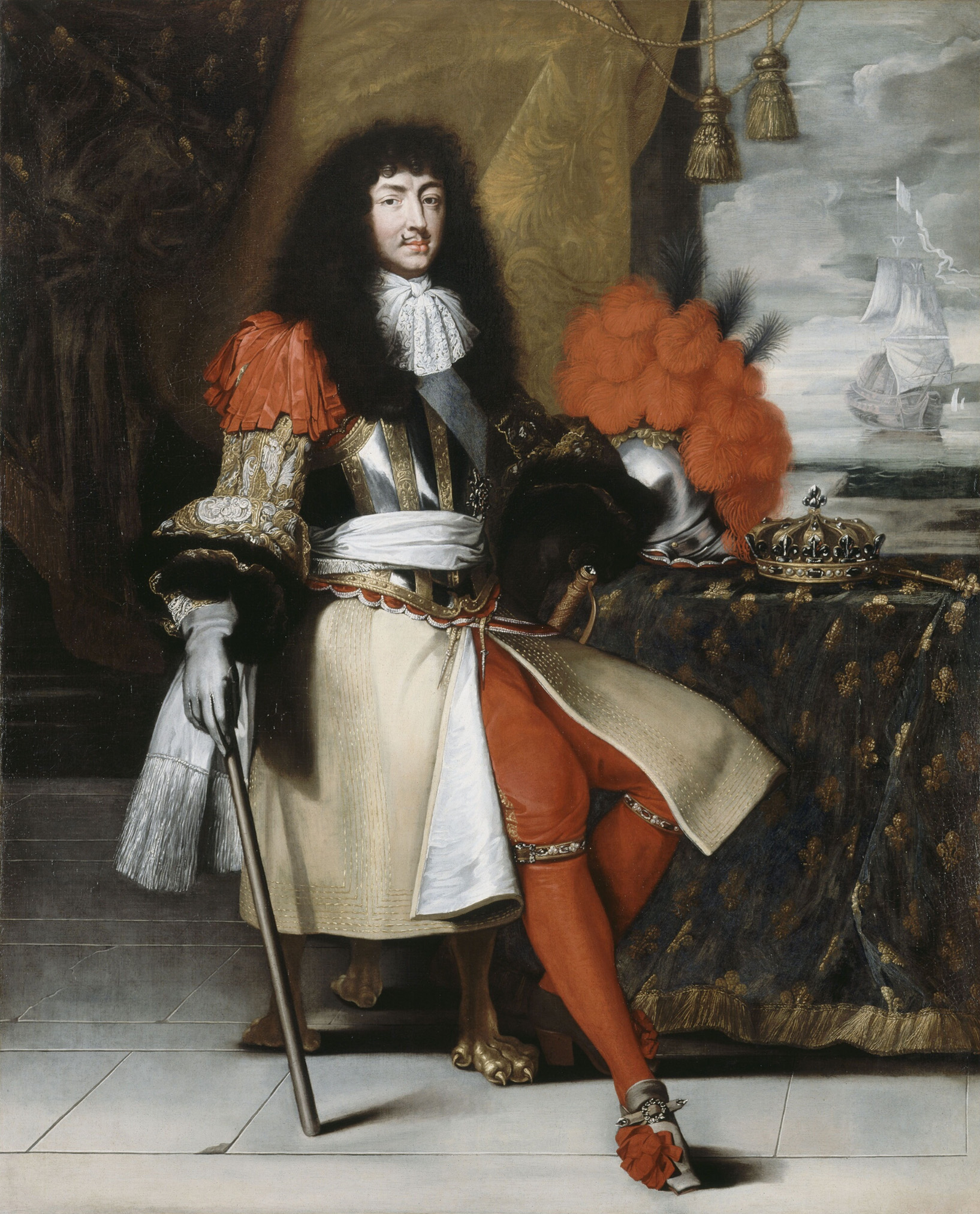
Louis XIV năm 1670, vẽ bởi Claude Lefèbvre

Quá trình tiến quân nhanh chóng của Pháp đã dẫn đến một cuộc đảo chính lật đổ De Witt và đưa Willem Hendrik, Thân vương xứ Orange lên nắm quyền. Hoàng đế Leopold I coi sự bành trướng của Pháp vào vùng Rhineland là mối đe dọa ngày càng tăng cho Đế chế La Mã Thần thánh, đặc biệt là sau khi họ chiếm được Công quốc Lorraine chiến lượt vào năm 1670. Viễn cảnh về thất bại của Hà Lan đã khiến Leopold liên minh với Brandenburg-Phổ vào ngày 23 tháng 6, sau đó là một liên minh khác với Hà Lan vào ngày 25. Mặc dù Brandenburg-Phổ buộc phải rút khỏi chiến tranh theo Hiệp ước Vossem tháng 6 năm 1673, nhưng vào tháng 8, một liên minh chống Pháp đã được thành lập bởi Hà Lan, Tây Ban Nha, Hoàng đế Leopold và Karl IV, Công tước xứ Lorraine.
Liên minh của Pháp rất không được lòng dân Anh, và càng không được lòng dân hơn sau những trận chiến đáng thất vọng chống lại hạm đội của Michiel de Ruyter. Charles II của Anh đã lập lại hoà bình với Hà Lan thông qua Hiệp ước Westminster vào tháng 2 năm 1674. Tuy nhiên, quân đội Pháp có những lợi thế đáng kể so với đối thủ của họ; một bộ chỉ huy tập trung quyền lực và không bị phân mảnh, những vị tướng tài năng như Tử tước xứ Turenne, Louis II, Thân vương xứ Condé và François-Henri de Montmorency, Công tước xứ Luxembourg với hậu cần vượt trội hơn hẳn. Các cải cách do Hầu tước xứ Louvois, Bộ trưởng Chiến tranh, đưa ra đã giúp duy trì các đội quân dã chiến lớn có thể được huy động nhanh hơn nhiều so với trước đây, cho phép Pháp tiến hành các cuộc tấn công vào đầu mùa xuân trước khi đối thủ của họ sẵn sàng.
Tuy nhiên, người Pháp buộc phải rút lui khỏi hầu hết lãnh thổ của Cộng hòa Hà Lan, điều này khiến Louis vô cùng sốc; ông đã rút lui về Saint Germain trong một thời gian. Trong giai đoạn này, ngoại trừ người hầu thân cận, không có bất cứ ai có thể tiếp cận nhà vua. Tuy nhiên, lợi thế quân sự của Pháp đã cho phép họ giữ vững lập trường của mình ở Alsace và Hà Lan thuộc Tây Ban Nha trong khi chiếm lại Franche-Comté. Đến năm 1678, sự kiệt quệ của cả hai bên đã dẫn đến Hiệp ước Nijmegen, về cơ bản đã được giải quyết có lợi cho Pháp và cho phép Louis XIV can thiệp vào Chiến tranh Scanian. Bất chấp thất bại về mặt quân sự, đồng minh của ông là Thụy Điển đã giành lại được phần lớn những gì đã mất trong các hiệp ước Saint-Germain-en-Laye, Hiệp ước Fontainebleau và Hòa ước Lund năm 1679, áp đặt lên Đan Mạch-Na Uy và Brandenburg-Phổ. Tuy nhiên, hai mục tiêu chính của Louis là phá hủy Cộng hòa Hà Lan và chinh phục Hà Lan thuộc Tây Ban Nha, đã thất bại.
Louis đang ở đỉnh cao quyền lực, nhưng phải trả giá bằng việc đoàn kết những người chống đối; điều này gia tăng khi ông tiếp tục bành trướng thế lực. Năm 1679, ông sa thải bộ trưởng ngoại giao Simon Arnauld, Hầu tước xứ Pomponne, vì ông bị coi là đã thỏa hiệp quá nhiều với các đồng minh. Louis duy trì sức mạnh của quân đội, nhưng trong loạt yêu sách lãnh thổ tiếp theo của mình, ông tránh sử dụng vũ lực quân sự một cách thiếu minh bạch và đơn phương. Thay vào đó, ông kết hợp nó với các lý do hợp pháp trong nỗ lực mở rộng ranh giới của Vương quốc Pháp. Các hiệp ước đương thời được diễn đạt một cách mơ hồ, vì thế Louis đã thành lập Chambres des Réunions để xác định phạm vi đầy đủ các quyền và nghĩa vụ của Pháp theo các hiệp ước đó.
Các thành phố và vùng lãnh thổ, như Luxembourg và Casale, được đánh giá cao vì vị trí chiến lược của chúng trên biên giới và khả năng tiếp cận các tuyến đường thủy quan trọng. Louis cũng tìm đến Strasbourg, một cửa khẩu chiến lược quan trọng ở bờ trái sông Rhein và trước đó là Thành bang Đế chế Tự do của Đế chế La Mã Thần thánh, sáp nhập thành phố này và các vùng lãnh thổ khác vào năm 1681. Mặc dù là một phần của Alsace, Strasbourg không phải là một phần của Alsace do Quân chủ Habsburg cai trị và do đó không được nhượng cho Pháp trong Hòa ước Westphalia.
Sau những lần sáp nhập này, Tây Ban Nha tuyên chiến, dẫn đến Chiến tranh Reunion. Tuy nhiên, người Tây Ban Nha đã nhanh chóng bị đánh bại vì Hoàng đế Leopold I của Thánh chế La Mã (bị phân tâm bởi Đại chiến Thổ Nhĩ Kỳ) đã bỏ rơi họ, và người Hà Lan chỉ hỗ trợ họ ở mức tối thiểu. Theo Hiệp định đình chiến Ratisbon, năm 1684, Tây Ban Nha buộc phải chấp nhận sự chiếm đóng của Pháp đối với hầu hết các vùng lãnh thổ đã chinh phục trong 20 năm trước đó.
Chính sách của Louis về Réunions có thể đã đưa nước Pháp lên tầm cao nhất về quy mô và sức mạnh trong suốt thời kỳ trị vì của ông, nhưng nó lại khiến nhiều nước châu Âu xa lánh Pháp. Dư luận tiêu cực này trở nên tồi tệ hơn do các hành động của Pháp ngoài khơi Bờ biển Barbary và tại Genoa. Đầu tiên, Louis đã cho pháo kích Algiers và Tripoli ở Bắc Phi, hai thành trì của cướp biển Barbary, để giành được một hiệp ước có lợi và giải phóng nô lệ theo Kito giáo. Tiếp theo, vào năm 1684, một hạm đội trừng phạt đã được phát động chống lại Genoa để trả đũa việc nước này ủng hộ Tây Ban Nha trong các cuộc chiến tranh trước đó. Mặc dù người Genoa đã khuất phục và Tổng trấn Genoa đã dẫn đầu một phái bộ đến Versailles để chính thức xin lỗi triều đình Pháp, nhưng nước Pháp vẫn nổi tiếng là tàn bạo và kiêu ngạo. Sự lo ngại của châu Âu trước sức mạnh ngày càng tăng của Pháp và nhận ra mức độ ảnh hưởng của các cuộc tấn công bằng Dragonnades (sẽ được thảo luận bên dưới) đã khiến nhiều quốc gia từ bỏ liên minh với Pháp. Theo đó, vào cuối những năm 1680, nước Pháp ngày càng trở nên cô lập ở châu Âu.

### Quan hệ ngoài châu Âu và các thuộc địa

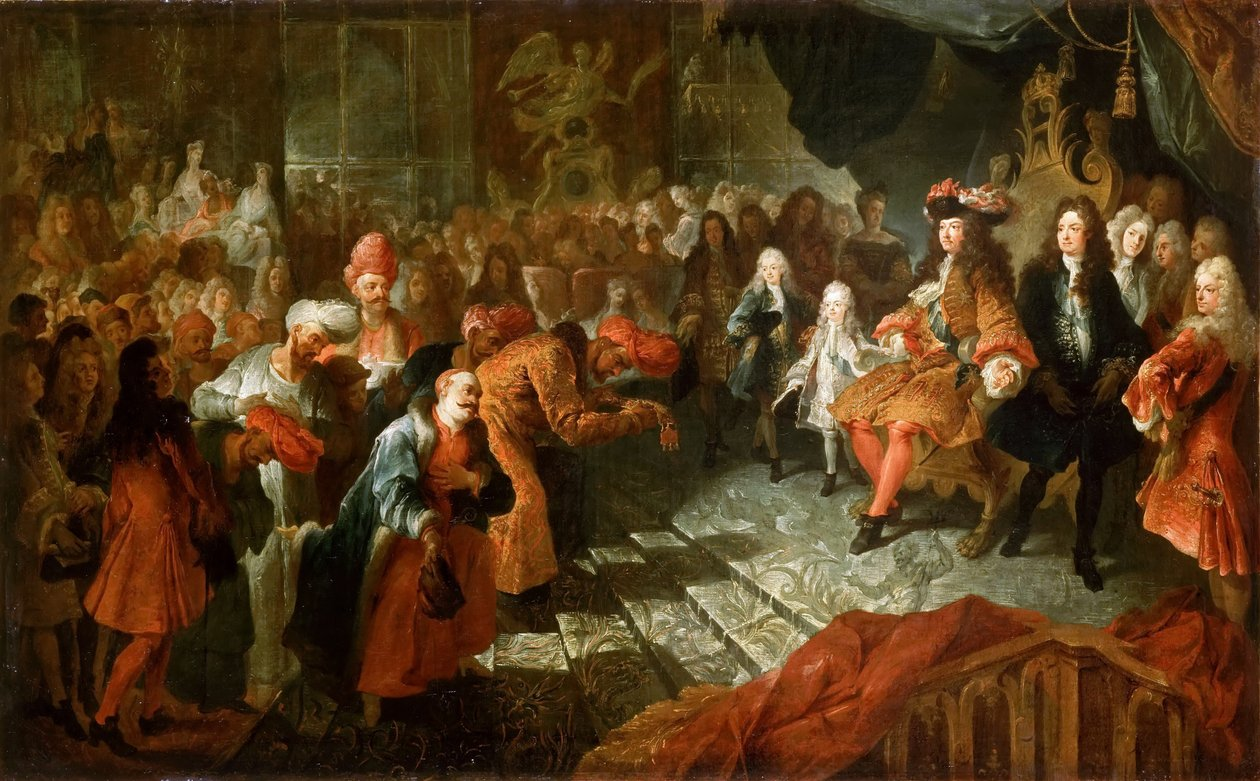
Sứ thần Ba Tư diện kiến Louis XIV do Soltan Hoseyn cử đi vào năm 1715. Ambassade de Perse auprès de Louis XIV, studio của Antoine Coypel.

Các thuộc địa của Pháp đã gia tăng ở châu Phi, châu Mỹ và châu Á trong thời kỳ trị vì của Louis XIV, và các nhà thám hiểm người Pháp đã có những khám phá quan trọng ở Bắc Mỹ. Năm 1673, Louis Jolliet và Jacques Marquette đã phát hiện ra sông Mississippi. Năm 1682, René-Robert Cavelier, Sieur de La Salle, đã đi dọc theo sông Mississippi từ Bắc xuống Nam, đến Vịnh Mexico và tuyên bố lưu vực sông Mississippi rộng lớn được đặt theo tên của Vua Louis XIV, gọi nó là Louisiane. Các trạm giao dịch thương mại của Pháp cũng được thành lập tại Chandernagore và Pondicherry của tiểu lục địa Ấn Độ, và ở Île Bourbon ngoài khơi của Đông Phi. Trên khắp các khu vực này, Louis và Colbert đã bắt tay vào một chương trình kiến trúc và quy hoạch đô thị rộng lớn nhằm phản ánh phong cách của Versailles, Paris và 'gloire' của Vương quốc Pháp. 

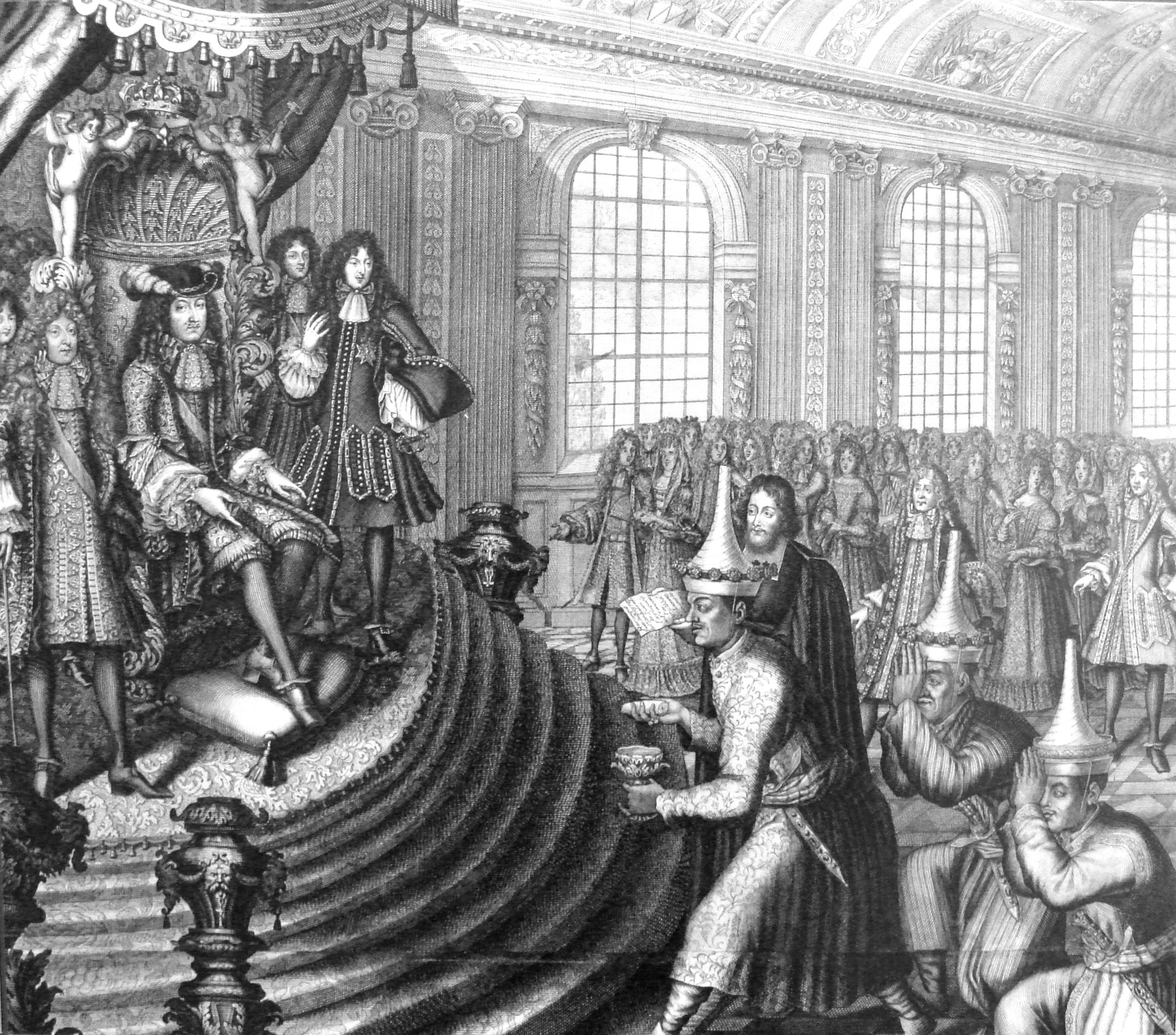
Siam sứ thần của Vua Narai đến diện kiến vua Louis XIV năm 1686, do Kosa Pan dẫn đầu. Khắc bởi Nicolas Larmessin.

Trong khi đó, quan hệ ngoại giao đã được mở rộng với các quốc gia xa xôi hơn về phía Đông. Năm 1669, Suleiman Aga đã dẫn theo một đoàn sứ thần của Đế quốc Ottoman đến Pháp để khôi phục lại Liên minh Pháp-Ottoman. Sau đó, vào năm 1682, sau khi tiếp đón đoàn sứ thần Maroc của Mohammed Tenim tại Pháp, Moulay Ismail, Sultan của Morocco, đã cho phép Pháp mở các cơ sở thương mại và lãnh sự trên lãnh thổ của mình. Năm 1699, Louis một lần nữa tiếp đón sứ thần Maroc là Abdallah bin Aisha, và năm 1715, ông tiếp đón đoàn sứ thần Ba Tư do Mohammad Reza Beg dẫn đầu.
Ở xa hơn, Vương quốc Siam đã phái một đoàn sứ thần đến Pháp vào năm 1684, được người Pháp đáp lại một cách nhiệt thành, một năm sau đó Louis XIV đã cử Alexandre, Chevalier de Chaumont đến Siam. Đến lượt mình, một đoàn sứ thần Siam khác do Kosa Pan dẫn đầu, được tiếp đón nồng hậu tại Versailles vào năm 1686. Sau đó, Louis đã phái một đoàn sứ khác đến Siam vào năm 1687, dưới quyền của Simon de la Loubère, và ảnh hưởng của Pháp ngày càng tăng tại triều đình Siam, nơi đã cấp cho Pháp một căn cứ hải quân tại Mergui (ngày nay là Myeik, Myanmar). Tuy nhiên, cái chết của Narai, Vua của Ayutthaya, vụ hành quyết bộ trưởng thân Pháp Constantine Phaulkon và cuộc bao vây Bangkok năm 1688 đã chấm dứt kỷ nguyên ảnh hưởng của Pháp vào nước này.
Pháp cũng đã cố gắng tham gia tích cực vào các phái bộ truyền giáo của Dòng Tên đến Đế chế Đại Thanh. Để phá vỡ sự thống trị của Bồ Đào Nha ở đó, Louis đã cử các nhà truyền giáo Dòng Tên đến triều đình của Hoàng đế Khang Hy vào năm 1685: Jean de Fontaney, Joachim Bouvet, Jean-François Gerbillon, Louis Le Comte và Claude de Visdelou. Louis cũng đã tiếp một tu sĩ Dòng Tên người Đại Thanh là Michael Shen Fu-Tsung, tại Versailles vào năm 1684. Hơn nữa, thủ thư và biên dịch viên của Louis là Arcadio Huang là người Trung Quốc.

## Đỉnh cao của quyền lực

### Tập trung quyền lực

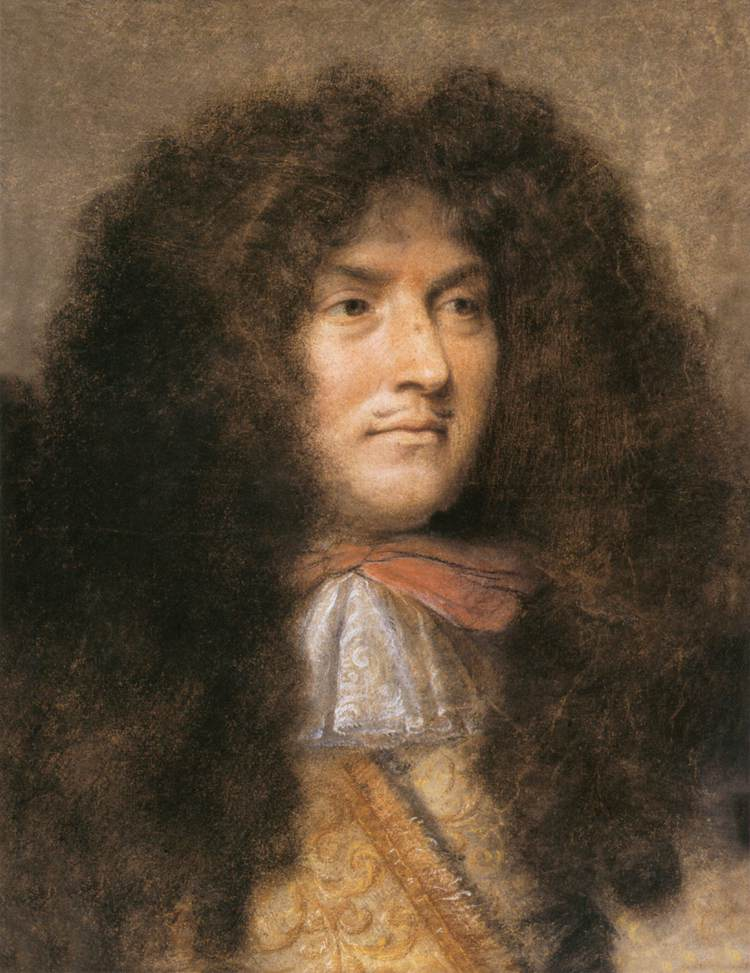
Chân dung Louis XIV (màu phấn xám trên giấy của Charles Le Brun, 1667, Bảo tàng Louvre)

Vào đầu những năm 1680, Louis đã tăng cường đáng kể ảnh hưởng của Pháp trên trường quốc tế. Trong nước, ông đã thành công trong việc gia tăng ảnh hưởng của vương quyền và thẩm quyền của nó đối với nhà thờ và tầng lớp quý tộc, do đó củng cố chế độ quân chủ chuyên chế ở Pháp.
Louis ban đầu ủng hộ chủ nghĩa Gallica truyền thống, hạn chế quyền lực của Giáo hoàng ở Pháp và triệu tập một Hội đồng giáo sĩ Pháp vào tháng 11 năm 1681. Trước khi giải tán 8 tháng sau đó, Hội đồng đã chấp nhận Tuyên bố của Giáo sĩ Pháp, tăng quyền lực của hoàng gia bằng cách làm giảm quyền lực của Lãnh địa Giáo hoàng. Nếu không có sự chấp thuận của hoàng gia, các giám mục không thể rời khỏi Pháp và không thể kháng cáo lên Giáo hoàng. Ngoài ra, các quan chức chính phủ không thể bị khai trừ vì những hành vi phạm tội khi thực hiện nhiệm vụ của họ. Mặc dù nhà vua không thể ban hành luật tôn giáo, nhưng mọi quy định của Giáo hoàng mà không có sự chấp thuận của hoàng gia đều không có giá trị ở Pháp. Không có gì ngạc nhiên khi Giáo hoàng đương nhiệm khi đó là Innôcentê XI bác bỏ Tuyên bố này.

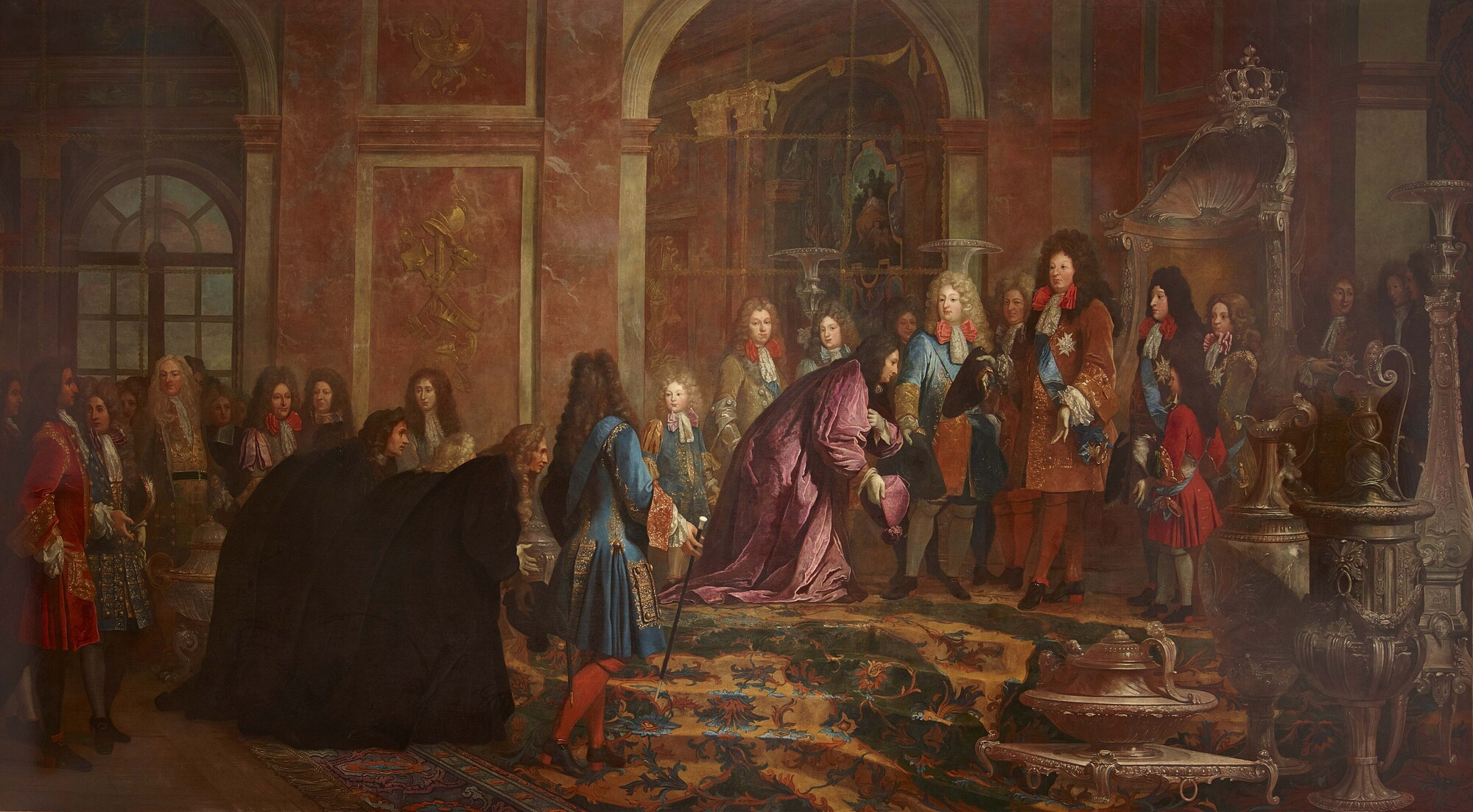
Louis tiếp nhận lời xin lỗi của Tổng trấn Genoa tại Versailles vào ngày 15 tháng 5 năm 1685, sau vụ bắn phá Genoa. ("Reparation faite à Loui XIV par le Doge de Gênes. 15 mai 1685 của Claude Guy Halle, Versailles.)

Bằng cách đưa các nhà quý tộc đến triều đình của mình tại Versailles, Louis đã đạt được quyền kiểm soát ngày càng tăng đối với tầng lớp quý tộc Pháp. Theo sử gia Philip Mansel, nhà vua đã biến cung điện thành:
"Một sự kết hợp không thể cưỡng lại của thị trường hôn nhân, môi giới việc làm và kinh đô giải trí của giới quý tộc châu Âu, tự hào có nhà hát, opera, âm nhạc, cờ bạc, tình dục và (quan trọng nhất) săn bắn tốt nhất".
Các căn hộ được xây dựng để làm nơi ở cho những người sẵn sàng chiều chuộng nhà vua. Tuy nhiên, lương hưu và các đặc quyền cần thiết để sống theo phong cách phù hợp với cấp bậc của họ chỉ có thể có được bằng cách liên tục phục vụ cho Louis XIV. Vì mục đích này, một nghi lễ cung đình phức tạp đã được tạo ra trong đó nhà vua trở thành tâm điểm chú ý và được công chúng quan sát suốt cả ngày. Với trí nhớ tuyệt vời của mình, Louis sau đó có thể biết ai đã từng phục vụ ông tại triều đình và ai đã vắng mặt, tạo điều kiện thuận lợi cho việc phân phối các ưu ái và chức vụ sau đó. Một công cụ khác mà Louis sử dụng để kiểm soát giới quý tộc của mình là kiểm duyệt, thường liên quan đến việc mở thư để phân biệt ý kiến của người viết về chính phủ và nhà vua. Hơn nữa, bằng cách giải trí, gây ấn tượng và thuần hóa họ bằng sự xa hoa và những trò tiêu khiển khác, Louis không chỉ vun đắp dư luận về mình mà còn đảm bảo rằng giới quý tộc vẫn nằm trong tầm ngắm của ông.
Sự xa hoa của Louis tại Versailles đã vượt xa phạm vi các nghi lễ cung đình cầu kỳ. Ông đã nhận một con voi châu Phi làm quà tặng từ vua Bồ Đào Nha. Ông khuyến khích các nhà quý tộc hàng đầu đến sống tại Versailles. Điều này, cùng với lệnh cấm quân đội tư nhân ở các lãnh địa, đã ngăn cản giới quý tộc dành thời gian ở điền trang của riêng mình và ở các căn cứ quyền lực trong lãnh địa của họ, nơi mà họ thường tiến hành các cuộc chiến tranh cục bộ và âm mưu chống lại chính quyền hoàng gia. Do đó, Louis đã ép buộc và dụ dỗ giới quý tộc quân sự cũ (giới "quý tộc kiếm") trở thành cận thần nghi lễ của mình, làm suy yếu thêm quyền lực của họ. Thay vào đó, ông đã nuôi dưỡng những người dân thường hoặc giới quan chức mới được phong làm quý tộc (giới "quý tộc áo choàng"). Ông phán đoán rằng quyền lực hoàng gia phát triển mạnh mẽ hơn bằng cách bổ nhiệm những người này vào các vị trí hành chính và điều hành cấp cao vì họ có thể dễ dàng bị sa thải hơn so với những quý tộc có dòng dõi lâu đời và có ảnh hưởng trong suốt chiều dài lịch sử trước đó. Người ta tin rằng các chính sách của Louis bắt nguồn từ những trải nghiệm của chính ông trong thời kỳ Fronde, khi những người đàn ông có dòng dõi cao quý sẵn sàng tham gia vào cuộc nổi loạn chống lại nhà vua của họ, kể cả những quý tộc có cùng huyết thống với hoàng gia. Chiến thắng này trước giới quý tộc có thể đã đảm bảo chấm dứt các cuộc nội chiến lớn ở Pháp cho đến Cách mạng Pháp khoảng một thế kỷ sau đó.

### Nước Pháp là tâm điểm của chiến tranh

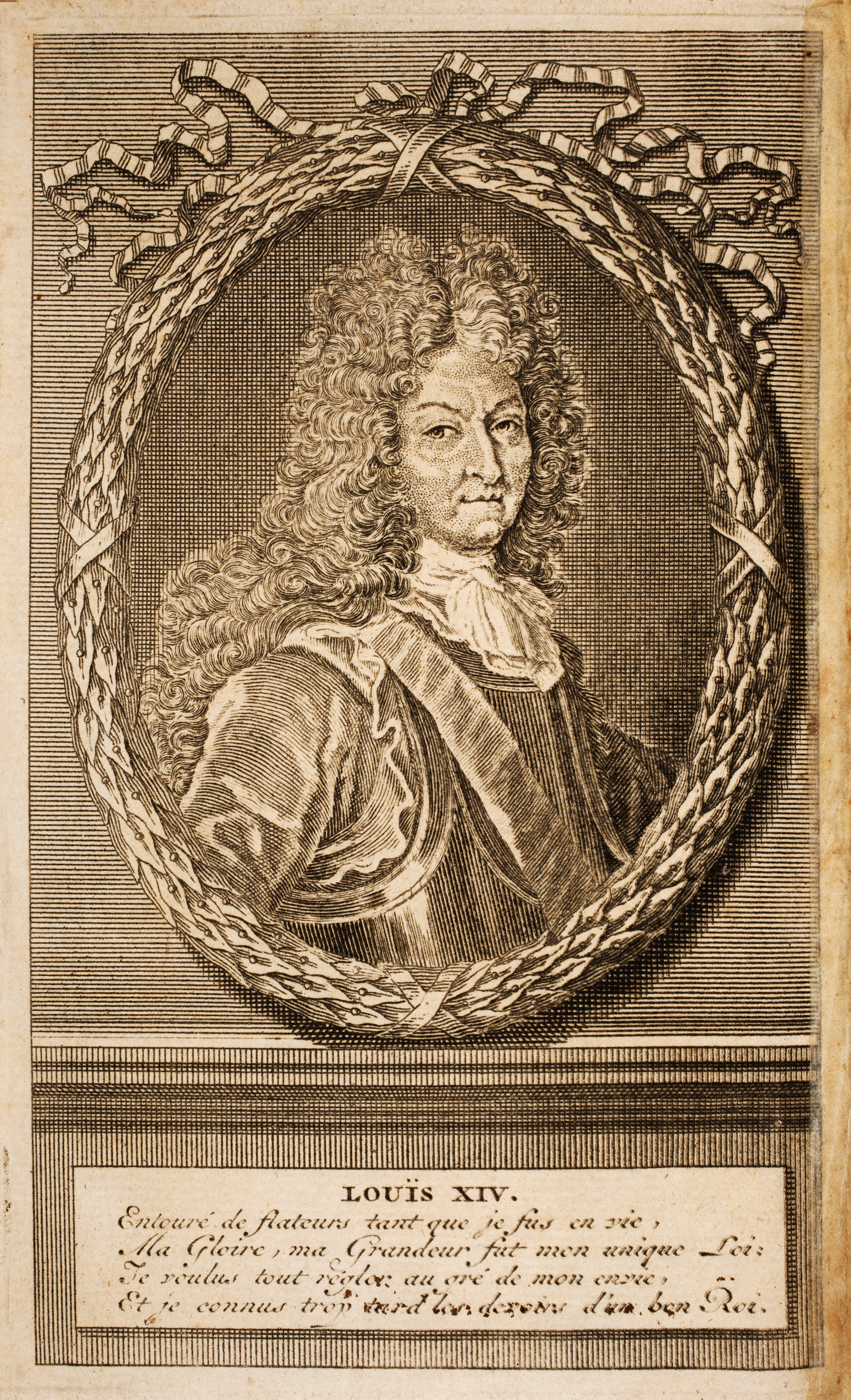
Louis XIV

Dưới thời Louis XIV, Vương quốc Pháp là một cường quốc hàng đầu ở châu Âu và hầu hết các cuộc chiến đều xoay quanh tính hiếu chiến của vương quốc này. Không có quốc gia châu Âu nào vượt qua Pháp về dân số và có thể sánh được với sự giàu có của nó, ngoài ra, nó còn có một quân đội chuyên nghiệp và mạnh mẽ. Pháp đã phần lớn tránh được sự tàn phá của Chiến tranh Ba mươi năm. Điểm yếu của nước này bao gồm hệ thống tài chính kém hiệu quả, phải chịu áp lực lớn để chi trả cho các cuộc phiêu lưu quân sự, và xu hướng liên minh chống lại nước này của hầu hết các cường quốc khác.
Trong thời kỳ trị vì của Louis, Pháp đã tiến hành 3 cuộc chiến tranh lớn: Chiến tranh Pháp-Hà Lan, Chiến tranh Chín năm và Chiến tranh Kế vị Tây Ban Nha. Ngoài ra còn có hai cuộc xung đột nhỏ hơn: Chiến tranh Phân quyền (Guerre de Dévolution) và Chiến tranh Tái hợp (Guerre des Réunions). Các cuộc chiến tranh này rất tốn kém nhưng đã định hình chính sách đối ngoại của Louis XIV và chính tính cách của ông đã định hình cách tiếp cận của ông. Được thúc đẩy "bằng sự kết hợp giữa thương mại, trả thù và khiêu khích", Louis cảm thấy rằng chiến tranh là cách lý tưởng để nâng cao vinh quang của mình. Trong thời bình, ông tập trung vào việc chuẩn bị cho các cuộc chiến tranh tiếp theo. Ông ra lệnh cho các nhà ngoại giao của mình rằng nhiệm vụ của họ là tạo ra lợi thế chiến thuật và chiến lược cho quân đội Pháp. Đến năm 1695, Pháp vẫn giữ được phần lớn quyền thống trị của mình nhưng đã mất quyền kiểm soát vùng biển vào tay Vương quốc Anh và Cộng hòa Hà Lan, và hầu hết các quốc gia, cả Tin Lành và Công giáo, đều liên minh chống lại Pháp. Sébastien Le Prestre de Vauban, nhà chiến lược quân sự hàng đầu của Pháp, đã cảnh báo Louis vào năm 1689 rằng một "Liên minh" thù địch trên biển sẽ là quá mạnh đối với Pháp. Ông khuyến nghị Pháp nên phản công bằng cách cấp phép cho các tàu buôn của Pháp quyền tấn công và bắt giữ các tàu buôn của đối phương trong khi tránh xa hải quân của họ:
"Pháp có kẻ thù công khai là các nhà nước Đức và tất cả các nhà nước mà quốc gia này sáp nhập; Tây Ban Nha và tất cả các nhà nước phụ thuộc ở Châu Âu, Châu Á, Châu Phi và Châu Mỹ của nó; Công tước xứ Savoy [ở Ý], Anh, Scotland, Ireland và tất cả các thuộc địa của họ ở Đông và Tây Ấn; và Hà Lan với tất cả các thuộc địa của nó ở bốn góc thế giới, nơi họ có các cơ sở lớn. Pháp có... những kẻ thù không công khai, thù địch gián tiếp, thù địch và ghen tị với sự vĩ đại của mình, Đan Mạch, Thụy Điển, Ba Lan, Bồ Đào Nha, Venice, Genoa và một phần của Liên bang Thụy Sĩ, tất cả các quốc gia này đều bí mật giúp đỡ kẻ thù của Pháp bằng cách cho thuê quân đội, cho họ vay tiền, bảo vệ và che đậy hoạt động thương mại của họ."
Vauban bi quan về những người được gọi là bạn bè và đồng minh của Pháp:
"Đối với những người bạn thờ ơ, vô dụng hoặc bất lực, Pháp có Giáo hoàng, người thờ ơ; Vua Anh [James II] đã bị trục xuất khỏi ngai vàng; Đại công tước xứ Toscana; Công tước xứ Mantua, Modena và Parma [tất cả đều ở Ý]; và phe phái khác của Thụy Sĩ. Một số người trong số họ chìm đắm trong sự mềm yếu đến từ nhiều năm hòa bình, những người khác thì lạnh lùng trong tình cảm của họ.... Người Anh và người Hà Lan là những trụ cột chính của Liên minh; họ ủng hộ nó bằng cách gây chiến với chúng ta cùng với các cường quốc khác, và họ duy trì nó bằng số tiền mà họ trả hàng năm cho... Đồng minh.... Do đó, chúng ta phải quay lại với các đoàn thuyền buôn tư nhân như một phương pháp tiến hành chiến tranh khả thi nhất, đơn giản nhất, rẻ nhất và an toàn nhất, và sẽ tốn ít chi phí nhất cho nhà nước, đặc biệt là vì Nhà vua sẽ không phải chịu bất kỳ tổn thất nào, người hầu như không phải mạo hiểm điều gì.... Nó sẽ làm giàu cho đất nước, đào tạo nhiều sĩ quan giỏi cho Nhà vua và trong một thời gian ngắn buộc kẻ thù của ông phải cầu hòa."

## Sắc lệnh Fontainebleau

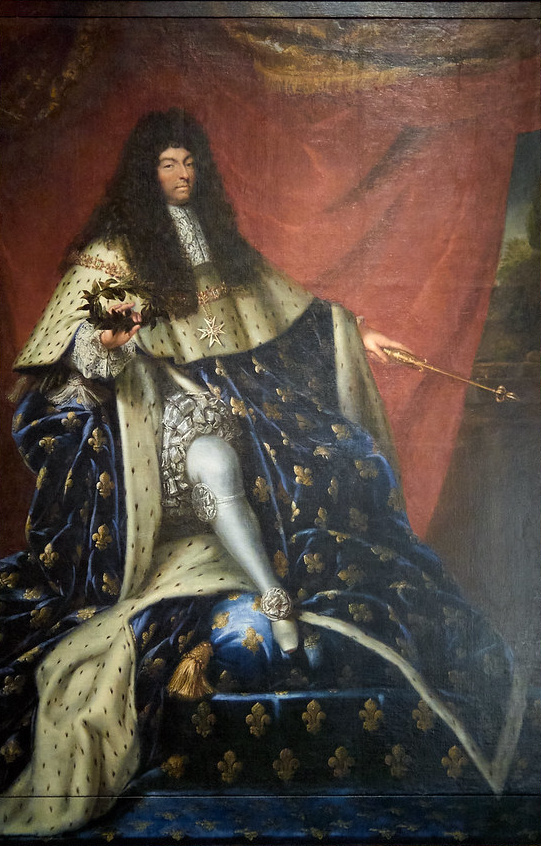
Louis XIV vào năm 1685, năm ông bãi bỏ Sắc lệnh Nantes

Louis quyết định đàn áp những người Tin Lành và hủy bỏ Sắc lệnh Nantes năm 1598, sắc lệnh trao cho những người Huguenot quyền tự do chính trị và tôn giáo. Ông coi sự tồn tại dai dẳng của đạo Tin Lành là lời nhắc nhở đáng xấu hổ về sự bất lực của hoàng gia. Xét cho cùng, Sắc lệnh Nantes là sự nhượng bộ thực dụng của ông nội ông là Henri IV của Pháp, nhằm chấm dứt các cuộc Chiến tranh tôn giáo lâu đời ở Pháp. Một yếu tố khác trong suy nghĩ của Louis là nguyên tắc thịnh hành của châu Âu đương thời nhằm đảm bảo sự ổn định chính trị xã hội, Cuius regio, eius religio ("vương quốc của ai, tôn giáo của người đó"), ý tưởng rằng tôn giáo của người cai trị phải là tôn giáo của vương quốc (như đã được xác nhận ban đầu ở Trung Âu trong Hòa ước Tôn giáo Augsburg năm 1555).
Đáp lại các kiến nghị, ban đầu Louis loại những người Tin Lành khỏi các chức vụ, hạn chế các cuộc họp của các giáo đoàn, đóng cửa các nhà thờ bên ngoài các khu vực được Sắc lệnh quy định, cấm những người rao giảng Tin Lành công khai và cấm di cư Tin Lành trong nước. Ông cũng không cho phép các cuộc hôn nhân giữa người Tin Lành và Công giáo mà có bên thứ ba phản đối, khuyến khích các sứ mệnh cho người Tin Lành và khen thưởng những người cải đạo sang Công giáo. Sự phân biệt đối xử này không gặp phải nhiều sự phản đối của người Tin Lành và một sự cải đạo ổn định của người Tin Lành đã diễn ra, đặc biệt là trong giới tinh hoa quý tộc.
Năm 1681, Louis đã tăng cường đàn áp người Tin Lành một cách đáng kể. Nguyên tắc Cuius regio, eius religio (vương quốc của ai, tôn giáo của người đó) nói chung cũng có nghĩa là những đối tượng từ chối cải đạo có thể di cư khỏi Pháp, nhưng Louis đã cấm di cư và thực sự nhấn mạnh rằng tất cả người Tin Lành phải cải đạo. Thứ hai, theo đề xuất của René de Marillac và Hầu tước xứ Louvois, ông bắt đầu cho lính kỵ binh lưu trú trong nhà của người Tin Lành. Mặc dù điều này nằm trong quyền hợp pháp của nhà vua, nhưng chính sách dragonnades đã gây ra gánh nặng tài chính nghiêm trọng cho người Tin Lành và sự lạm dụng tàn bạo. Có 300.000 đến 400.000 người Huguenot đã cải đạo, vì điều này giúp người cải đạo có được những phần thưởng tài chính và cũng như thoát khỏi các cuộc tấn của lực lượng dragonnades.

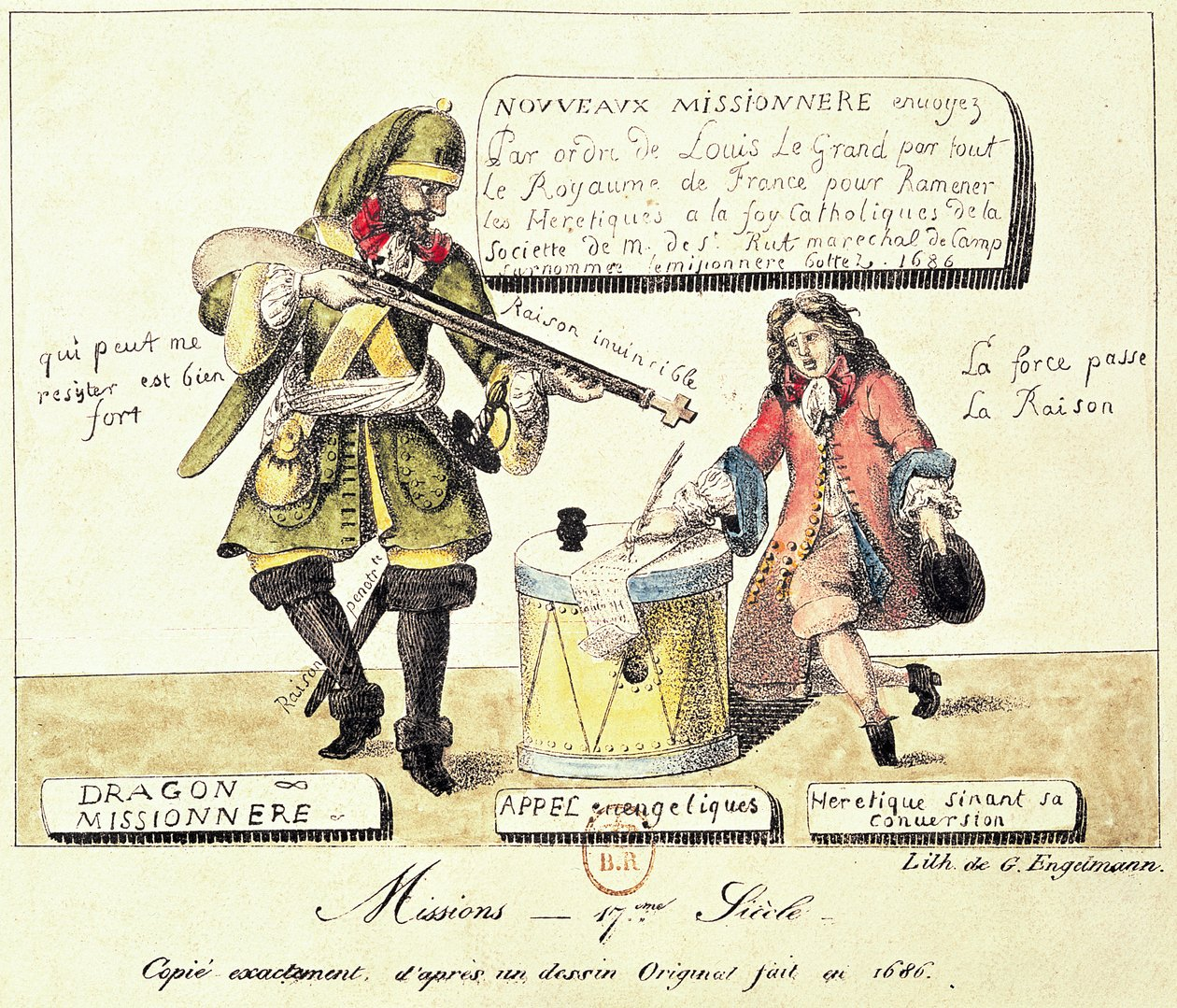
Những người nông dân Tin Lành đã nổi loạn chống lại các cuộc tấn công dragonnades (cuộc cải đạo do những kỵ binh rồng thực hiện, được gọi là "những nhà truyền giáo đi ủng") theo Sắc lệnh Fontainebleau.

Vào ngày 15 tháng 10 năm 1685, Louis XIV ban hành Sắc lệnh Fontainebleau và sắc lệnh này đã bãi bỏ mọi đặc quyền phát sinh và những đặc quyền có trong Sắc lệnh Nantes. Theo sắc lệnh của mình, Louis không còn chấp nhận sự tồn tại của các nhóm Tin Lành, mục sư hoặc nhà thờ Tin Lành ở Pháp. Không được xây dựng thêm nhà thờ nào nữa và những nhà thờ đã tồn tại sẽ bị phá bỏ. Các mục sư có thể lựa chọn sống lưu vong hoặc thế tục. Những người Tin Lành đã chống lại việc cải đạo giờ đây sẽ bị rửa tội cưỡng bức ở nhà thờ Công giáo.
Các nhà sử học đã tranh luận về lý do Louis ban hành Sắc lệnh Fontainebleau. Ông có thể đang tìm cách xoa dịu Giáo hoàng Innocent XI, người có mối quan hệ căng thẳng và sự hỗ trợ của giáo hoàng là cần thiết để quyết định kết quả của cuộc khủng hoảng kế vị tại Tuyển hầu xứ Köln. Louis cũng có thể đã hành động để qua mặt Hoàng đế Leopold I của Thánh chế La Mã và giành lại uy tín quốc tế sau khi người này đánh bại Đế quốc Ottoman mà không cần sự giúp đỡ của Louis. Nếu không phải những lý do đó, Louis XIV có thể chỉ đơn thuần là muốn chấm dứt những chia rẽ còn lại trong xã hội Pháp có từ thời Chiến tranh tôn giáo bằng cách thực hiện lời thề đăng quang của mình là xóa bỏ tà giáo.
Nhiều nhà sử học đã lên án Sắc lệnh Fontainebleau là có hại nghiêm trọng cho nước Pháp. Để ủng hộ quan điểm này, họ trích dẫn cuộc di cư của khoảng 200.000 người Huguenot có trình độ cao (khoảng một phần tư dân số theo đạo Tin Lành, hoặc 1% dân số Pháp) đã bất chấp các sắc lệnh của hoàng gia và chạy trốn khỏi Pháp đến các quốc gia theo đạo Tin Lành khác nhau, làm suy yếu nền kinh tế Pháp và làm giàu cho nền kinh tế của các quốc gia theo đạo Tin Lành. Tuy nhiên, một số nhà sử học khác xem nhận định ở trên là một sự cường điệu. Họ lập luận rằng hầu hết các doanh nhân và nhà công nghiệp theo đạo Tin Lành hàng đầu của Pháp đã cải sang Công giáo và vẫn ở lại.
Điều chắc chắn là phản ứng đối với Sắc lệnh này là trái chiều. Ngay cả khi các nhà lãnh đạo Công giáo Pháp hân hoan, Giáo hoàng Innocent XI vẫn tranh luận với Louis về chủ nghĩa Gallica và chỉ trích việc sử dụng bạo lực trong việc cải đạo. Những người theo đạo Tin Lành trên khắp châu Âu kinh hoàng trước cách đối xử của Louis đối với những đồng đạo của mình, nhưng hầu hết những người theo đạo Công giáo ở Pháp đều hoan nghênh động thái này. Tuy nhiên, không thể phủ nhận rằng hình tượng công khai của Louis ở hầu hết châu Âu, đặc biệt là ở các khu vực theo đạo Tin Lành, đã bị giáng một đòn nặng nề.
Tuy nhiên, cuối cùng, mặc dù có những căng thẳng mới với người Camisard ở miền nam-trung nước Pháp vào cuối triều đại của mình, Louis có thể đã giúp đảm bảo rằng người kế nhiệm của ông sẽ ít gặp phải những trường hợp xáo trộn dựa trên tôn giáo hơn đã từng gây ra tai họa cho tổ tiên của ông. Xã hội Pháp sẽ thay đổi đủ nhiều vào thời hậu duệ của ông, Louis XVI, để chào đón sự khoan dung thông qua Sắc lệnh Versailles năm 1787, còn được gọi là Sắc lệnh khoan dung. Sắc lệnh này đã khôi phục lại quyền công dân và quyền tự do thờ cúng công khai cho những người không theo đạo Công giáo, bao gồm cả người Do Thái giáo. Với sự ra đời của Cách mạng Pháp năm 1789, những người theo đạo Tin Lành đã được trao quyền bình đẳng với những người theo Công giáo La Mã.

## Chiến tranh Chín năm

### Nguyên nhân và diễn biến của cuộc chiến

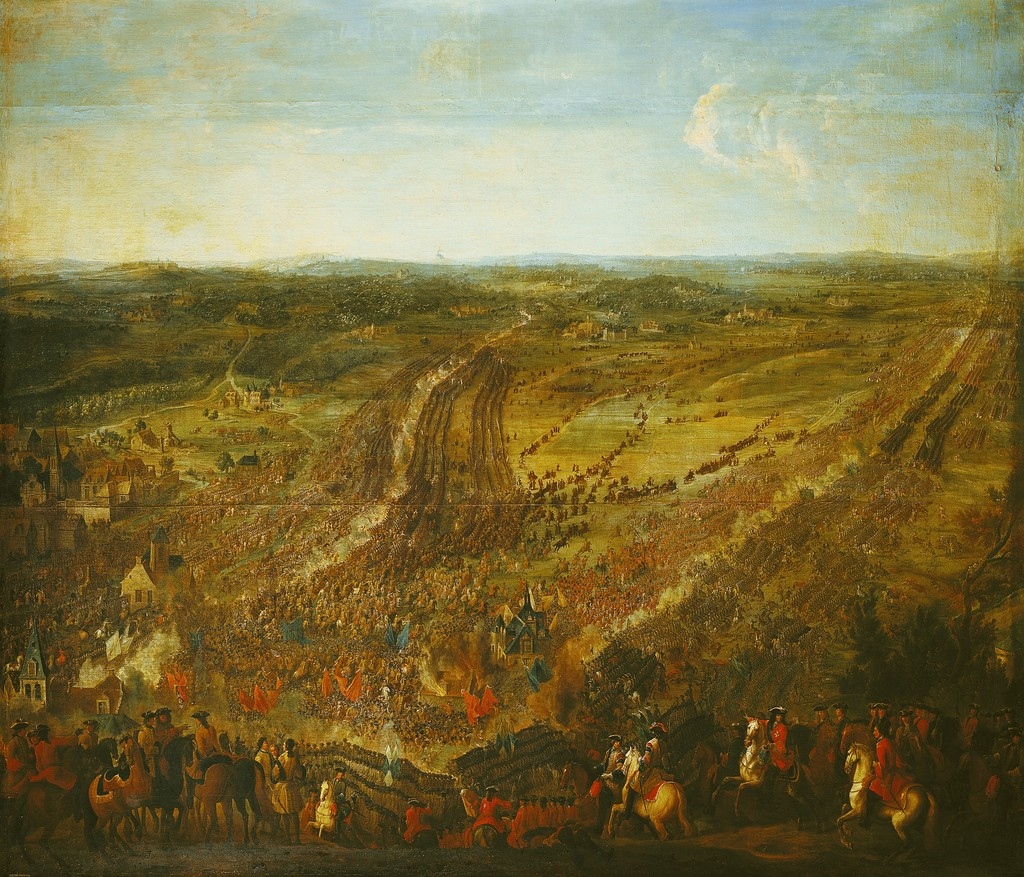
Trận Fleurus, năm 1690

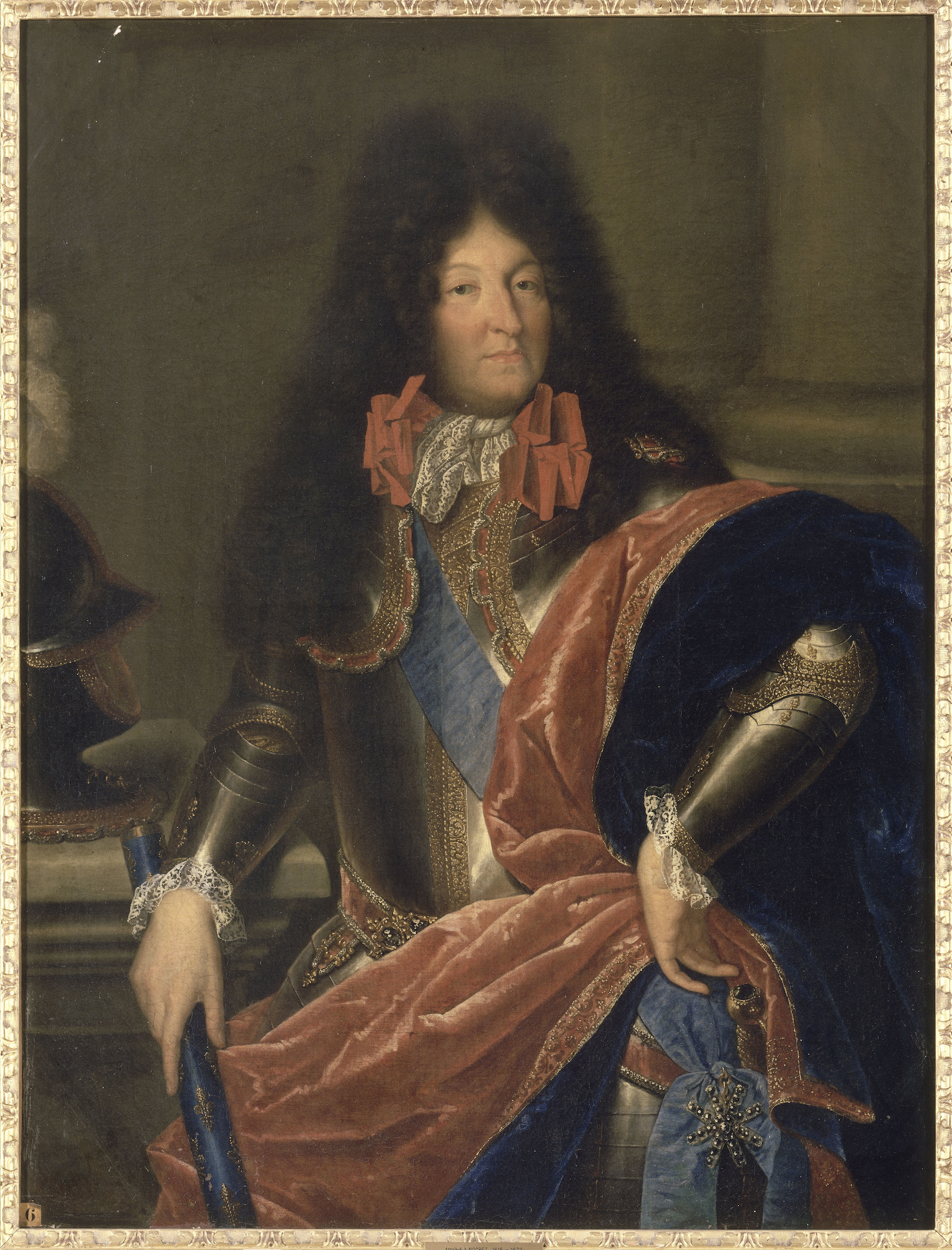
Louis XIV năm 1690

Chiến tranh Chín năm, kéo dài từ năm 1688 đến năm 1697, đã khởi đầu cho một giai đoạn suy thoái về vận mệnh chính trị và ngoại giao của Louis XIV. Nó phát sinh từ hai sự kiện ở vùng Rheinland. Đầu tiên, vào năm 1685, Tuyển hầu xứ Pfalz là Karl II qua đời. Tất cả những người còn lại trong gia đình trực hệ của ông là chị dâu của Louis, Elizabeth Charlotte. Luật Salic rõ ràng đã cấm bà kế thừa đất đai và chức Tuyển đế hầu của anh trai mình. Ngược lại, Elizabeth rõ ràng có quyền được chia tài sản cá nhân của gia đình. Louis đã thúc đẩy các yêu sách của bà về đất đai và tài sản, hy vọng rằng ít nhất, những thứ sau sẽ được trao cho bà. Sau đó, vào năm 1688, Maximilian Heinrich xứ Bayern, Tổng giám mục Köln, một đồng minh của Pháp, đã qua đời. Tổng giáo phận theo truyền thống do Triều đại Wittelsbach xứ Bayern nắm giữ, Tuyển hầu xứ Bayern yêu cầu thay thế Maximilian Heinrich bằng Joseph Clemens xứ Bayern, khi đó mới chỉ 17 tuổi và thậm chí còn chưa được thụ phong linh mục. Thay vào đó, Louis tìm cách đưa ứng cử viên mình là Wilhelm Egon von Fürstenberg, lên nắm quyền để đảm bảo rằng nhà nước Rheinish quan trọng vẫn là đồng minh của Pháp.
Xét đến các chính sách đối ngoại và đối nội của Louis vào đầu những năm 1680, được coi là hung hăng, các hành động của nhà vua, được thúc đẩy bởi các cuộc khủng hoảng kế vị vào cuối những năm 1680, đã gây ra mối quan ngại và báo động ở nhiều nơi tại châu Âu. Điều này dẫn đến việc thành lập Liên minh Augsburg năm 1686, gồm có Hoàng đế La Mã Thần thánh, Tây Ban Nha, Thụy Điển, Tuyển hầu xứ Sachsen và Tuyển hầu xứ Bayern. Ý định của họ là đưa Pháp trở lại với biên giới đã thỏa thuận trong Hiệp ước Nijmegen. Việc Hoàng đế Leopold I liên tục từ chối chuyển Hiệp định đình chiến Ratisbon thành một hiệp ước vĩnh viễn đã làm dấy lên nỗi sợ của Louis rằng Hoàng đế sẽ quay sang Pháp và tấn công Reunions sau khi giải quyết xong công việc của mình ở Bán đảo Balkan.
Một sự kiện khác mà Louis thấy bị đe dọa là Cách mạng Vinh quang của Anh năm 1688. Mặc dù Vua James II của Anh theo Công giáo, hai cô con gái theo Anh giáo của ông là Vương nữ Mary và Vương nữ Anne, đã đảm bảo cho người dân Anh một sự kế vị mà quân chủ theo Tin Lành. Nhưng khi con trai của James II là James Francis Edward Stuart chào đời, ông đã được ưu tiên kế vị hơn các chị gái của mình. Điều này dường như báo hiệu một kỷ nguyên của các quốc vương theo Công giáo ở Anh. Các lãnh chúa theo đạo Tin Lành đã kêu gọi Thân vương Wilheim III xứ Orange, cháu ngoại của Charles I của Anh, đến giúp đỡ họ. Ông đã đi thuyền đến Anh cùng với quân đội mặc dù Louis đã cảnh báo rằng Pháp sẽ coi đó là một sự khiêu khích. Chứng kiến nhiều cuộc đào ngũ, ngay cả trong số những người thân cận nhất, James II đã chạy trốn khỏi Anh. Quốc hội tuyên bố ngai vàng bị bỏ trống và trao nó cho con gái của James là Mary cùng con rể là William. Chống Pháp quyết liệt, William (bây giờ là William III của Anh) đã đẩy các vương quốc mới của mình vào chiến tranh, do đó biến Liên minh Augsburg thành Đại liên minh. Trước khi điều này xảy ra, Louis mong đợi cuộc viễn chính của William đến Anh sẽ tập trung nguồn lực của các đồng minh đến Anh, vì vậy Louis đã điều động quân đội đến vùng Rhineland sau tối hậu thư hết hạn, các Thân vương Thánh chế La Mã buộc phải xác nhận Hiệp định đình chiến Ratisbon và chấp nhận các yêu cầu của ông về cuộc khủng hoảng kế vị. Cuộc điều động quân sự này cũng nhằm mục đích bảo vệ các tỉnh phía đông của Pháp khỏi cuộc xâm lược của Thánh chế La Mã bằng cách tước đoạt nguồn cung cấp lương thực của quân đội đối phương, do đó giải thích chính sách tiêu thổ phủ đầu được theo đuổi ở phần lớn phía tây nam của Thánh chế La Mã ("Sự tàn phá của Palatinate").

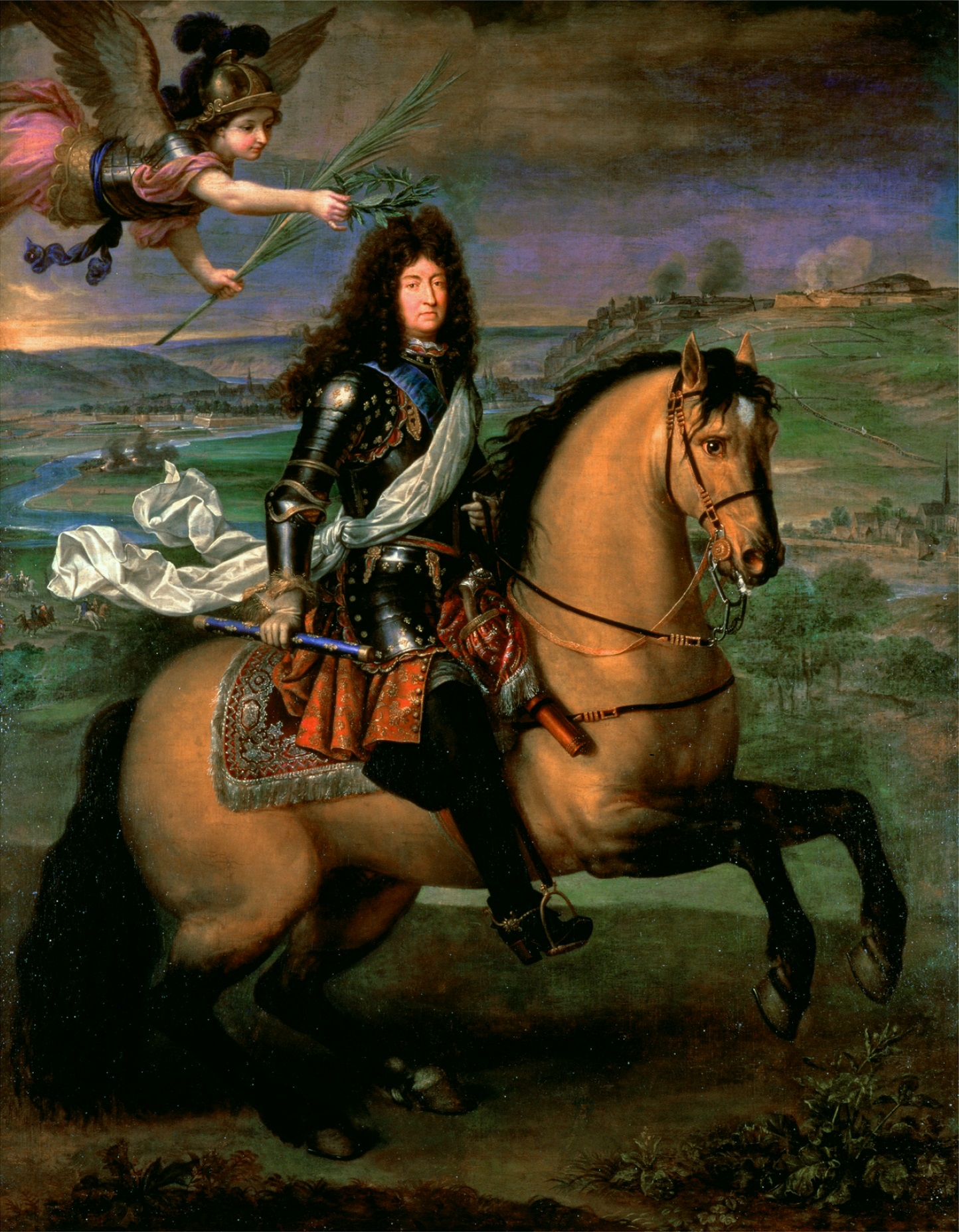
Louis XIV trong cuộc cuộc vây hãm Namur (1692)

Quân đội Pháp nói chung đã giành chiến thắng trong suốt cuộc chiến vì các cam kết của Đế quốc La Mã Thần thánh ở Balkan, ưu thế về hậu cần của Pháp và chất lượng của các vị tướng Pháp là François Henri de Montmorency-Bouteville, duc de Luxembourg (học trò nổi tiếng của Thân vương xứ Condé).[80] Ông đã giành chiến thắng tại các trận Fleurus năm 1690, Steenkerque năm 1692 và Landen năm 1693, mặc dù các trận chiến này tỏ ra không gây ra nhiều khó khăn về mặt chiến lược, chủ yếu là do bản chất của chiến tranh vào cuối thế kỷ XVII.

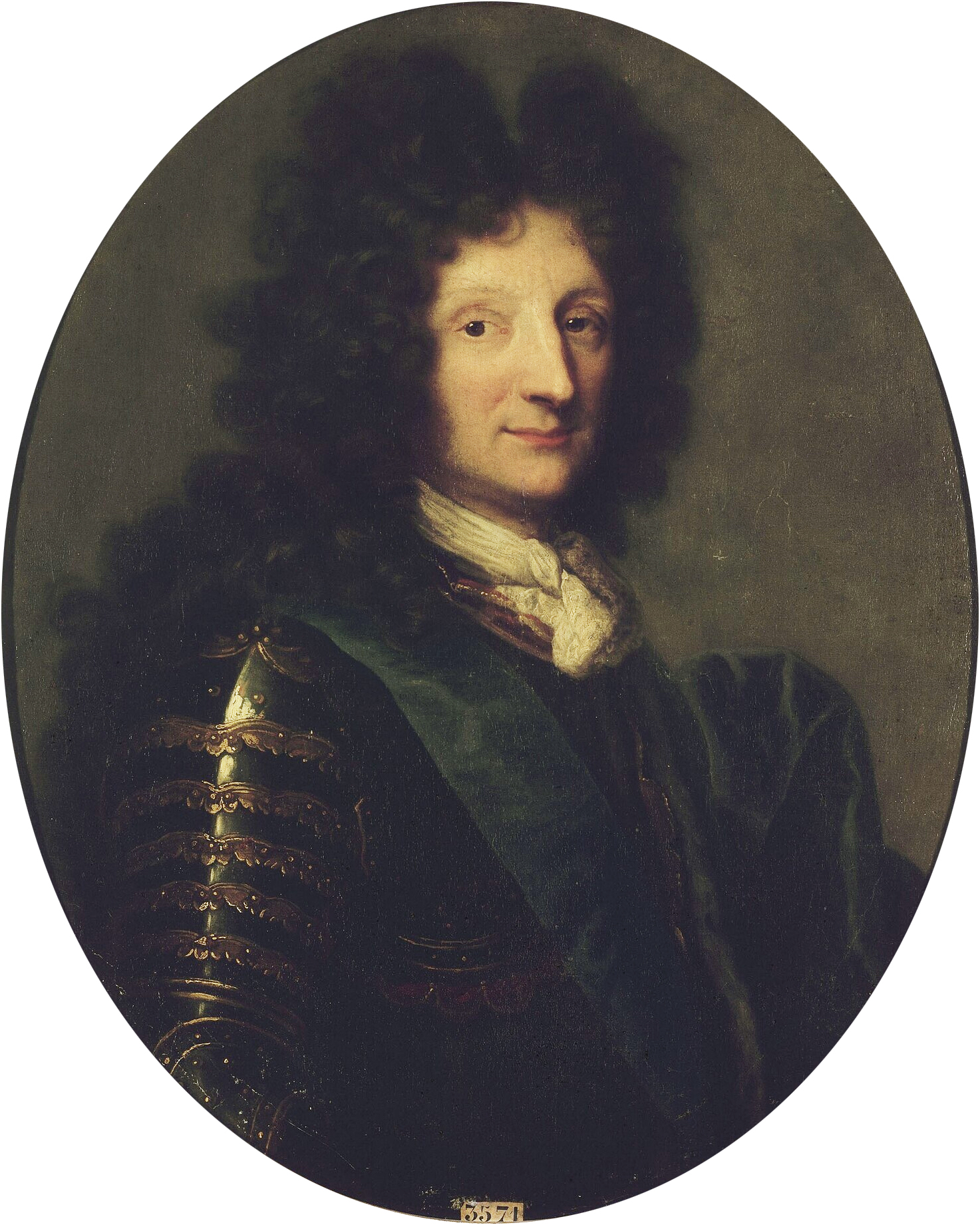
Marshal de Luxembourg

Mặc dù nỗ lực khôi phục ngai vàng cho James II của Anh đã thất bại tại Trận sông Boyne năm 1690, Pháp đã tích lũy được một loạt chiến thắng từ Flanders ở phía bắc, Đức ở phía đông, Ý và Tây Ban Nha ở phía nam, đến thuỷ chiến trên đại dương và tại các thuộc địa. Louis đích thân giám sát việc chiếm Mons năm 1691 và Namur năm 1692. Công tước xứ Luxembourg đã trao cho Pháp tuyến phòng thủ Sambre bằng cách chiếm Charleroi năm 1693. Pháp cũng đã tràn ngập hầu hết Công quốc Savoia sau các trận Marsaglia và trận Staffarde năm 1693. Trong khi tình trạng bế tắc trên biển xảy ra sau chiến thắng của Pháp tại Trận Beachy Head năm 1690 và chiến thắng của Đồng minh tại Barfleur-La Hougue năm 1692, Trận Torroella năm 1694, đã khiến Catalonia phải chịu cuộc xâm lược của Pháp, đỉnh điểm là việc chiếm được Barcelona. Người Hà Lan đã chiếm được Pondichéry trên tiểu lục địa Ấn Độ vào năm 1693, nhưng một cuộc đột kích của Pháp năm 1697 vào Tây Ban Nha tại cảng Cartagena, đã mang lại một khối tài sản trị giá 10.000.000 livre cho Louis XIV.
Vào tháng 7 năm 1695, thành phố Namur, bị người Pháp chiếm đóng trong 3 năm, đã bị quân đội đồng minh do William III chỉ huy bao vây. Louis XIV đã ra lệnh phá hủy bất ngờ một thành phố của người Flemish để đánh lạc hướng sự chú ý của những đội quân này. Điều này dẫn đến cuộc ném bom Brussels, trong đó hơn 4.000 tòa nhà đã bị phá hủy, bao gồm toàn bộ trung tâm thành phố. Chiến lược này đã thất bại, vì Namur đã thất thủ 3 tuần sau đó, nhưng đã làm tổn hại đến danh tiếng của Louis XIV: một thế kỷ sau, Hoàng đế Napoleon I coi cuộc ném bom là "man rợ và vô ích".
Thụy Điển đã đề xuất hòa bình với Pháp vào năm 1690. Đến năm 1692, cả hai bên đều rõ ràng muốn hòa bình và các cuộc đàm phán song phương bí mật đã bắt đầu, nhưng không có kết quả. Louis đã cố gắng phá vỡ liên minh chống lại ông bằng cách giải quyết với những đối thủ riêng lẻ nhưng không đạt được mục tiêu cho đến năm 1696 khi Nhà Savoia đồng ý với Hiệp ước Turin và đổi phe. Sau đó, các thành viên của Liên minh Augsburg đã vội vã đến bàn hòa bình và các cuộc đàm phán về một nền hòa bình chung đã bắt đầu một cách nghiêm túc, lên đến đỉnh điểm là Hòa ước Ryswick năm 1697.

### Hòa bình của Ryswick
Hòa ước Ryswick đã chấm dứt Chiến tranh Liên minh Augsburg và giải tán Đại Liên minh. Bằng cách thao túng sự ganh đua và nghi ngờ giữa các thành viên trong liên mihn, Louis đã chia rẽ kẻ thù và phá vỡ quyền lực của họ.
Hiệp ước mang lại nhiều lợi ích cho nước Pháp. Louis đảm bảo chủ quyền vĩnh viễn của Pháp đối với toàn bộ Alsace, bao gồm cả Strasbourg, và thiết lập sông Rhein là biên giới Pháp-Đức (cho đến ngày nay). Pondichéry và Acadia đã được trả lại cho Pháp, và việc Louis sở hữu Saint-Domingue trên thực tế được công nhận là hợp pháp. Tuy nhiên, ông đã trả lại Catalonia và hầu hết Reunion.
Ưu thế quân sự của Pháp có thể đã cho phép ông thúc đẩy các điều khoản có lợi hơn. Do đó, sự hào phóng của ông đối với Tây Ban Nha liên quan đến Catalonia đã được coi là một sự nhượng bộ để nuôi dưỡng tình cảm thân Pháp và cuối cùng có thể đã khiến Vua Carlos II của Tây Ban Nha chỉ định cháu nội của Louis là Vương tôn Philip, Công tước xứ Anjou làm người thừa kế ngai vàng Tây Ban Nha. Để đổi lấy khoản bồi thường tài chính, Pháp đã từ bỏ quyền lợi của mình ở Tuyển hầu xứ Köln và Tuyển hầu xứ Pfalz. Công quốc Lorraine, nơi bị người Pháp chiếm đóng từ năm 1670, đã được trả lại cho Công tước Leopold, mặc dù quân đội Pháp được quyền hành quân qua lãnh thổ công quốc, nhưng nó không còn là của Pháp. William và Mary được công nhận là đồng quân chủ của Anh, và Louis đã rút lại sự ủng hộ đối với cựu vương James II của Anh. Cộng hòa Hà Lan được trao quyền đồn trú tại các pháo đài ở Hà Lan thuộc Tây Ban Nha, đóng vai trò như một rào cản bảo vệ chống lại sự xâm lược có thể xảy ra của Pháp trong tương lai. Mặc dù ở một số khía cạnh, Hòa ước Ryswick có vẻ là một thất bại về mặt ngoại giao đối với Louis vì ông đã không đưa được những thân vương chư hầu vào quyền kiểm soát Tuyển hầu xứ Pfalz hoặc Tuyển hầu xứ Köln, nhưng ông đã thực hiện được nhiều mục tiêu đặt ra trong tối hậu thư năm 1688 của mình. Trong mọi trường hợp, hòa bình vào năm 1697 là điều Louis mong muốn, vì nước Pháp đã kiệt quệ vì chiến tranh.

## Chiến tranh Kế vị Tây Ban Nha

### Nguyên nhân và sự phát triển của chiến tranh

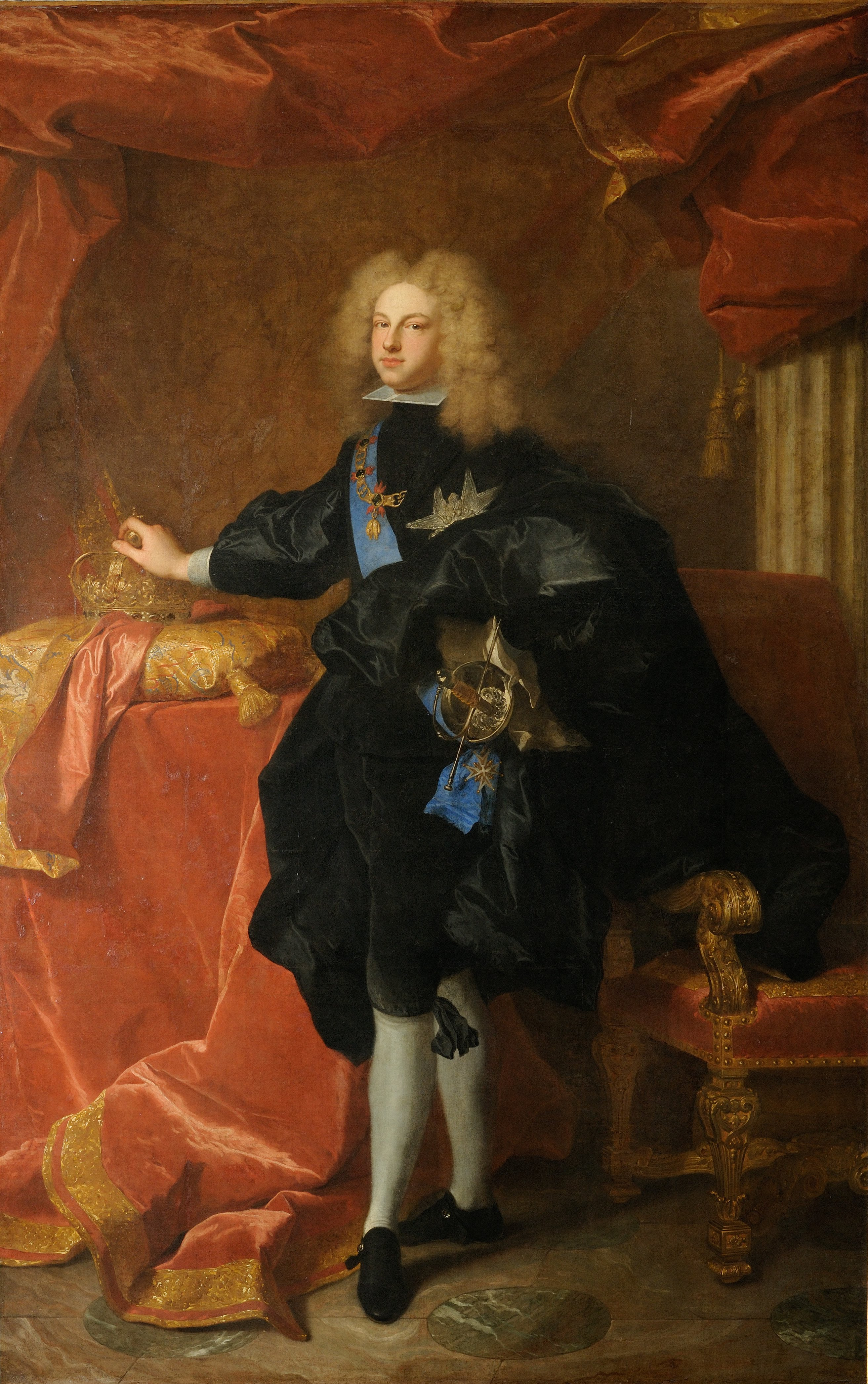
Felipe V của Tây Ban Nha

Vào thời điểm Hòa ước Ryswick được ký kết, quyền kế vị của Tây Ban Nha đã trở thành mối quan tâm của các nhà lãnh đạo châu Âu trong hơn 40 năm. Vua Carlos II của Tây Ban Nha cai trị một đế chế rộng lớn bao gồm Tây Ban Nha, Vương quốc Napoli, Vương quốc Sicilia, Công quốc Milan, Hà Lan thuộc Tây Ban Nha và nhiều thuộc địa của Tây Ban Nha ở châu Mỹ. Tuy nhiên, ông không có con và do đó không có người thừa kế trực tiếp.
Những người yêu sách quyền thừa kế đối với ngai vàng của Tây Ban Nha thuộc về các gia đình cầm quyền của Pháp và Áo. Yêu cầu của Pháp bắt nguồn từ mẹ của Louis XIV là Anne của Áo (chị gái của Felipe IV của Tây Ban Nha) và vợ ông là María Teresa của Tây Ban Nha (con gái lớn của Felipe IV). Dựa trên luật về quyền thừa kế, Pháp có lợi thế tốt hơn về quyền thừa kế, vì nó bắt nguồn từ những người con gái lớn nhất trong hai thế hệ. Tuy nhiên, trong các hợp đồng hôn nhân, các nữ thừa kế đã chấp nhận từ bỏ quyền kế vị của mình, chính điều này đã làm phức tạp trong vấn đề thừa kế. Tuy nhiên, trong trường hợp của María Teresa, việc từ bỏ được coi là bị vô hiệu do Tây Ban Nha vi phạm hợp đồng hôn nhân. Ngược lại, không có sự từ bỏ nào làm ảnh hưởng đến yêu cầu quyền kế vị của con trai Hoàng đế Leopold I là Karl, Đại công tước của Áo, cháu trai của María Ana của Tây Ban Nha, con gái út của Felipe III. Người Anh và người Hà Lan lo sợ rằng một vị vua Tây Ban Nha gốc Pháp hoặc Áo sẽ đe dọa đến sự cân bằng quyền lực và do đó đã ưu tiên quyền kế vị của Thân vương xứ Bayern là Joseph Ferdinand, cháu trai của Hoàng đế Leopold I thông qua người vợ đầu tiên của ông là Margarita Teresa của Tây Ban Nha (con gái út của Felipe IV).
Trong nỗ lực tránh chiến tranh, Louis đã ký Hiệp ước Hague với William III của Anh vào năm 1698. Thỏa thuận này chia các lãnh thổ bán đảo Ý của Tây Ban Nha cho con trai của Louis XVI là Grand Dauphin và Đại công tước Karl, phần còn lại của đế chế được trao cho Joseph Ferdinand. William III đã đồng ý cho phép các lãnh thổ mới của Dauphin trở thành một phần của Pháp khi người này kế vị ngai vàng của cha mình. Tuy nhiên, những người ký kết đã không tham khảo ý kiến của Tây Ban Nha, và Carlos II của Tây Ban Nha đã phản đối mạnh mẽ việc chia cắt đế chế của mình. Năm 1699, ông đã xác nhận lại di chúc năm 1693 của mình, trong đó đưa Joseph Ferdinand trở thành người kế vị duy nhất của ông.
Chỉ 6 tháng sau, Joseph Ferdinand qua đời. Do đó, vào năm 1700, Louis và William III lại ký kết một thỏa thuận phân chia mới thông qua Hiệp ước London. Hiệp ước này phân chia Tây Ban Nha, Vùng đất thấp và các thuộc địa của Tây Ban Nha cho Đại công tước Karl. Dauphin của Pháp sẽ nhận được tất cả các vùng lãnh thổ trên bán đảo Ý thuộc Tây Ban Nha. Carlos II thừa nhận rằng đế chế của ông chỉ có thể không bị chia cắt bằng cách để lại toàn bộ cho một thành viên thuộc hoàng gia Pháp hoặc một thành viên Nhà Habsburg. Dưới áp lực của người vợ gốc Đức của mình là Maria Anna xứ Neuburg, Carlos II đã chỉ định Đại công tước Karl là người thừa kế duy nhất của mình.

### Sự chấp thuận di chúc của Carlos II và hậu quả

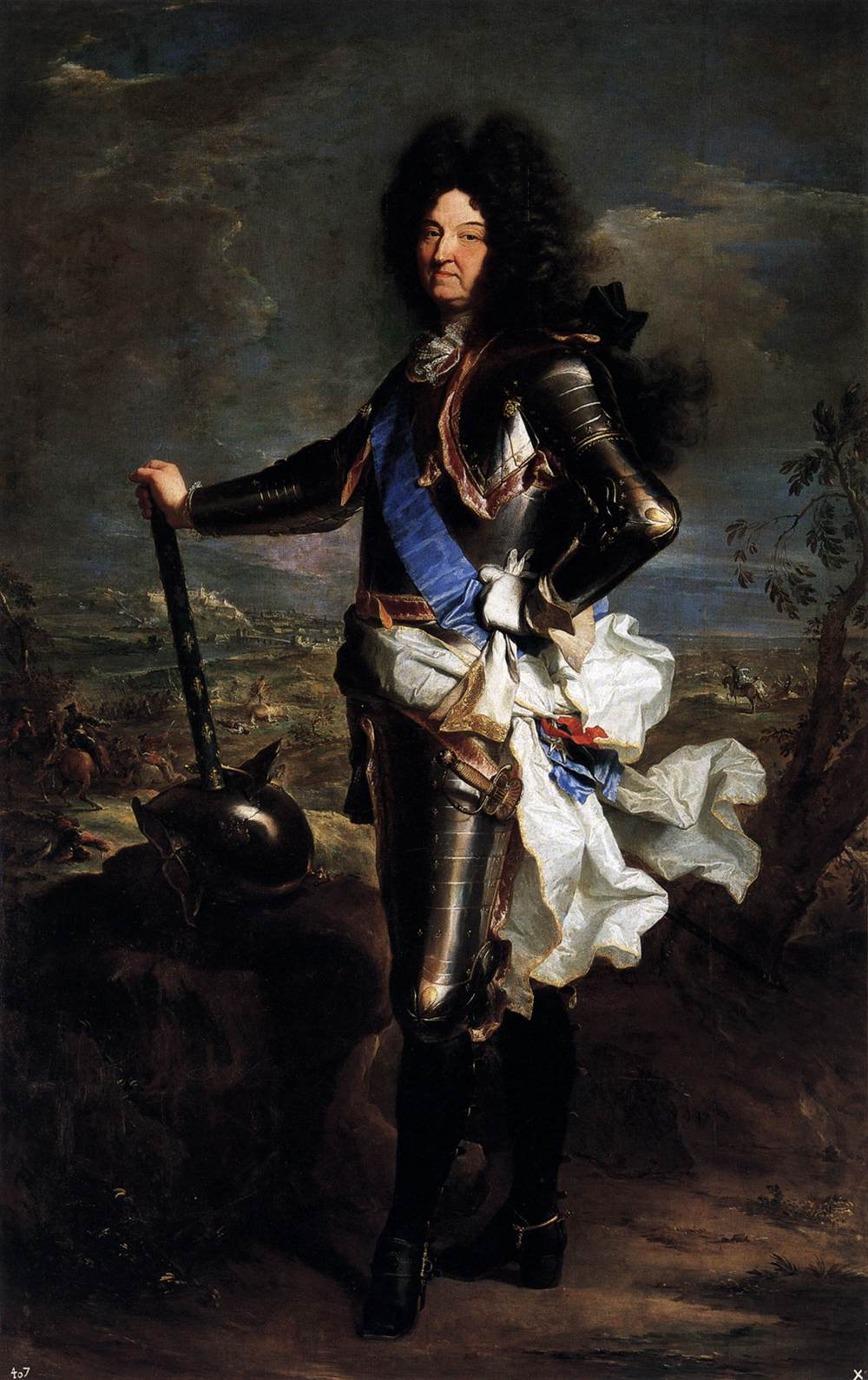
Louis năm 1701

Trên giường bệnh năm 1700, Carlos II của Tây Ban Nha bất ngờ thay đổi di chúc. Sự thể hiện rõ ràng về ưu thế quân sự của Pháp trong nhiều thập kỷ trước thời điểm này, phe thân Pháp tại triều đình Tây Ban Nha và thậm chí cả Giáo hoàng Innôcentê XII đã thuyết phục ông rằng Pháp có nhiều khả năng bảo toàn nguyên vẹn đế chế của ông hơn. Do đó, ông đã trao toàn bộ đế chế của mình cho con trai thứ hai của Grand Dauphin là Philip, Công tước xứ Anjou, cháu nội của Louis XIV, với điều kiện là nó không bị chia cắt. Công tước xứ Anjou không nằm trong dòng dõi kế vị trực tiếp của Pháp, do đó việc ông tiếp nhận ngai vàng Tây Ban Nha sẽ không tạo ra sự thống nhất giữa  hai ngai vàng Pháp và Tây Ban Nha thông qua Liên minh cá nhân. Nếu Công tước xứ Anjou từ chối quyền kế vị, ngai vàng sẽ được trao cho em trai ông là Charles, Công tước xứ Berry. Nếu Công tước xứ Berry từ chối, ngai vàng sẽ thuộc về Đại công tước Karl của Áo, sau đó là quyền thừa kế của Nhà Savoia có họ hàng xa, nếu Karl từ chối quyền thừa kế.
Louis XIV phải đối mặt với một lựa chọn khó khăn. Ông có thể đồng ý phân chia các thuộc địa của Tây Ban Nha và tránh một cuộc chiến tranh chung, hoặc chấp nhận di chúc của Carlos II và xa lánh phần lớn châu Âu. Ban đầu, ông có thể có xu hướng tuân thủ các hiệp ước phân chia, nhưng sự khăng khăng của Grand Dauphin đã thuyết phục ông làm ngược lại. Hơn nữa, bộ trưởng ngoại giao của Louis là Jean-Baptiste Colbert, Hầu tước xứ Torcy, chỉ ra rằng chiến tranh với Hoàng đế Thánh chế La Mã gần như chắc chắn sẽ xảy ra cho dù Louis chấp nhận các hiệp ước phân chia hay di chúc của Carlos II. Ông nhấn mạnh rằng, nếu xảy ra chiến tranh, William III của Anh khó có thể đứng về phía Pháp vì ông "đã ký một hiệp ước để tránh chiến tranh và không có ý định tham chiến để thực hiện hiệp ước". Thật vậy, trong trường hợp chiến tranh, việc kiểm soát được vùng đất đang tranh chấp có thể sẽ tốt hơn. Do đó, cuối cùng, Louis quyết định chấp nhận di chúc của Carlos II. Philip, Công tước xứ Anjou, do đó đã tiếp nhận ngai vàng Tây Ban Nhà với vương hiệu Felipe V.
Hầu hết các nhà cai trị châu Âu đương thời chấp nhận Philip trở thành vua Tây Ban Nha, một số thì miễn cưỡng chấp nhận. Tùy thuộc vào quan điểm của một người về tính tất yếu của chiến tranh, Louis đã hành động hợp lý hoặc kiêu ngạo. Ông xác nhận rằng Felipe V vẫn giữ được quyền của mình ở Pháp mặc dù ông có vị thế mới ở Tây Ban Nha. Phải thừa nhận rằng, ông chỉ có thể đưa ra giả thuyết về một khả năng lý thuyết chứ không phải cố gắng liên minh Pháp-Tây Ban Nha. Nhưng hành động của ông chắc chắn không được coi là vô tư. Hơn nữa, Louis đã gửi quân đến Hà Lan thuộc Tây Ban Nha để trục xuất các đơn vị đồn trú của Cộng hòa Hà Lan và đảm bảo Hà Lan công nhận Felipe V. Năm 1701, Felipe đã chuyển Asiento de Negros (quyền cung cấp nô lệ cho các thuộc địa của Tây Ban Nha) cho Pháp, như một dấu hiệu cho thấy mối liên hệ ngày càng phát triển giữa hai quốc gia. Khi căng thẳng gia tăng, Louis quyết định công nhận James Stuart, con trai của cựu vương James II, là Vua của Anh, Scotland và Ireland sau khi cựu vương qua đời, khiến William III vô cùng không hài lòng. Những hành động này đã khiến Anh và Cộng hòa Hà Lan vô cùng tức giận. Với Hoàng đế La Mã Thần thánh và các Thân vương Đức, họ đã thành lập một Liên minh lớn khác và tuyên chiến với Pháp vào năm 1702. Chính sách ngoại giao của Pháp đã bảo đảm Bayern, Bồ Đào Nha và Savoia trở thành đồng minh của Pháp-Tây Ban Nha.

### Bắt đầu giao tranh

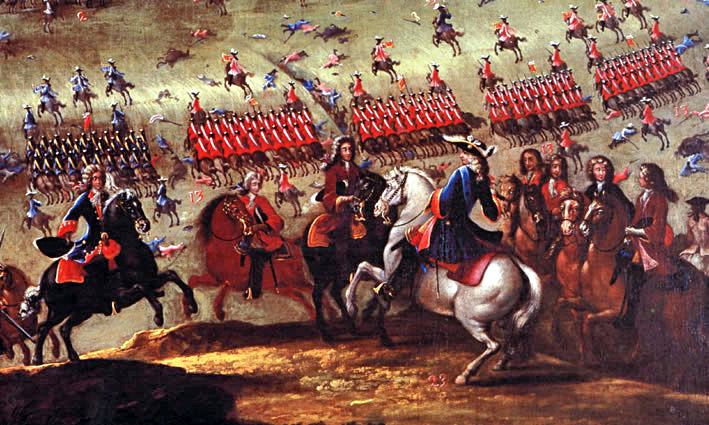
Quân đội Pháp-Tây Ban Nha do Công tước xứ Berwick chỉ huy đã đánh bại lực lượng Liên minh Bồ Đào Nha, Anh và Cộng hòa Hà Lan tại Trận Almansa.

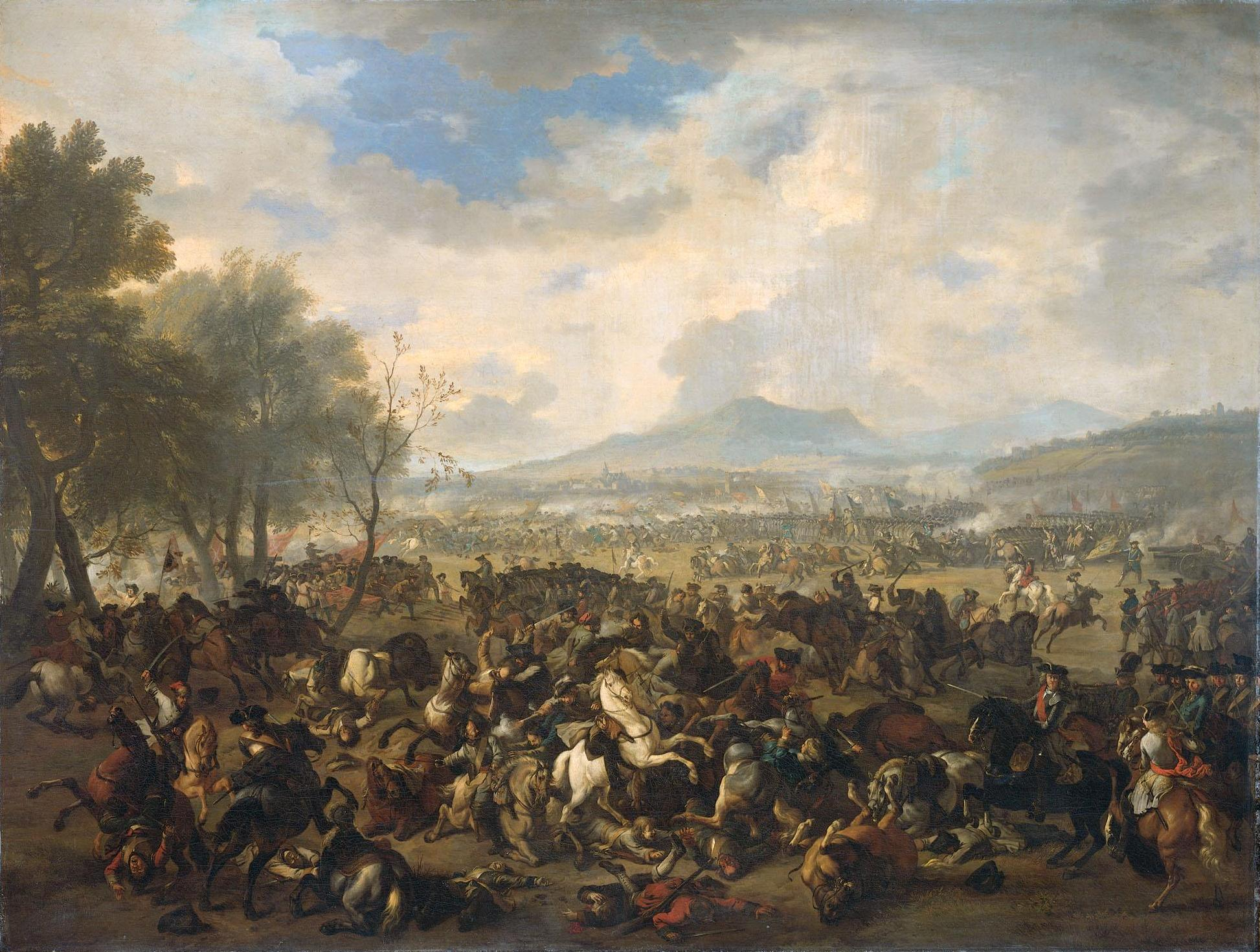
Trận chiến Ramillies nơi quân Pháp chiến đấu với quân Hà Lan và Anh, ngày 23 tháng 5 năm 1706

Ngay cả trước khi chiến tranh chính thức xảy ra, các cuộc xung đột đã bắt đầu với sự xâm lược của Đế quốc La Mã Thần thánh vào Bán đảo Ý. Chiến tranh Kế vị Tây Ban Nha kéo dài gần như cho đến khi Louis qua đời, gây tổn thất lớn cho ông và Vương quốc Pháp.
Cuộc chiến bắt đầu với những thành công của Pháp, nhưng tài năng của John Churchill, Công tước thứ 1 xứ Marlborough và Thân vương Eugene xứ Savoy đã ngăn chặn mạch chiến thắng này và phá vỡ huyền thoại về sự bất khả chiến bại của Pháp. Bộ đôi này đã cho phép Tuyển hầu xứ Pfalz và Áo chiếm đóng Bayern sau chiến thắng của họ tại Trận Blenheim. Maximilian II Emanuel, Tuyển hầu xứ Bayern, đã phải chạy trốn đến Hà Lan thuộc Tây Ban Nha. Tác động của chiến thắng này đã giành được sự ủng hộ của Bồ Đào Nha và Savoia. Sau đó, Trận Ramillies đã trao Vùng đất thấp cho Đồng minh, và Trận Torino đã buộc Louis rút khỏi Bán đảo Ý, để lại nơi này cho lực lượng Đồng minh. Công tước xứ Marlborough và Thân vương Eugene đã gặp lại nhau tại Trận Oudenarde, cho phép họ xâm lược Pháp.
Pháp đã thiết lập liên lạc với Francis II Rákóczi và hứa sẽ hỗ trợ nếu ông ủng hộ sự nghiệp giành độc lập của Hungary.
Thất bại trên chiến trường, nạn đói và nợ nần chồng chất đã làm suy yếu Vương quốc Pháp rất nhiều. Từ năm 1693 đến năm 1710, hơn 2 triệu người đã chết trong hai nạn đói, mọi việc trở nên tồi tệ hơn khi các đội quân thiếu lương thực đã chiếm giữ nguồn cung cấp lương thực từ các ngôi làng. Trong cơn tuyệt vọng, Louis đã ra lệnh xâm lược đảo Guernsey của Anh vào mùa thu năm 1704, với mục đích đột kích vào vụ thu hoạch bội thu của họ. Vào mùa đông năm 1708–09, ông sẵn sàng chấp nhận thiết lập hòa bình bằng mọi giá. Ông đồng ý đề nghệ của đồng minh, rằng toàn bộ đế chế Tây Ban Nha sẽ thuộc về Đại công tước Karl, và cũng đồng ý quay trở lại biên giới được thiết lập trong Hòa ước Westphalia, từ bỏ tất cả các lãnh thổ mà ông đã giành được trong hơn 60 năm qua. Nhưng ông không thể hứa rằng Felipe V sẽ chấp nhận các điều khoản này, vì vậy Đồng minh yêu cầu Louis đơn phương thuyết phục cháu trai của mình. Nếu Louis không thể đạt được điều này trong năm đó, chiến tranh sẽ tiếp tục. Louis sẽ không chấp nhận các điều khoản này.

### Điểm chuyển hướng
Các giai đoạn cuối của Chiến tranh Kế vị Tây Ban Nha chứng minh rằng Đồng minh không thể duy trì việc Đại công tước Karl ở lại Tây Ban Nha cũng giống như Pháp không thể giữ lại toàn bộ tài sản thừa kế của Tây Ban Nha cho Felipe V. Đồng minh đã bị trục xuất khỏi miền trung Tây Ban Nha sau chiến thắng của Pháp-Tây Ban Nha tại các Trận Villaviciosa và Trận Brihuega năm 1710. Các lực lượng Pháp ở những nơi khác vẫn ngoan cường bất chấp thất bại của họ. Đồng minh đã phải chịu một Chiến thắng kiểu Pyrros tại Trận Malplaquet với 21.000 thương vong, gấp đôi so với quân Pháp. Cuối cùng, Pháp đã lấy lại được lòng tự hào quân sự của mình với chiến thắng quyết định tại Trận Denain năm 1712.
Những thành công quân sự của Pháp cuối chiến tranh kế vị diễn ra trong bối cảnh tình hình chính trị ở Áo đã thay đổi. Năm 1705, Hoàng đế Leopold I của Thánh chế La Mã qua đời. Con trai cả và người kế vị của ông, Đại công tước Joseph, đã kế vị ông vào năm 1711. Người thừa kế của ông không ai khác chính là Đại công tước Karl, người đã giành được quyền kiểm soát toàn bộ đất đai của anh trai mình ở Áo. Nếu đế chế Tây Ban Nha sau đó rơi vào tay ông, nó sẽ hồi sinh một lãnh thổ rộng lớn như của Hoàng đế La Mã Thần thánh Karl V ở thế kỷ XVI. Đối với các cường quốc hàng hải Anh và Cộng hòa Hà Lan, điều này sẽ bất lợi, vì thế họ mong muốn trao Tây Ban Nha cho Pháp.

### Cái kết của hòa bình

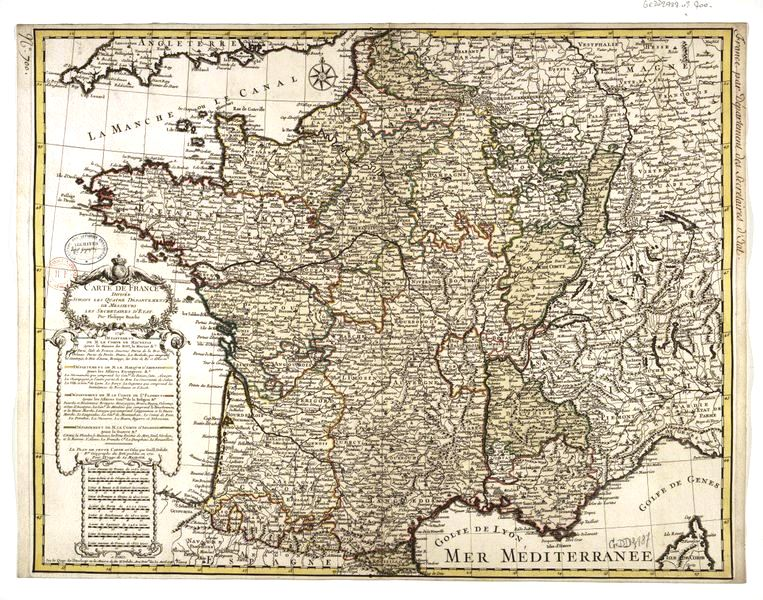
Bản đồ nước Pháp sau cái chết của Louis XIV

Do quan điểm mới mẻ của Anh về cán cân quyền lực ở châu Âu, các cuộc đàm phán Anh-Pháp đã bắt đầu, lên đến đỉnh điểm là Hòa ước Utrecht năm 1713 giữa Louis, Felipe V của Tây Ban Nha, Anne I của Anh và Cộng hòa Hà Lan. Năm 1714, sau khi mất Landau và Freiburg, Hoàng đế La Mã Thần thánh cũng đã ký kết hòa ước với Pháp trong các Hiệp ước Rastatt và Hiệp ước Baden (1714).
Trong thỏa thuận chung, Felipe V giữ lại Tây Ban Nha và các thuộc địa của nước này ở châu Mỹ, trong khi Áo tiếp nhận Hà Lan của Tây Ban Nha và chia lãnh thổ Tây Ban Nha trên Bán đảo Ý với Savoia. Anh giữ Gibraltar và Menorca. Louis đồng ý rút lại sự ủng hộ của mình đối với James Stuart, con trai của cựu vương James II và là người đòi quyền thừa kế ngai vàng của Anh-Ireland, và nhượng Newfoundland, Rupert's Land và Acadia ở châu Mỹ cho Anne I của Anh. Anh được hưởng lợi nhiều nhất từ hiệp ước này, nhưng các điều khoản cuối cùng có lợi hơn nhiều cho Pháp so với những điều khoản được thảo luận trong các cuộc đàm phán hòa bình vào năm 1709 và 1710. Pháp vẫn giữ lại Île-Saint-Jean và Île Royale, và Louis đã giành được một số vùng lãnh thổ nhỏ ở châu Âu, chẳng hạn như Thân vương quốc Orange và Thung lũng Ubaye, bao phủ các đèo xuyên dãy Anpơ vào Ý. Nhờ Louis, các đồng minh của ông là Tuyển hầu xứ Bayern và Tuyển hầu xứ Köln đã được khôi phục lại tình trạng như trước chiến tranh.

## Cuộc sống cá nhân

### Hôn nhân và hậu duệ

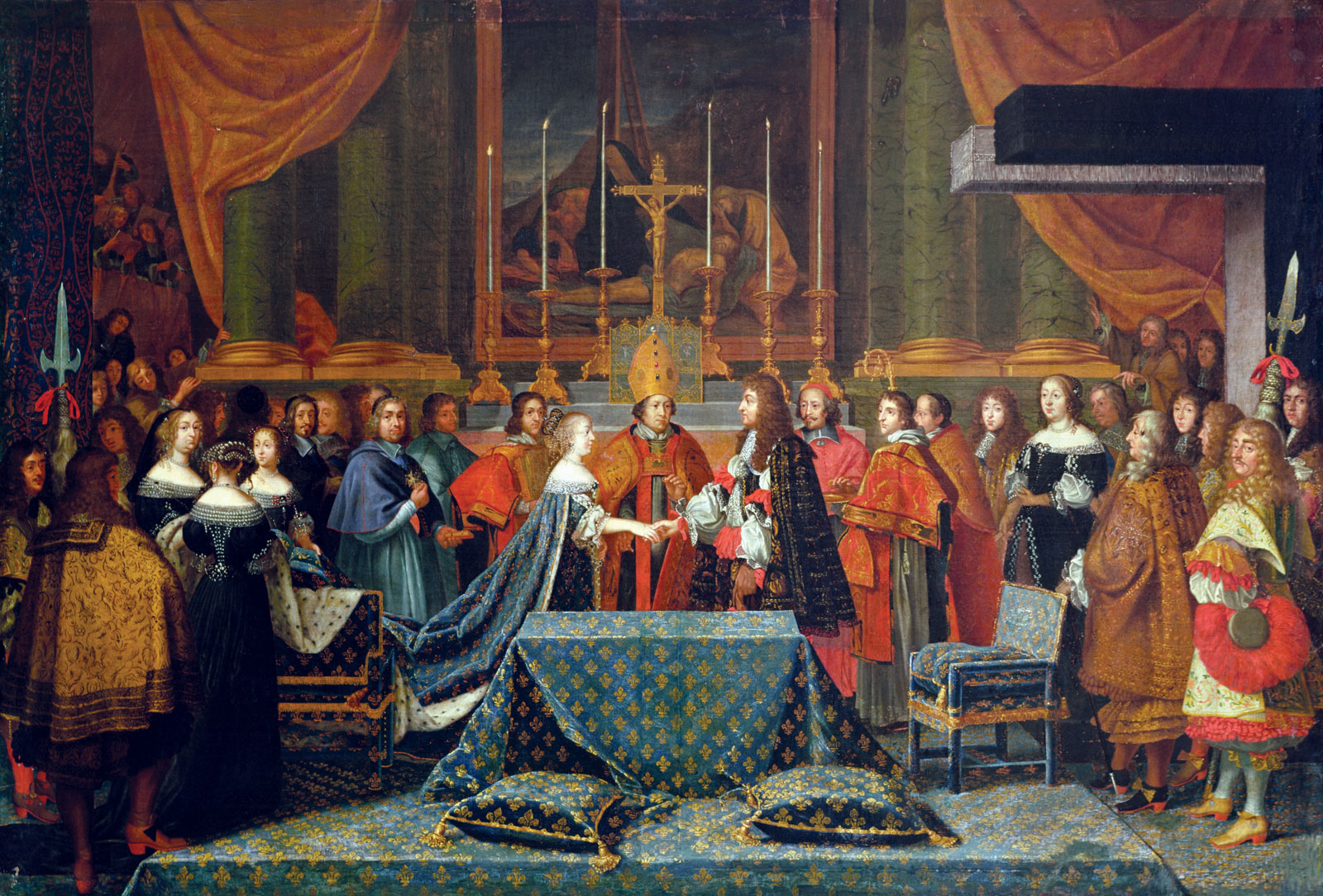
Đám cưới của Louis và Maria Theresa

Chữ viết tắt kép của Vua Louis XIV và Vương hậu Marie Thérèse

Louis và vợ là María Teresa của Tây Ban Nha có 6 người con từ cuộc hôn nhân được ký kết vào năm 1660. Tuy nhiên, chỉ có người con cả, sống sót đến tuổi trưởng thành: Louis, le Grand Dauphin, được gọi là Monseigneur. Maria Theresa qua đời vào năm 1683, khi đó Louis XIV nhận xét rằng bà chưa bao giờ khiến ông cảm thấy khó chịu trong bất kỳ trường hợp nào.
Mặc dù có bằng chứng cho thấy rằng Louis và vợ có tình cảm ngay từ khi ký kết hôn nhân, tuy nhiên Louis chưa bao giờ chung thủy với bà. Ông đã có một loạt tình nhân, cả chính thức và không chính thức. Trong số những người được ghi chép rõ ràng hơn có Louise de La Vallière (người mà ông có năm người con; 1661–1667), Bonne de Pons d'Heudicourt (1665), Catherine Charlotte de Gramont (1665), Françoise-Athénaïs de Rochechouart de Mortemart (người mà ông có bảy người con; 1667–1680), Anne de Rohan-Chabot (1669–1675), Claude de Vin des Œillets (một người con sinh năm 1676), Isabelle de Ludres (1675–1678), và Marie Angélique de Scorailles (1679–1681), người đã qua đời ở tuổi 19 khi sinh con. Thông qua những mối quan hệ này, ông đã sinh ra nhiều đứa con ngoài giá thú, hầu hết trong số đó ông đã dàn xếp các cuộc hôn nhân với các thành viên của các chi nhánh hoàng gia.
Louis tỏ ra tương đối chung thủy với người vợ thứ hai của mình là Françoise d'Aubigné, Nữ hầu tước xứ Maintenon. Lần đầu tiên ông gặp bà thông qua công việc chăm sóc con cái của ông với tình nhân Madame de Montespan, lưu ý đến sự chăm sóc mà bà dành cho người con trai mà ông rất yêu thích, Louis Auguste, Công tước xứ Maine. Lúc đầu, nhà vua đã bị từ chối bởi việc thực hành tôn giáo nghiêm ngặt của bà, nhưng ông đã hài lòng với bà thông qua sự chăm sóc của bà dành cho con cái của ông.
Khi Louis XIV hợp pháp hóa những người con của ông với Madame de Montespan vào ngày 20 tháng 12 năm 1673, Françoise d'Aubigné trở thành nữ gia sư hoàng gia tại Saint-Germain. Với tư cách là nữ gia sư, bà là một trong số rất ít người được phép nói chuyện với Louis như một người bình đẳng, không có giới hạn. Người ta tin rằng họ đã kết hôn bí mật tại Versailles khoảng ngày 10 tháng 10 năm 1683 hoặc tháng 1 năm 1684. Cuộc hôn nhân này, mặc dù không bao giờ được công bố, nhưng nó được xem là một bí mật công khai và kéo dài cho đến khi Louis qua đời.

### Lòng sùng đạo và tôn giáo

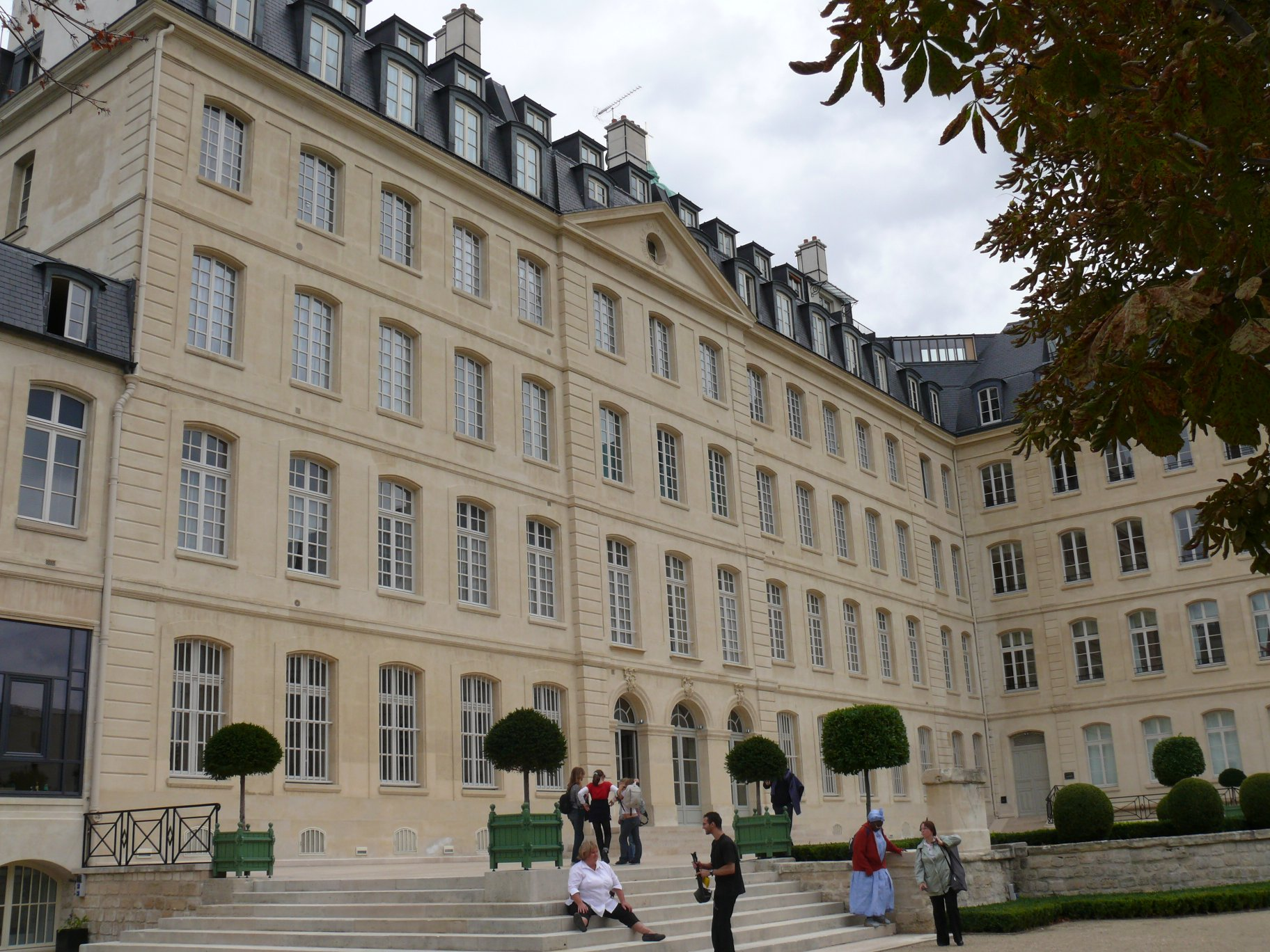
Louis XIV khuyến khích các hoạt động truyền giáo Công giáo thông qua việc thành lập Hội Thừa sai Paris

Louis là một vị vua sùng đạo, ông tự coi mình là người đứng đầu trong việc bảo vệ Giáo hội Công giáo tại Pháp. Ông thực hiện các nghi lễ hàng ngày bất kể ông đang ở đâu, tuân theo lịch phụng vụ một cách thường xuyên. Dưới ảnh hưởng của người vợ thứ hai rất sùng đạo, ông trở nên mạnh mẽ hơn nhiều trong việc thực hành đức tin Công giáo của mình. Điều này bao gồm lệnh cấm biểu diễn opera và hài kịch trong Mùa Chay.
Vào giai đoạn giữa và cuối triều đại của mình, trung tâm cho các nghi lễ tôn giáo của Nhà vua thường là Chapelle Royale tại Versailles. Sự phô trương là một đặc điểm nổi bật của Thánh lễ hàng ngày, các lễ kỷ niệm hàng năm, chẳng hạn như Tuần Thánh và các nghi lễ đặc biệt. Louis thành lập Hội Thừa sai Paris, nhưng liên minh không chính thức của ông với Đế quốc Ottoman đã bị chỉ trích vì làm suy yếu Cơ đốc giáo.

### Bảo trợ nghệ thuật

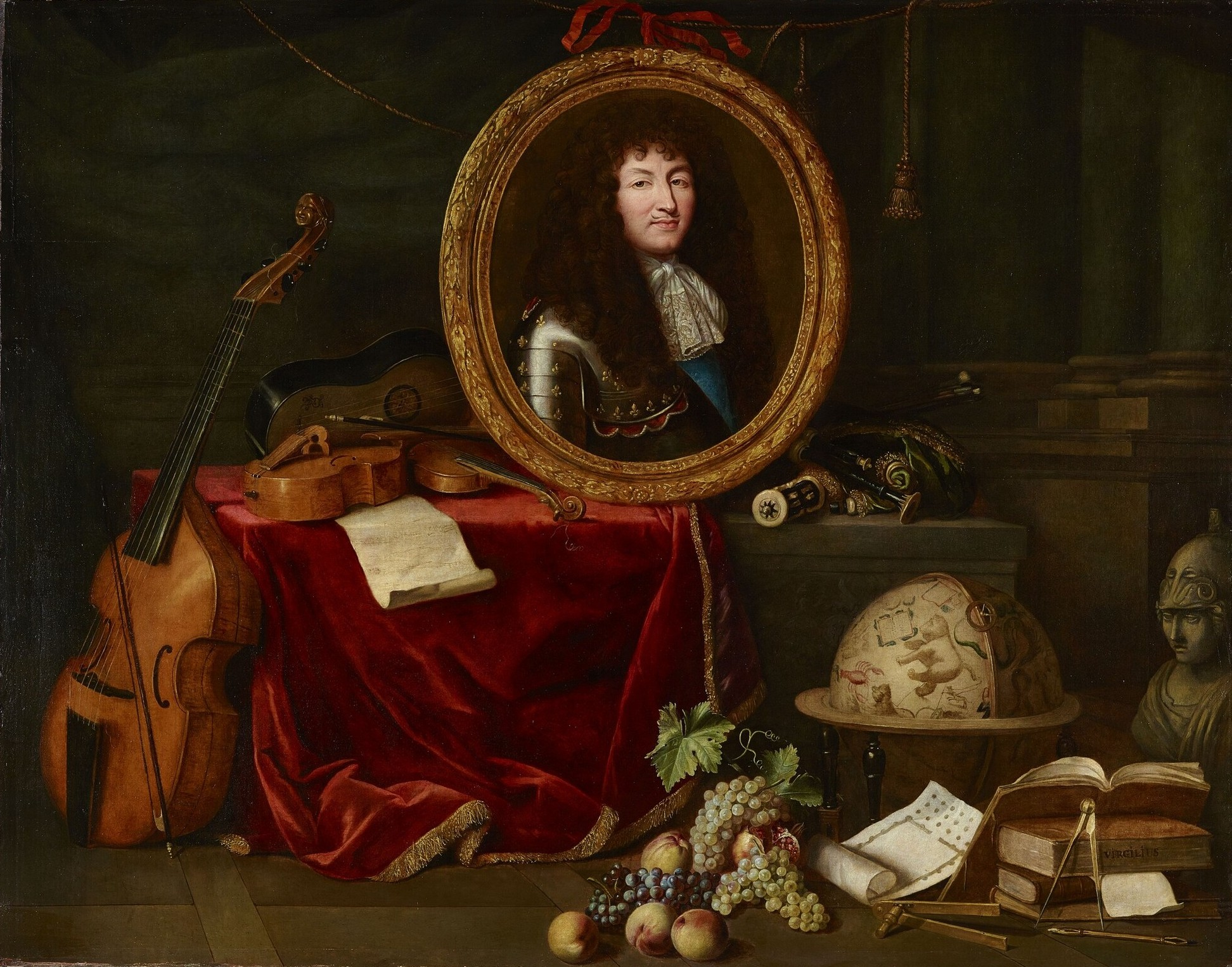
Bức tranh từ năm 1667, mô tả Louis là người bảo trợ cho nghệ thuật

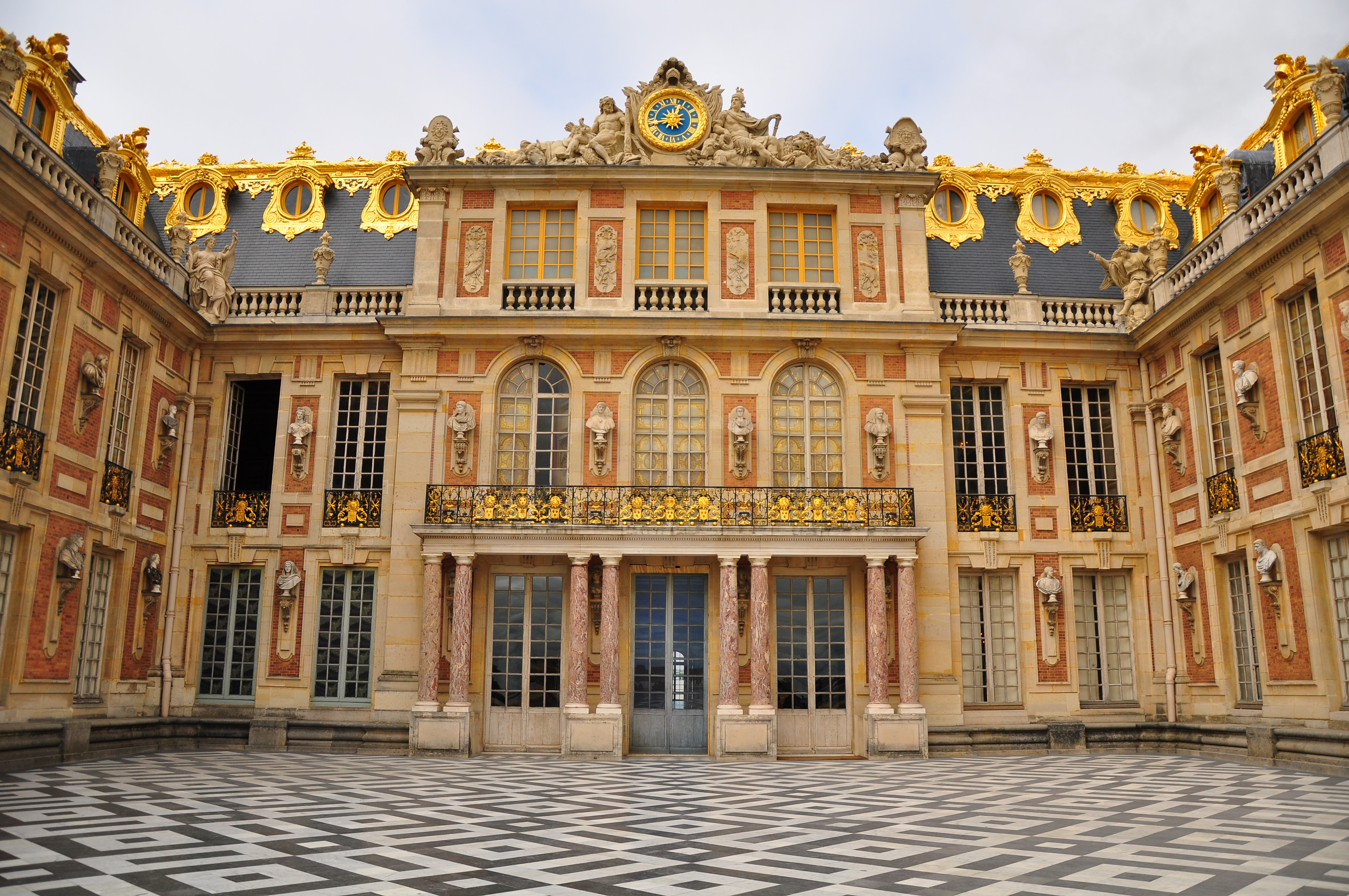
Cour royale và Cour de marbre tại Versailles

Louis đã hào phóng chi tiêu cho triều đình Pháp và bảo trợ những người làm việc dưới quyền của ông. Louis đã đưa Viện hàn lâm Pháp nằm dưới sự bảo trợ của mình và trở thành "Người bảo vệ" của viện này. Ông đã cho phép nền văn học cổ điển Pháp phát triển mạnh mẽ bằng cách bảo vệ những nhà văn như Molière, Jean Racine và La Fontaine, những tác giả vẫn còn ảnh hưởng cho đến tận ngày nay. Louis cũng bảo trợ cho nghệ thuật thị giác bằng cách tài trợ và ủy quyền cho các nghệ sĩ như Charles Le Brun, Pierre Mignard, Antoine Coysevox và Hyacinthe Rigaud, những người có tác phẩm trở nên nổi tiếng khắp châu Âu. Các nhà soạn nhạc và nhạc công như Jean-Baptiste Lully, Jacques Champion de Chambonnières và François Couperin đã được tạo cơ hội để phát triển mạnh mẽ. Năm 1661, Louis thành lập Viện Hàn lâm Khiêu vũ Hoàng gia và năm 1669 đón nhận sự ra đời của Viện Hàn lâm Opera, những sự kiện thúc đẩy quan trọng trong quá trình phát triển của ba lê. Ông cũng thu hút, hỗ trợ và bảo trợ cho những nghệ sĩ như André-Charles Boulle, người đã cách mạng hóa nghệ thuật khảm gỗ bằng phương pháp khảm của riêng mình, ngày nay được gọi là "tác phẩm Boulle". Louis luôn tìm kiếm tài năng mới, nhà vua đã phát động các cuộc thi âm nhạc: năm 1683, Michel Richard Delalande trở thành phó giám đốc Nhà nguyện Hoàng gia, sáng tác các bản Giao hưởng cho Soupers du Roy cùng với 77 bản Grand Motets quy mô lớn.
Trong suốt 4 kế hoạch xây dựng, Louis đã chuyển đổi một nhà nghỉ săn bắn dưới thời Vua Louis XIII thành Cung điện Versailles tráng lệ. Ngoại trừ Nhà nguyện Hoàng gia hiện tại (được xây dựng gần cuối triều đại của ông), cung điện đã đạt được phần lớn diện mạo hiện tại sau chiến dịch xây dựng thứ ba, sau đó là việc chính thức chuyển triều đình đến Versailles vào ngày 6 tháng 5 năm 1682. Versailles trở thành bối cảnh lộng lẫy, đầy cảm hứng cho các vấn đề nhà nước và tiếp đón các quan chức nước ngoài. Tại Versailles, chỉ có nhà vua mới được chú ý.

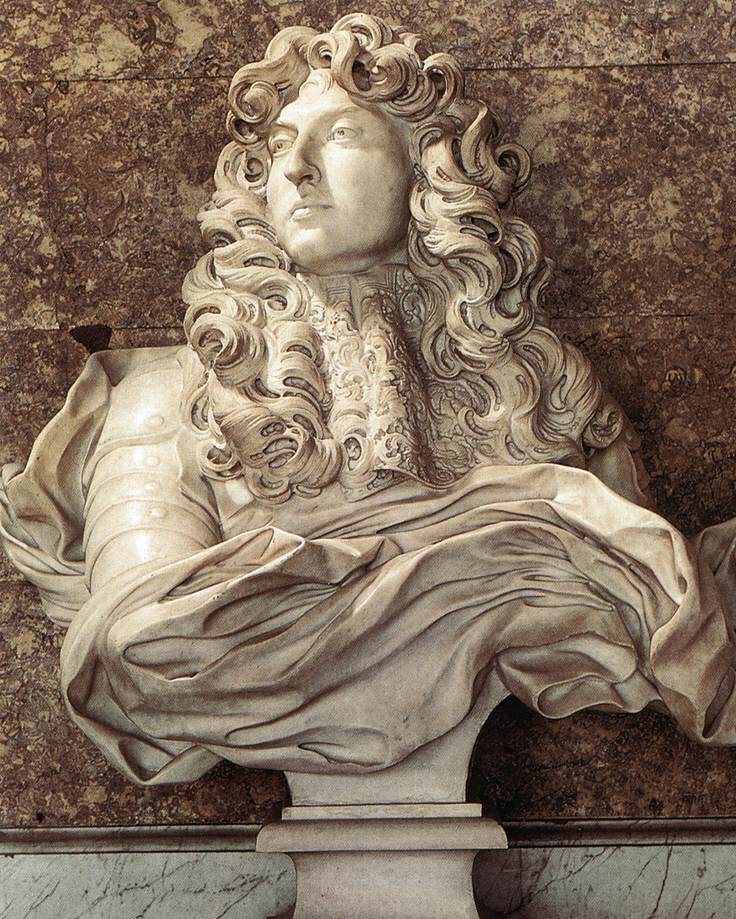
Tượng bán thân Louis XIV của Gianlorenzo Bernini

Nhiều lý do đã được đưa ra cho việc xây dựng cung điện xa hoa và uy nghiêm này, cũng như việc di dời kinh đô của chế độ quân chủ. Người viết hồi ký Công tước xứ Saint-Simon suy đoán rằng Louis coi Versailles là một trung tâm quyền lực biệt lập, nơi những âm mưu phản quốc có thể dễ dàng bị phát hiện và ngăn chặn hơn. Cũng có suy đoán rằng cuộc nổi loạn của Fronde khiến Louis ghét Paris, nơi mà ông cùng gia đình phải chạy trốn trước áp lực của quân phản loạn, nhưng việc ông tài trợ cho nhiều công trình công cộng ở Paris, chẳng hạn như thành lập lực lượng cảnh sát và đèn đường, đã làm cho giả thuyết này bị nghi ngờ. Một ví dụ nữa về sự quan tâm liên tục của mình đối với Paris, đó là việc Louis đã xây dựng Hôtel des Invalides, một khu phức hợp quân sự và cho đến ngày nay nó vẫn là nơi ở của các sĩ quan và binh lính bị thương hoặc già yếu. Trong khi dược lý học vẫn còn khá thô sơ vào thời của ông, Invalides đã đi tiên phong trong các phương pháp điều trị mới và đặt ra các tiêu chuẩn mới cho việc điều trị tại nhà. Việc ký kết Hiệp ước Aix-la-Chapelle năm 1668 cũng thúc đẩy Louis phá hủy các bức tường phía bắc của Paris vào năm 1670 và thay thế chúng bằng những đại lộ rộng rãi và rợp bóng cây.
Louis cũng đã cải tạo và nâng cấp Bảo tàng Louvre và các dinh thự hoàng gia khác. Gian Lorenzo Bernini ban đầu dự định sẽ xây thêm các phần mở rộng cho Bảo tàng Louvre; tuy nhiên, kế hoạch của ông đồng nghĩa là sẽ phá hủy phần lớn cấu trúc hiện có, thay thế bằng một biệt thự mùa hè theo phong cách Ý ở trung tâm Paris. Kế hoạch của Bernini cuối cùng đã bị gác lại để ủng hộ cho công trình Louvre Colonnade thanh lịch hơn, do 3 người Pháp thiết kế: Louis Le Vau, Charles Le Brun và Claude Perrault. Với việc chuyển triều đình đến Versailles, công trình Louvre đã được trao cho nghệ thuật và công chúng. Trong chuyến thăm từ Rome, Bernini cũng đã thực hiện một bức tượng bán thân nổi tiếng của nhà vua.

## Hình ảnh và biểu tượng

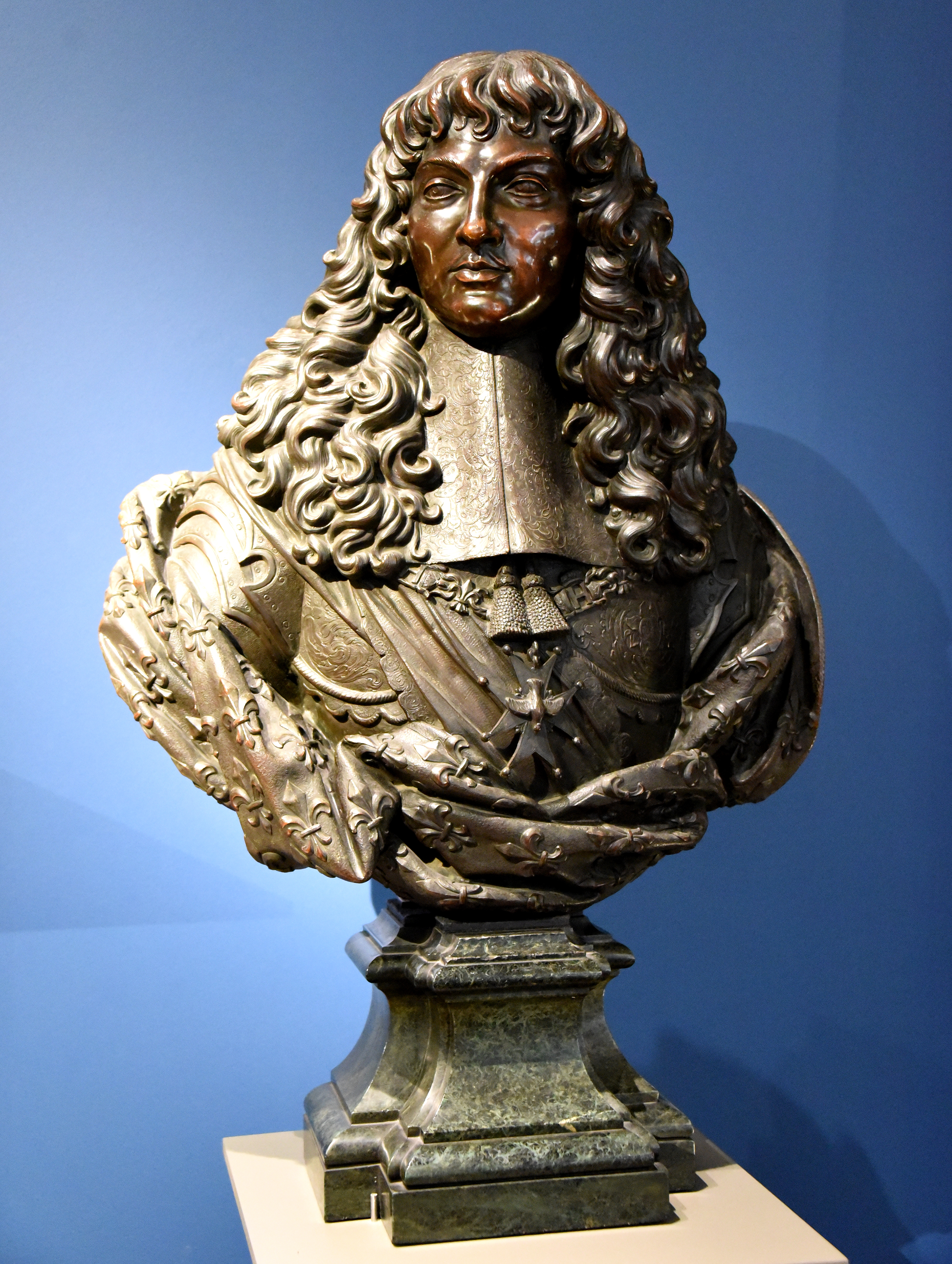
Tượng bán thân bằng đồng của Louis XIV, khoảng năm 1660, của một nghệ sĩ vô danh. Hiện được trưng bày tại Bảo tàng Victoria và Albert, London.

Ít có nhà cai trị nào trong lịch sử thế giới kỷ niệm bản thân theo cách hoành tráng như Louis XIV. Ông đã xây dựng hình ảnh của mình như Vua Mặt trời (le Roi Soleil), trung tâm của vũ trụ "không ai sánh bằng". Louis đã sử dụng nghi lễ của triều đình và nghệ thuật để xác nhận và tăng cường quyền kiểm soát của mình đối với nước Pháp. Với sự bảo trợ của nhà vua, Colbert đã thiết lập ngay từ đầu triều đại Louis XIV một hệ thống tập trung và được thể chế hóa để tạo ra và duy trì hình ảnh hoàng gia. Do đó, Nhà vua được miêu tả phần lớn trong sự uy nghiêm với lễ phục hoặc uy dũng trong các trận chiến, đặc biệt là chống lại Tây Ban Nha. Hình ảnh về nhà vua này được tìm thấy trong nhiều phương tiện biểu đạt nghệ thuật, chẳng hạn như hội họa, điêu khắc, sân khấu, khiêu vũ, âm nhạc và các cuốn niên giám tuyên truyền của hoàng gia đến đông đảo dân chúng.

### Sự phát triển của chân dung hoàng gia

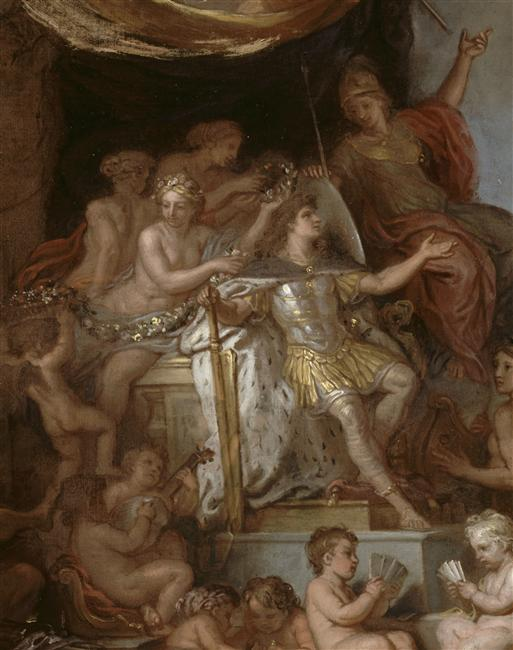
Le roi gouverne par lui-même, mô hình cho tấm ốp trung tâm của trần nhà Sảnh Gương vào khoảng năm 1680 của Le Brun, (1619–1690)

Trong suốt cuộc đời mình, Louis đã ủy quyền thực hiện nhiều tác phẩm nghệ thuật để khắc họa chính mình, trong số đó có hơn 300 bức chân dung chính thức. Những bức chân dung đầu tiên về Louis đã tuân theo các quy ước hội họa thời bấy giờ khi miêu tả vị vua trẻ tuổi như hiện thân uy nghiêm của hoàng gia Pháp. Sự lý tưởng hóa này tiếp tục trong các tác phẩm sau này, tránh mô tả tác động của bệnh đậu mùa mà Louis mắc phải vào năm 1647. Vào những năm 1660, Louis bắt đầu được miêu tả theo chân dung của một hoàng đế La Mã, thần Apollo hoặc Alexander Đại đế, như có thể thấy trong nhiều tác phẩm của Charles Le Brun, chẳng hạn như tác phẩm điêu khắc, tranh vẽ và đồ trang trí của các tượng đài lớn.
Việc miêu tả nhà vua theo cách này tập trung vào các thuộc tính ngụ ngôn hoặc thần thoại, thay vì cố gắng tạo ra một hình ảnh chân thực. Khi Louis XIV già đi, cách miêu tả ông cũng vậy. Tuy nhiên, vẫn có sự chênh lệch giữa cách miêu tả thực tế và yêu cầu của các tuyên truyền hoàng gia. Không có minh họa nào tốt hơn về điều này hơn là trong bức Chân dung Louis XIV được Hyacinthe Rigaud tái bản thường xuyên năm 1701, trong đó hình tượng Louis XIV lúc đó đã 63 tuổi, đang đứng uy nghiêm, nhưng với đôi chân rất khoẻ khoắn của một người trẻ, chứ không phải của một ông lão U70.
Bức chân dung của Rigaud minh họa cho đỉnh cao của nghệ thuật chân dung hoàng gia trong triều đại của Louis XIV. Mặc dù Rigaud đã tạo ra một bức chân dung Louis đáng tin cậy, nhưng bức chân dung này không có ý định khắc họa chủ nghĩa hiện thực hay khám phá tính cách của nhà vua. Chắc chắn, Rigaud quan tâm đến chi tiết và mô tả trang phục của nhà vua với độ chính xác cao, xuống đến cả khóa giày của ông.
Tuy nhiên, Rigaud có ý định tôn vinh chế độ quân chủ. Bản gốc của Rigaud, hiện đang được lưu giữ tại Bảo tàng Louvre, ban đầu được dùng làm quà tặng cho cháu trai của Louis là Felipe V của Tây Ban Nha. Tuy nhiên, Louis rất hài lòng với tác phẩm này đến nỗi ông giữ bản gốc và yêu cầu gửi một bản sao cho cháu trai mình. Đó là bản sao đầu tiên trong số nhiều bản sao, cả bản toàn thân và bản bán thân, do Rigaud thực hiện, thường là với sự trợ giúp của các trợ lý của ông. Bức chân dung này cũng trở thành hình mẫu cho chân dung hoàng gia và đế quốc Pháp cho đến thời Vua Charles X, hơn một thế kỷ sau đó. Trong tác phẩm của mình, Rigaud tuyên bố địa vị hoàng gia cao quý của Louis thông qua tư thế thanh lịch và biểu cảm uy nghiêm, lễ phục và ngai vàng của hoàng gia, áo choàng nghi lễ với hoạ tiết hoa bách hợp lộng lẫy.

### Các tác phẩm nghệ thuật khác
Ngoài chân dung, Louis cũng đã ủy quyền cho thực hiện ít nhất 20 bức tượng của chính mình vào những năm 1680, để đặt tại Paris và các thị trấn tỉnh lẻ như là biểu hiện vật lý của sự cai trị của ông. Ông cũng ủy quyền cho "các nghệ sĩ chiến tranh" đi theo ông trong các chiến dịch để ghi lại những chiến thắng quân sự của ông. Để nhắc nhở người dân về những chiến thắng này, Louis đã dựng lên các Khải hoàn môn ở Paris và các tỉnh lần đầu tiên kể từ khi Đế chế La Mã suy tàn.
Triều đại của Louis đánh dấu sự ra đời và giai đoạn đầu của nghệ thuật làm kỷ niệm chương. Những người cai trị thế kỷ XVI thường ban hành kỷ niệm chương với số lượng nhỏ để kỷ niệm các sự kiện lớn trong triều đại của mình. Tuy nhiên, Louis XIV đã đúc hơn 300 loại kỷ niệm chương bằng đồng để tôn vinh câu chuyện về nhà vua, hiện được lưu giữ trong hàng nghìn hộ gia đình trên khắp nước Pháp.
Ông cũng sử dụng thảm trang trí như một phương tiện để tôn vinh chế độ quân chủ. Thảm trang trí có thể mang tính ngụ ngôn, mô tả các yếu tố hoặc mùa, hoặc mang tính hiện thực, mô tả nơi ở của hoàng gia hoặc các sự kiện lịch sử. Chúng nằm trong số những phương tiện quan trọng nhất để tuyên truyền của hoàng gia trước khi xây dựng Đại sảnh Gương ở Versailles.

### Ba lê

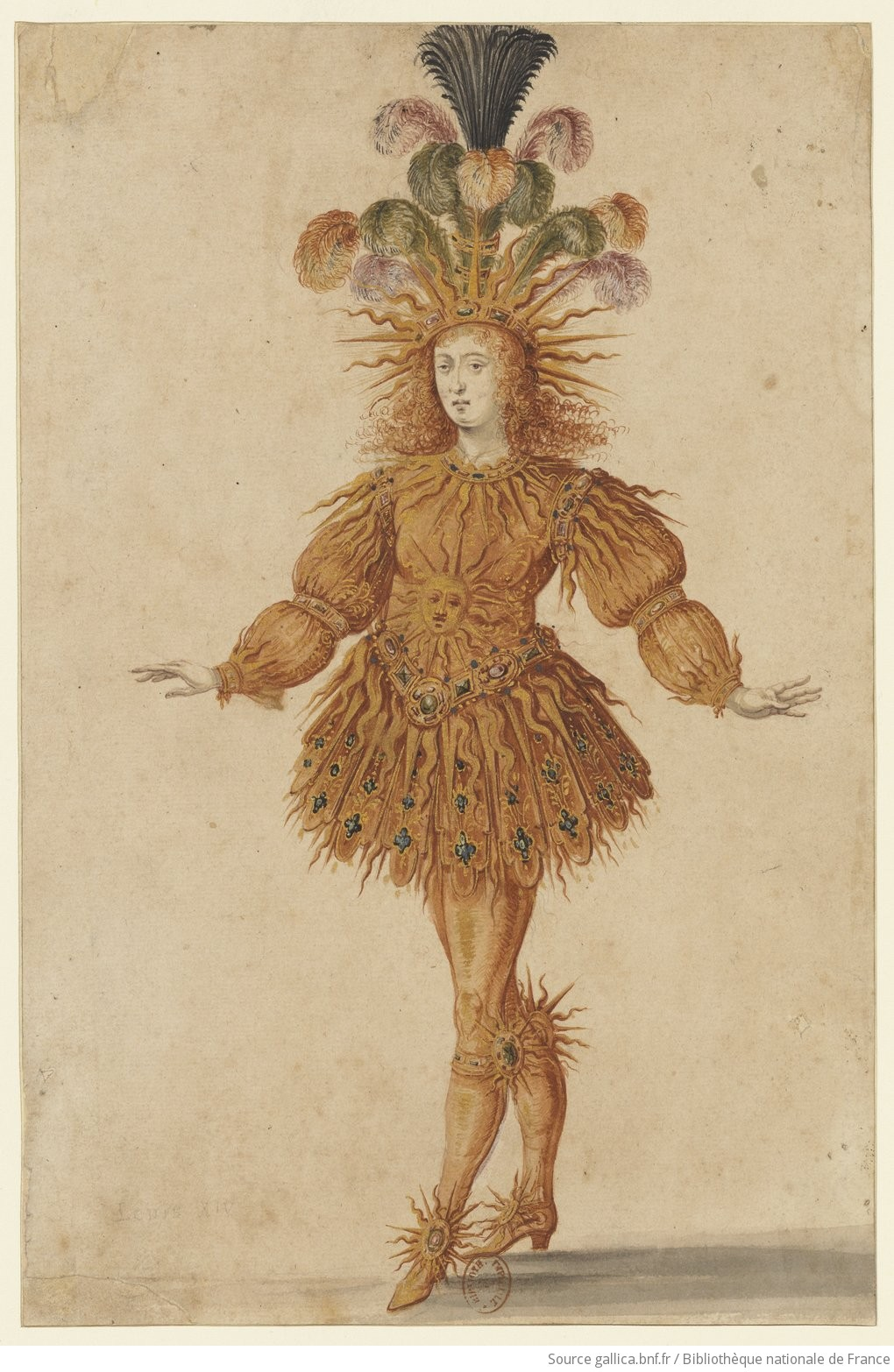
Louis XIV đóng vai Apollo trong Ballet Royal de la Nuit (1653)

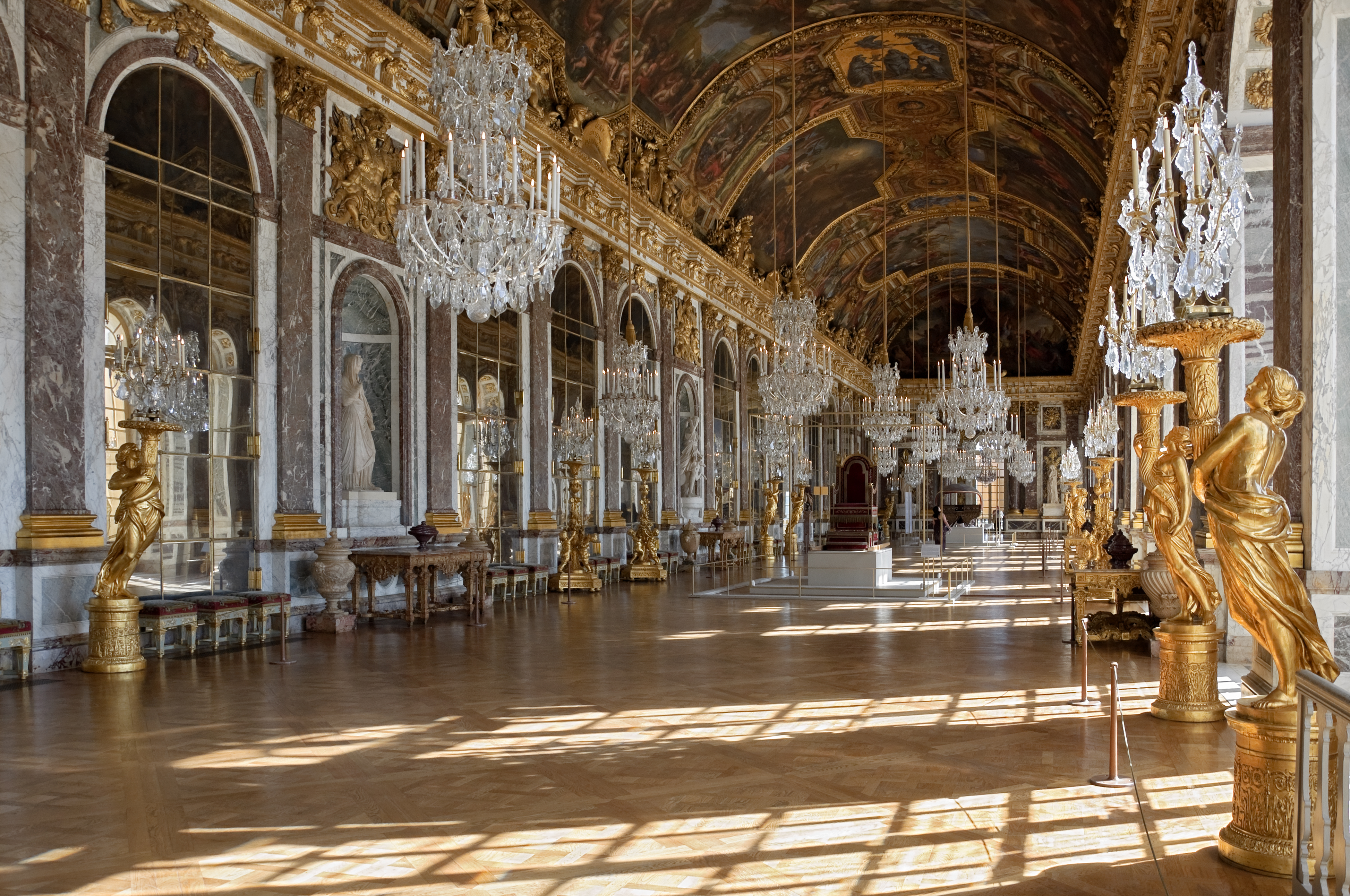
Sảnh Gương trong Cung điện Versailles

Louis yêu thích ba lê và trong nửa đầu triều đại của mình, nhà vua thường xuyên tham gia nhảy trong các vở ba lê cung đình. Nhìn chung, Louis là một vũ công nhiệt tình đã biểu diễn 80 vai trong 40 vở ba lê lớn. Nỗ lực này gần như tương đương với sự nghiệp của một vũ công ba lê chuyên nghiệp.
Những lựa chọn của ông mang tính chiến lược và đa dạng. Ông đã tham gia bốn vai trong ba vở hài kịch ba lê của Molière, là những vở kịch có nhạc đệm và khiêu vũ. Louis đã vào vai một người Ai Cập trong Le Mariage forcé năm 1664, một quý ông người Moor trong Le Sicilien năm 1667 và cả Neptune và Apollo trong Les Amants magnifiques năm 1670.
Đôi khi nhà vua đóng những vai chính phù hợp với hoàng gia hoặc thần thánh (như Neptune, Apollo hoặc Mặt trời). Ông cung đảm nhận những vai trần tục trước khi xuất hiện ở phần cuối trong vai chính. Người ta cho rằng, mọi lúc, nhà vua đều mang đến cho các vai diễn của mình sự uy nghiêm và thu hút sự chú ý bằng năng khiếu khiêu vũ của mình. Đối với Louis, ba lê có thể không chỉ là một công cụ để thao túng bộ máy tuyên truyền của ông. Số lượng lớn các buổi biểu diễn của ông cũng như sự đa dạng trong các vai diễn mà ông đảm nhận có thể cho thấy sự hiểu biết sâu sắc hơn và sự quan tâm đến loại hình nghệ thuật này.
Múa ba lê được Louis sử dụng như một công cụ chính trị để nắm giữ quyền lực đối với nhà nước của mình. Ông đã đưa ba lê vào sâu trong các chức năng xã hội của triều đình và tập trung sự chú ý của các nhà quý tộc vào việc duy trì các tiêu chuẩn trong múa ba lê, khiến họ mất tập trung vào các hoạt động chính trị. Năm 1661, Học viện Khiêu vũ Hoàng gia (Académie Royale de Danse) được Louis thành lập để thúc đẩy tham vọng của mình. Pierre Beauchamp, giáo viên dạy khiêu vũ riêng của ông, được Louis ra lệnh đưa ra một hệ thống ký hiệu để ghi lại các buổi biểu diễn ba lê, và ông đã làm rất thành công. Tác phẩm của ông đã được Raoul Auger Feuillet tiếp nhận và xuất bản vào năm 1700 với tên gọi Choregraphie. Sự phát triển lớn này trong ba lê đã đóng một vai trò quan trọng trong việc thúc đẩy văn hóa Pháp và ba lê trên khắp châu Âu đương thời.
Louis nhấn mạnh rất nhiều vào nghi thức trong khiêu vũ ba lê, đầy này được nhìn thấy rất rõ ràng trong "La belle danse" (phong cách quý tộc Pháp). Cần có nhiều kỹ năng khó hơn để thực hiện điệu nhảy này với các động tác rất giống với nghi lễ của triều đình, như một cách để nhắc nhở các quý tộc về quyền lực tuyệt đối của nhà vua và địa vị của chính họ. Tất cả các chi tiết và quy tắc được cô đọng trong năm vị trí của cơ thể được Beauchamp mã hóa.

## Sức khỏe, cái chết và quyền kế vị
Mặc dù Louis cố gắng xây dựng hình ảnh một vị vua khỏe mạnh và cường tráng, nhưng có bằng chứng cho thấy sức khỏe của ông không được tốt. Ông mắc nhiều bệnh: ví dụ, các triệu chứng của bệnh tiểu đường, như đã được xác nhận trong các báo cáo về viêm màng xương năm 1678, áp xe răng năm 1696, cùng với các vết loét tái phát, ngất xỉu, bệnh gút, chóng mặt, bốc hỏa và đau đầu.
Từ năm 1647 đến năm 1711, ba bác sĩ của nhà vua (Antoine Vallot, Antoine d'Aquin và Guy-Crescent Fagon) đã ghi lại tất cả các vấn đề sức khỏe của ông trong Journal de Santé du Roi (Nhật ký sức khỏe của nhà vua), một báo cáo hàng ngày về sức khỏe của Louis. Vào ngày 18 tháng 11 năm 1686, Louis đã trải qua một ca phẫu thuật đau đớn để cắt bỏ một lỗ rò hậu môn do bác sĩ phẫu thuật Charles Felix de Tassy thực hiện, người đã chuẩn bị một con dao mổ cong có hình dạng đặc biệt cho cuộc phẫu thuật này. Vết thương mất hơn hai tháng để lành.

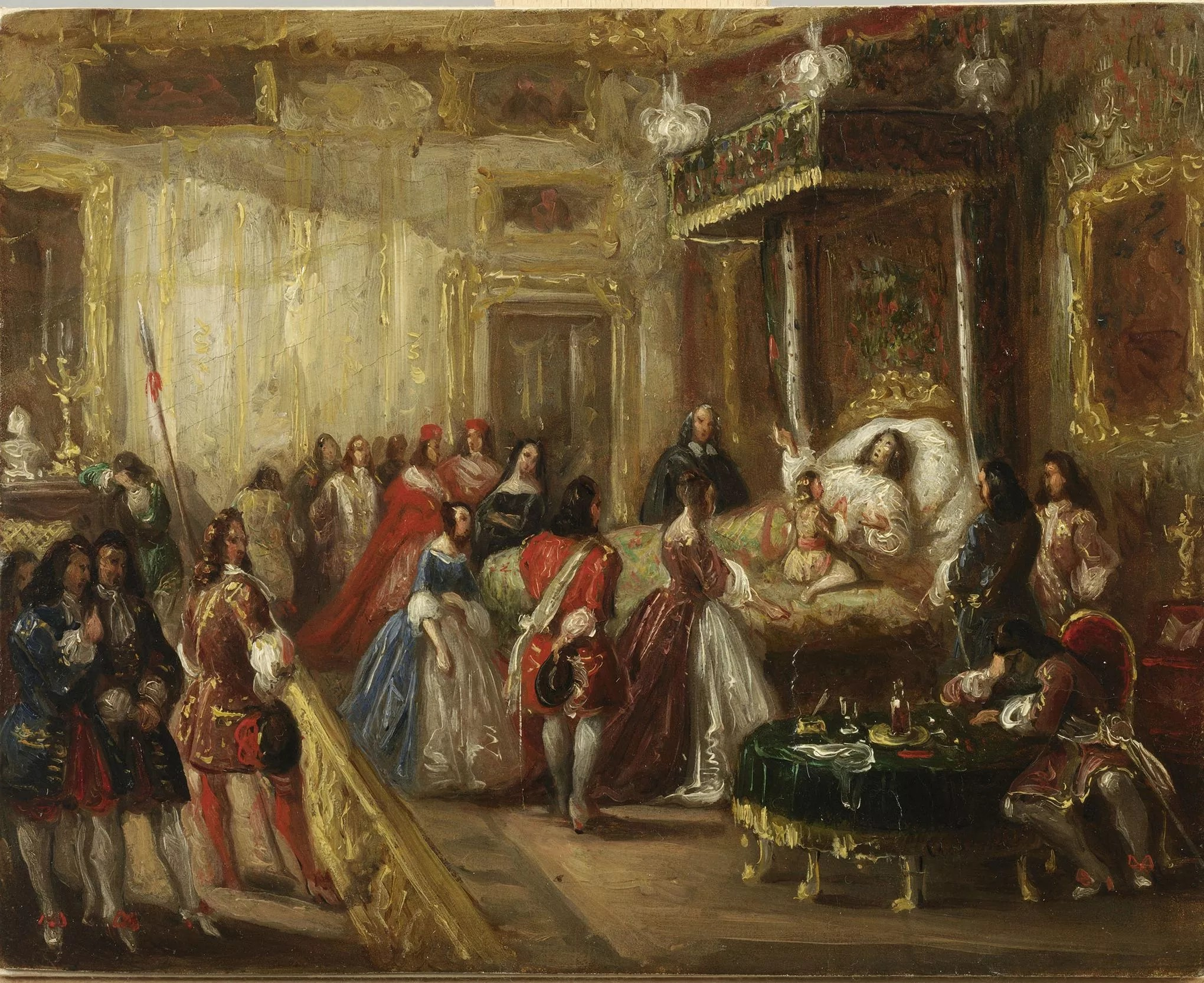
Cái chết của Louis XIV tại Cung điện Versailles, Thomas Jones Barker, 1835-1840

Louis qua đời vì bệnh hoại thư tại Versailles vào ngày 1 tháng 9 năm 1715, bốn ngày trước sinh nhật lần thứ 77 của ông, khép lại 72 năm trị vì của Vua Mặt Trời huyền thoại. Chịu đựng nhiều đau đớn trong những ngày cuối đời, cuối cùng ông đã "ra đi mà không cần nỗ lực nào, như ngọn nến sắp tắt", trong khi đọc thánh vịnh Deus, in adjutorium me festina (Lạy Chúa, xin hãy... giúp con). Thi hài của nhà vua được an táng tại Vương cung thánh đường Saint-Denis bên ngoài Paris. Thi hài nằm đó mà không bị xáo trộn trong khoảng 80 năm cho đến khi những người cách mạng khai quật và tiêu hủy tất cả hài cốt được tìm thấy trong Vương cung thánh đường. Năm 1848, tại Nuneham House, một mảnh tim của Louis XIV được bảo quản thông qua ướp xác, được lấy từ ngôi mộ của nhà vua và được giữ trong một chiếc khóa bạc của Lãnh chúa Harcourt, Tổng giám mục xứ York, đã được trao lại cho Viện phụ Westminster là William Buckland, người sau đó đã vô tình ăn phải một phần của mảnh tim.
Hồng y Armand Gaston Maximilien de Rohan là người thực hiện nghi lễ cuối cùng (gồm bí tích Hòa Giải, nghi thức chúc lành và bí tích Xức Dầu Bệnh Nhân) cho vua Louis XIV.

### Kế vị
Louis XIV sống lâu hơn hầu hết những người thân trong gia đình trực hệ của mình. Người con trai hợp pháp cuối cùng còn sống của ông là Louis, Đại thái tử qua đời vào năm 1711. Chỉ một năm sau, Công tước xứ Burgundy, người con trai cả trong ba người con trai của Đại thái tử Louis cũng qua đời. Con trai cả của Công tước xứ Burgundy là Louis, Công tước xứ Brittany, cũng đã qua đời vào năm 1712. Vì vậy, người thừa kế rõ ràng của Louis XIV là chắt trai 5 tuổi của ông, Louis, Công tước xứ Anjou, con trai út của Công tước xứ Burgundy.
Louis đã thấy trước viễn cảnh người kế vị của mình chưa đủ tuổi nắm vương quyền và vương quốc sẽ được cai trị thông qua một hội đồng nhiếp chính. Ông đã chọn Công tước Philippe II xứ Orléans (con trai của Công tước Philippe I), người gọi ông bằng bác ruột đứng đầu hội đồng nhiếp chính. Theo đó, nhà vua đã thành lập một hội đồng nhiếp chính như Vua Louis XIII đã làm để chuẩn bị cho việc Louis XIV lên kế vị khi mới 4 tuổi. Trong hội đồng này, một số quyền lực được trao cho người con ngoài giá thú của ông là Louis Auguste, Công tước xứ Maine. Tuy nhiên, Công tước xứ Orléans đã hủy bỏ di chúc của Louis XIV tại Parlement le Paris sau khi ông qua đời và tự mình trở thành nhiếp chính duy nhất. Công tước xứ Orléans cũng đã tước bỏ phong cách Prince du sang mà Louis XIV đã ban cho Công tước xứ Maine và em trai của ông này là Louis-Alexandre, Bá tước xứ Toulouse, và làm giảm đáng kể quyền lực và đặc quyền của Công tước xứ Maine.

#### Dòng kế vị năm 1715
Dưới đây là dòng kế vị ngai vàng nước Pháp vào thời điểm Louis XIV qua đời năm 1715. Người cháu trai hợp pháp duy nhất còn sống của Louis XIV là Felipe V, không được đưa vào dòng kế vị vì ông đã từ bỏ ngai vàng Pháp sau cuộc chiến tranh Kế vị Tây Ban Nha, một cuộc xung đột kéo dài 14 năm sau cái chết của Carlos II của Tây Ban Nha năm 1700.
- Louis XIII của Pháp (1601–1643)
  -  Louis XIV của Pháp (1638–1715)
    -  Louis, Đại trữ quân (1661–1711)
      - Louis, Công tước xứ Burgundy (1682–1712)
        - Louis, Công tước xứ Brittany (1707–1712)
        -  (1) Louis, Công tước xứ Anjou (1710–1774)

      - Felipe V của Tây Ban Nha (1683–1746)
      -  Charles, Công tước xứ Berry (1686–1714)

  -  Philippe I, Công tước xứ Orléans (1640–1701)
    -  (2) Philippe II, Công tước xứ Orléans (1674–1723)
      -  (3) Louis, Công tước xứ Chartres (1703–1752)

Xa hơn nữa trong dòng dõi kế vị của Pháp vào năm 1715 là Nhà Condé, tiếp theo là Nhà Conti (một nhánh phụ của Nhà Condé). Cả hai dòng hoàng gia này đều là hậu duệ của Henri II, Thân vương xứ Condé, anh em họ đời thứ hai của Vua Pháp Louis XIII (cha của Louis XIV) theo dòng dõi nam.

## Di sản

### Danh tiếng
Theo Nhật ký của Philippe de Courcillon, Louis XIV trên giường bệnh đã khuyên người thừa kế của mình như thế này:
"Đừng noi theo tấm gương xấu mà ta đã nêu ra cho ngươi; ta thường tiến hành chiến tranh quá nhẹ nhàng và đã duy trì nó vì phù phiếm. Đừng bắt chước ta, nhưng hãy là một nhà cai trị hòa bình, và hãy tập trung chủ yếu vào việc giảm bớt gánh nặng cho thần dân của mình."

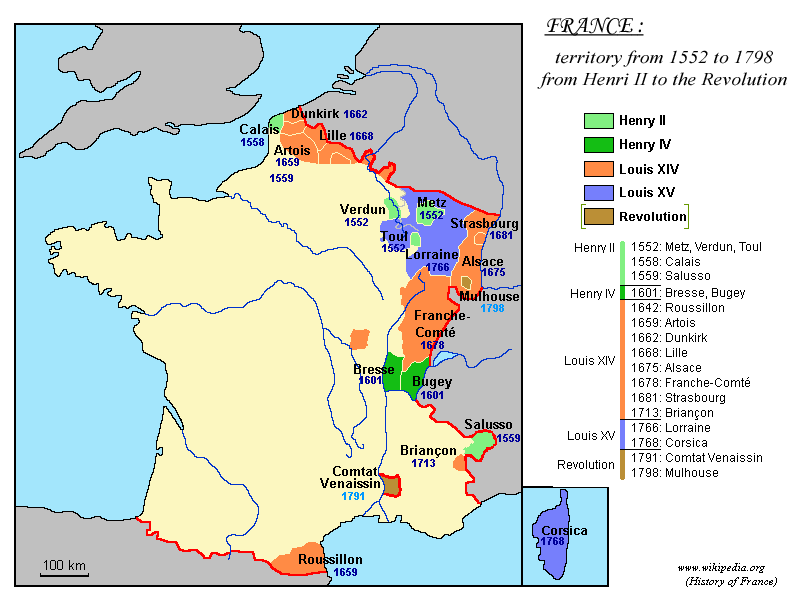
Sự mở rộng lãnh thổ của nước Pháp dưới thời Louis XIV (1643–1715) được mô tả bằng màu cam.

Một số nhà sử học chỉ ra rằng việc cường điệu hóa tội lỗi của mình trước khi chết là một biểu hiện thông thường của một người sùng đạo vào thời đó. Do đó, họ không chú trọng nhiều vào những tuyên bố trên giường bệnh của Louis khi đánh giá những thành tựu của ông. Thay vào đó, họ tập trung vào những thành công về quân sự và ngoại giao, chẳng hạn như cách ông đưa một Vương tử người Pháp lên ngai vàng Tây Ban Nha. Họ cho rằng điều này đã chấm dứt mối đe dọa của một nước Tây Ban Nha hung hăng vốn can thiệp vào chính trị nội bộ của Pháp. Những nhà sử học này cũng nhấn mạnh đến tác động của các cuộc chiến tranh mà Louis XIV tạo ra đã mở rộng biên giới của Pháp và tạo ra nhiều vùng đệm biên giới giúp bảo vệ Pháp khỏi những cuộc xâm lược trong tương lai, giá trị này đã duy trì cho đến Cách mạng Pháp.
Có thể nói, Louis cũng đã gián tiếp giúp "giảm bớt gánh nặng cho thần dân [của mình]". Ví dụ, ông bảo trợ cho nghệ thuật, khuyến khích công nghiệp, thúc đẩy thương mại và kinh doanh, và tài trợ cho việc thành lập một đế chế thuộc địa của Pháp ở nước ngoài. Hơn nữa, các nhà sử học này coi việc giảm đáng kể các cuộc nội chiến và các cuộc nổi loạn của giới quý tộc trong thời kỳ trị vì của ông là kết quả của việc Louis củng cố quyền lực của hoàng gia đối với giới tinh hoa phong kiến. Trong phân tích của họ, những cải cách ban đầu của ông đã tập trung hóa nước Pháp và đánh dấu sự ra đời của nhà nước Pháp hiện đại. Họ coi những chiến thắng về chính trị và quân sự cũng như nhiều thành tựu văn hóa là cách Louis giúp đưa nước Pháp lên vị thế nổi bậc ở châu Âu. Người Âu châu bắt đầu ngưỡng mộ nước Pháp vì những thành công về quân sự và văn hóa, sức mạnh và sự tinh tế của nước này. Người châu Âu nói chung bắt đầu noi theo cách cư xử, giá trị, hàng hóa và phong thái của người Pháp. Tiếng Pháp trở thành ngôn ngữ chung của giới tinh hoa châu Âu.
Những người chỉ trích Louis lập luận rằng chi tiêu lớn cho quân sự và xây dựng trong nước của ông đã làm cho nước Pháp trở nên nghèo đói và phá sản. Tuy nhiên, những người ủng hộ ông lại phân biệt quốc gia vốn đã nghèo đói với nước Pháp vốn không nghèo đói.. Để làm bằng chứng hỗ trợ, họ trích dẫn các tài liệu thời bấy giờ, chẳng hạn như bình luận xã hội trong tác phẩm Thư từ Ba Tư của Montesquieu.
Mặt khác, những người chỉ trích Louis cho rằng sự biến động xã hội lên đến đỉnh điểm trong Cách mạng Pháp là do ông không cải cách các thể chế của Pháp khi chế độ quân chủ vẫn còn an toàn. Các học giả khác phản bác rằng có rất ít lý do để cải cách các thể chế trong khi phần lớn vẫn hoạt động tốt dưới thời Louis XIV. Họ cũng cho rằng những sự kiện xảy ra gần 80 năm sau khi ông qua đời là không thể lường trước được đối với Louis và trong mọi trường hợp, những người kế nhiệm ông đã có đủ thời gian để khởi xướng các cải cách của riêng họ.

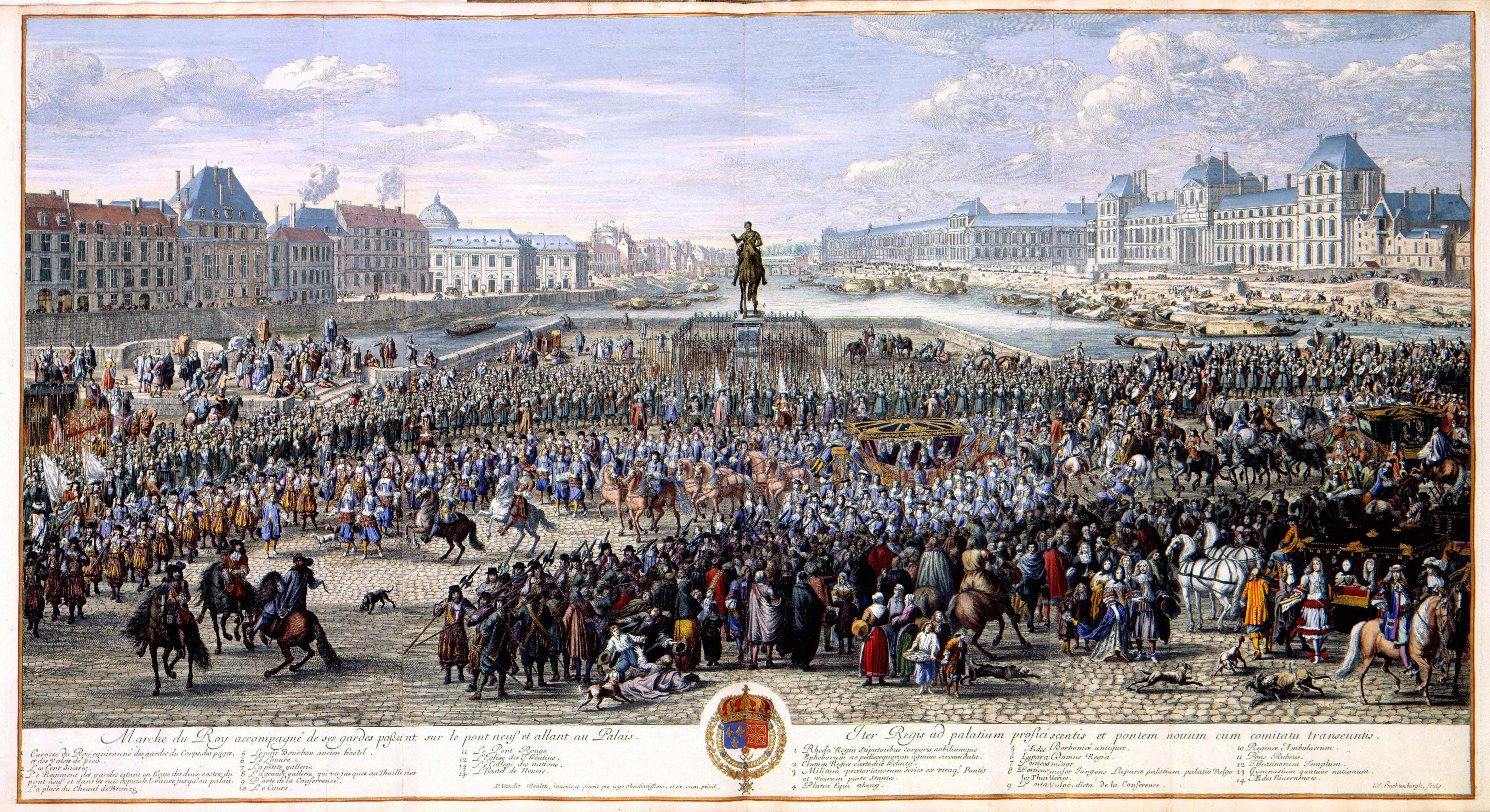
Đoàn rước hoàng gia đi qua Pont-Neuf dưới thời Louis XIV

Louis XIV thường bị chỉ trích vì sự phù phiếm của mình. Người viết hồi ký Louis de Rouvroy, Công tước xứ Saint-Simon, người đã tuyên bố rằng Louis coi thường mình, ông ấy đã chỉ trích Louis thế này:
"Ông không thích gì hơn sự nịnh hót, hay nói một cách đơn giản hơn là sự nịnh hót; càng thô lỗ và vụng về, ông càng thích thú."
Về phần mình, Voltaire coi sự phù phiếm của Louis là nguyên nhân khiến ông ấy trở nên hiếu chiến:
"Chắc chắn rằng ông ấy thực sự muốn vinh quang, hơn là bản thân các cuộc chinh phục. Trong việc chiếm được Alsace và một nửa Flanders, và toàn bộ Franche-Comté, điều ông ấy thực sự thích là cái tên mà ông tự tạo cho mình."
Tuy nhiên, Louis cũng đã nhận được lời khen ngợi. Hoàng đế Napoleon tuy chống Bourbon nhưng lại mô tả Louis XIV là "một vị vua vĩ đại", mà còn là "vị vua duy nhất của nước Pháp xứng đáng với cái tên đó". Gottfried Leibniz, triết gia Tin Lành người Đức, đã khen ngợi Louis XIV là "một trong những vị vua vĩ đại nhất từng có". Và Lãnh chúa Acton ngưỡng mộ Louis và gọi ông là "người đàn ông tài giỏi nhất sinh ra trong thời hiện đại trên bậc thềm ngai vàng". Nhà sử học và triết gia Voltaire đã viết: "Tên của ông không bao giờ có thể được phát âm mà không tôn trọng và không gợi lên hình ảnh của một thời đại đáng nhớ mãi mãi". Tác phẩm lịch sử Thời đại Louis XIV (The Age of Louis XIV) của Voltaire, đã gọi triều đại của Louis không chỉ là một trong 4 thời kỳ vĩ đại mà lý trí và văn hóa phát triển mạnh mẽ, mà còn là thời kỳ vĩ đại nhất từ trước đến nay.

### Trích dẫn
Nhiều câu trích dẫn được cho là của Louis XIV.
Câu nói nổi tiếng "Tôi là nhà nước" ("L'État, c'est moi") được ghi chép lại ít nhất là từ cuối thế kỷ XVIII. Câu nói này được nhắc lại rộng rãi nhưng cũng bị lên án là ngụy tạo vào đầu thế kỷ XIX.
Ông đã nói, "Mỗi lần tôi bổ nhiệm ai đó vào một vị trí còn trống, tôi khiến một trăm người không vui và một người vô ơn". Louis được cho là là đã nói trên giường bệnh rằng: "Je m'en vais, mais l'État demeurera toujours" ("Tôi ra đi, nhưng Nhà nước sẽ luôn tồn tại"), có nhiều nhân chứng đã khẳng định tính trung thực của câu nói này.

## Huân chương Thánh Louis
Vào ngày 5 tháng 4 năm 1693, Louis XIV đã cho thành lập Huân chương Hoàng gia và Quân sự Thánh Louis (tiếng Pháp: Ordre Royal et Militaire de Saint-Louis), một huân chương quân sự của kỵ sĩ đoàn. Ông đặt tên cho huân chương này theo tên của Vua Louis IX và dự định trao tặng nó như một phần thưởng cho các sĩ quan xuất sắc. Huân chương này đáng chú ý vì là huân chương đầu tiên có thể được trao cho những người không phải là quý tộc và gần như là tiền thân của Légion d'honneur (Bắc Đẩu Bội tinh), huân chương này có chung dải ruy băng đỏ (mặc dù Légion d'honneur được trao cho cả quân nhân và thường dân).

## Gia đình

### Phả hệ
| \| \| \| \| \| \| \| \| \| \| \| 8. Antoine của Navarra[153] \| \| \| \| \| \| \| \| \| \| \| \| \| \| \| \| \| \| \| \| \| \| \| \| \| \| \| \| \| \| \| \| \| \| \| \| \| \| \| \| \| \| \| \| \| \| \| \| \| \| \| 4. Henri IV của Pháp[154] \| \| \| \| \| \| \| \| \| \| \| \| \| \| \| \| \| \| \| \| \| \| \| \| \| \| \| \| \| \| \| \| \| \| \| \| \| \| \| \| \| \| \| \| \| \| \| \| \| \| \| \| \| \| \| \| \| \| \| \| 9. Juana III của Navarra[153] \| \| \| \| \| \| \| \| \| \| \| \| \| \| \| \| \| \| \| \| \| \| \| \| \| \| \| \| \| \| \| \| \| \| \| \| \| \| \| \| \| \| \| \| \| \| \| \| \| \| \| \| \| \| \| \| \| \| \| \| 2. Louis XIII của Pháp \| \| \| \| \| \| \| \| \| \| \| \| \| \| \| \| \| \| \| \| \| \| \| \| \| \| \| \| \| \| \| \| \| \| \| \| \| \| \| \| \| \| \| \| \| \| \| \| \| \| \| \| \| \| \| \| \| \| \| \| 10. Francesco I de' Medici[155] \| \| \| \| \| \| \| \| \| \| \| \| \| \| \| \| \| \| \| \| \| \| \| \| \| \| \| \| \| \| \| \| \| \| \| \| \| \| \| \| \| \| \| \| \| \| \| \| \| \| \| \| \| \| \| \| \| \| \| \| 5. Marie de' Medici[154] \| \| \| \| \| \| \| \| \| \| \| \| \| \| \| \| \| \| \| \| \| \| \| \| \| \| \| \| \| \| \| \| \| \| \| \| \| \| \| \| \| \| \| \| \| \| \| \| \| \| \| \| \| \| \| \| \| \| \| \| 11. Johanna của Áo[155] \| \| \| \| \| \| \| \| \| \| \| \| \| \| \| \| \| \| \| \| \| \| \| \| \| \| \| \| \| \| \| \| \| \| \| \| \| \| \| \| \| \| \| \| \| \| \| \| \| \| \| \| \| \| \| \| \| \| \| \| 1. Louis XIV của Pháp \| \| \| \| \| \| \| \| \| \| \| \| \| \| \| \| \| \| \| \| \| \| \| \| \| \| \| \| \| \| \| \| \| \| \| \| \| \| \| \| \| \| \| \| \| \| \| \| \| \| \| \| \| \| \| \| \| \| \| \| 12. Felipe II của Tây Ban Nha[156] \| \| \| \| \| \| \| \| \| \| \| \| \| \| \| \| \| \| \| \| \| \| \| \| \| \| \| \| \| \| \| \| \| \| \| \| \| \| \| \| \| \| \| \| \| \| \| \| \| \| \| \| \| \| \| \| \| \| \| \| 6. Felipe III của Tây Ban Nha[157] \| \| \| \| \| \| \| \| \| \| \| \| \| \| \| \| \| \| \| \| \| \| \| \| \| \| \| \| \| \| \| \| \| \| \| \| \| \| \| \| \| \| \| \| \| \| \| \| \| \| \| \| \| \| \| \| \| \| \| \| 13. Anna của Áo[156] \| \| \| \| \| \| \| \| \| \| \| \| \| \| \| \| \| \| \| \| \| \| \| \| \| \| \| \| \| \| \| \| \| \| \| \| \| \| \| \| \| \| \| \| \| \| \| \| \| \| \| \| \| \| \| \| \| \| \| \| 3. Ana của Tây Ban Nha \| \| \| \| \| \| \| \| \| \| \| \| \| \| \| \| \| \| \| \| \| \| \| \| \| \| \| \| \| \| \| \| \| \| \| \| \| \| \| \| \| \| \| \| \| \| \| \| \| \| \| \| \| \| \| \| \| \| \| \| 14. Karl II, Đại công tước Áo[158] \| \| \| \| \| \| \| \| \| \| \| \| \| \| \| \| \| \| \| \| \| \| \| \| \| \| \| \| \| \| \| \| \| \| \| \| \| \| \| \| \| \| \| \| \| \| \| \| \| \| \| \| \| \| \| \| \| \| \| \| 7. Margaret của Áo[157] \| \| \| \| \| \| \| \| \| \| \| \| \| \| \| \| \| \| \| \| \| \| \| \| \| \| \| \| \| \| \| \| \| \| \| \| \| \| \| \| \| \| \| \| \| \| \| \| \| \| \| \| \| \| \| \| \| \| \| \| 15. Maria Anna xứ Bayern[158] \| \| \| \| \| \| \| \| \| \| \| \| \| \| \| \| \| \| \| \| \| \| \| \| \| \| \| \| \| \| \| \| \| \| \| \| \| \| \| \| \| \| \| |                               |  |  |  |  |  |  |  |  |                        |  |  |  |
| |                               |  |  |  |  |  |  |  |  | 8. Antoine của Navarra |  |  |  |
| |                               |  |  |  |  |  |  |  |  |                        |  |  |  |
| |                               |  |  |  |  |  |  |  |  |                        |  |  |  |
| |                               |  |  |  |  |  |  |  |  |                        |  |  |  |
| | 4. Henri IV của Pháp          |  |  |  |  |  |  |  |  |                        |  |  |  |
| |                               |  |  |  |  |  |  |  |  |                        |  |  |  |
| |                               |  |  |  |  |  |  |  |  |                        |  |  |  |
| |                               |  |  |  |  |  |  |  |  |                        |  |  |  |
| | 9. Juana III của Navarra      |  |  |  |  |  |  |  |  |                        |  |  |  |
| |                               |  |  |  |  |  |  |  |  |                        |  |  |  |
| |                               |  |  |  |  |  |  |  |  |                        |  |  |  |
| |                               |  |  |  |  |  |  |  |  |                        |  |  |  |
| | 2. Louis XIII của Pháp        |  |  |  |  |  |  |  |  |                        |  |  |  |
| |                               |  |  |  |  |  |  |  |  |                        |  |  |  |
| |                               |  |  |  |  |  |  |  |  |                        |  |  |  |
| |                               |  |  |  |  |  |  |  |  |                        |  |  |  |
| | 10. Francesco I de' Medici    |  |  |  |  |  |  |  |  |                        |  |  |  |
| |                               |  |  |  |  |  |  |  |  |                        |  |  |  |
| |                               |  |  |  |  |  |  |  |  |                        |  |  |  |
| |                               |  |  |  |  |  |  |  |  |                        |  |  |  |
| | 5. Marie de' Medici           |  |  |  |  |  |  |  |  |                        |  |  |  |
| |                               |  |  |  |  |  |  |  |  |                        |  |  |  |
| |                               |  |  |  |  |  |  |  |  |                        |  |  |  |
| |                               |  |  |  |  |  |  |  |  |                        |  |  |  |
| | 11. Johanna của Áo            |  |  |  |  |  |  |  |  |                        |  |  |  |
| |                               |  |  |  |  |  |  |  |  |                        |  |  |  |
| |                               |  |  |  |  |  |  |  |  |                        |  |  |  |
| |                               |  |  |  |  |  |  |  |  |                        |  |  |  |
| | 1. Louis XIV của Pháp         |  |  |  |  |  |  |  |  |                        |  |  |  |
| |                               |  |  |  |  |  |  |  |  |                        |  |  |  |
| |                               |  |  |  |  |  |  |  |  |                        |  |  |  |
| |                               |  |  |  |  |  |  |  |  |                        |  |  |  |
| | 12. Felipe II của Tây Ban Nha |  |  |  |  |  |  |  |  |                        |  |  |  |
| |                               |  |  |  |  |  |  |  |  |                        |  |  |  |
| |                               |  |  |  |  |  |  |  |  |                        |  |  |  |
| |                               |  |  |  |  |  |  |  |  |                        |  |  |  |
| | 6. Felipe III của Tây Ban Nha |  |  |  |  |  |  |  |  |                        |  |  |  |
| |                               |  |  |  |  |  |  |  |  |                        |  |  |  |
| |                               |  |  |  |  |  |  |  |  |                        |  |  |  |
| |                               |  |  |  |  |  |  |  |  |                        |  |  |  |
| | 13. Anna của Áo               |  |  |  |  |  |  |  |  |                        |  |  |  |
| |                               |  |  |  |  |  |  |  |  |                        |  |  |  |
| |                               |  |  |  |  |  |  |  |  |                        |  |  |  |
| |                               |  |  |  |  |  |  |  |  |                        |  |  |  |
| | 3. Ana của Tây Ban Nha        |  |  |  |  |  |  |  |  |                        |  |  |  |
| |                               |  |  |  |  |  |  |  |  |                        |  |  |  |
| |                               |  |  |  |  |  |  |  |  |                        |  |  |  |
| |                               |  |  |  |  |  |  |  |  |                        |  |  |  |
| | 14. Karl II, Đại công tước Áo |  |  |  |  |  |  |  |  |                        |  |  |  |
| |                               |  |  |  |  |  |  |  |  |                        |  |  |  |
| |                               |  |  |  |  |  |  |  |  |                        |  |  |  |
| |                               |  |  |  |  |  |  |  |  |                        |  |  |  |
| | 7. Margaret của Áo            |  |  |  |  |  |  |  |  |                        |  |  |  |
| |                               |  |  |  |  |  |  |  |  |                        |  |  |  |
| |                               |  |  |  |  |  |  |  |  |                        |  |  |  |
| |                               |  |  |  |  |  |  |  |  |                        |  |  |  |
| | 15. Maria Anna xứ Bayern      |  |  |  |  |  |  |  |  |                        |  |  |  |
| |                               |  |  |  |  |  |  |  |  |                        |  |  |  |
| |                               |  |  |  |  |  |  |  |  |                        |  |  |  |

### Hậu duệ
| Tên | Sinh                 | Mất                  | Chú thích |
| --- | -------------------- | -------------------- | --- |
| Được sinh ra bởi Maria Theresa, Vương nữ Tây Ban Nha, Nữ đại công tước Áo, Vương hậu Pháp và Navarre (20 tháng 9 năm 1638 – 30 tháng 7 năm 1683) |                      |                      | |
| Louis, le Grand Dauphin | 1 tháng 11 năm 1661  | 14 tháng 4 năm 1711  | Fils de France. Dauphin nước Pháp (1661–1711). Có hậu đuệ . Cha của Louis của Pháp, Tiểu Trữ quân, Felipe V của Tây Ban Nha và Charles, Công tước xứ Berry. Ông nội của Louis XV của Pháp |
| Anne Élisabeth | 18 tháng 11 năm 1662 | 30 tháng 12 năm 1662 | Fille de France. Chết khi còn nhỏ. |
| Marie Anne | 16 tháng 11 năm 1664 | 26 tháng 12 năm 1664 | Fille de France. Chết khi còn nhỏ. |
| Marie Thérèse | 2 tháng 1 năm 1667   | 1 tháng 3 năm 1672   | Fille de France. Được biết đến với cái tên Madame Royale và la Petite Madame. Mất khi còn nhỏ.                                                                                            |
| Philippe Charles, Công tước xứ Anjou | 5 tháng 8 năm 1668   | 10 tháng 7 năm 1671  | Fils de France. Chết khi còn nhỏ. |
| Louis François, Công tước xứ Anjou | 14 tháng 6 năm 1672  | 4 tháng 11 năm 1672  | Fils de France. Chết khi còn nhỏ. |

Đây là danh sách không đầy đủ về những đứa con ngoài giá thú của Louis XIV. Người ta đồn rằng ông có nhiều con hơn, nhưng khó khăn trong việc ghi chép đầy đủ tất cả, danh sách này chỉ giới hạn ở những đứa con được biết đến nhiều/hoặc được hợp pháp hóa.
| Tên | Sinh                      | Mất                                 | Chú thích |
| --- | ------------------------- | ----------------------------------- | --- |
| Được sinh ra bởi NN, một người làm vườn                                                                         |                           |                                     | |
| Con gái | 1660                      | không rõ                            | Bà kết hôn với N de la Queue, một lính gác. |
| Được sinh ra bởi Louise de La Vallière (6 tháng 8 năm 1644 – 6 tháng 6 năm 1710)                                |                           |                                     | |
| Charles de La Baume Le Blanc                                                                                    | Ngày 19 tháng 12 năm 1663 | Ngày 15 tháng 7 năm 1665 (1 tuổi)   | Không được hợp pháp hóa. |
| Philippe de La Baume Le Blanc                                                                                   | 7 tháng 1 năm 1665        | 1666 (1 tuổi)                       | Không được hợp pháp hóa. |
| Marie Anne de Bourbon                                                                                           | 2 tháng 10 năm 1666       | 3 tháng 5 năm 1739 (73 tuổi)        | Được hợp pháp hóa vào ngày 14 tháng 5 năm 1667. Kết hôn với Louis Armand I, Thân vương xứ Conti. |
| Louis, Bá tước xứ Vermandois                                                                                    | Ngày 3 tháng 10 năm 1667  | Ngày 18 tháng 11 năm 1683 (16 tuổi) | Được hợp pháp hóa vào ngày 20 tháng 2 năm 1669. Giữ chức vụ Đô đốc Pháp. |
| Được sinh ra bởi Françoise-Athénaïs, Hầu tước phu nhân xứ Montespan (5 tháng 10 năm 1641 – 27 tháng 5 năm 1707) |                           |                                     | |
| Louise Françoise de Bourbon                                                                                     | vào cuối tháng 3 năm 1669 | 23 tháng 2 năm 1672 (2 tuổi)        | |
| Louis Auguste, Công tước xứ Maine                                                                               | 31 tháng 3 năm 1670       | 14 tháng 5 năm 1736 (66 tuổi)       | Được hợp pháp hóa vào ngày 20 tháng 12 năm 1673. Giữ nhiều chức vụ, trong đó có: Maison du Roi, Thống đốc Languedoc, Tướng của Galley, và Đại tướng pháo binh. Ngoài ra còn là Công tước xứ Aumale, Bá tước xứ Eu và Thân vương xứ Dombes. Có hậu duệ. Người sáng lập Dòng Maine của Nhà Bourbon. Người thừa kế hợp pháp trong vài ngày. |
| Louis César, Bá tước xứ Vexin                                                                                   | 20 tháng 6 năm 1672       | 10 tháng 1 năm 1683 (10 tuổi)       | Được hợp pháp hóa vào ngày 20 tháng 12 năm 1673. |
| Louise Françoise de Bourbon                                                                                     | Ngày 1 tháng 6 năm 1673   | Ngày 16 tháng 6 năm 1743 (70 tuổi)  | Được hợp pháp hóa vào ngày 20 tháng 12 năm 1673. Kết hôn với Louis III, Thân vương xứ Condé. Có hậu duệ. |
| Louise Marie Anne de Bourbon                                                                                    | Ngày 12 tháng 11 năm 1674 | Ngày 15 tháng 9 năm 1681 (6 tuổi)   | Được hợp pháp hóa vào tháng 1 năm 1676. |
| Françoise Marie de Bourbon                                                                                      | 9 tháng 2 năm 1677        | 1 tháng 2 năm 1749 (72 tuổi)        | Được hợp pháp hóa vào tháng 11 năm 1681. Kết hôn với Philippe II, Công tước xứ Orléans, Nhiếp chính của Pháp dưới thời Louis XV. Có hậu duệ. |
| Louis Alexandre, Bá tước xứ Toulouse                                                                            | Ngày 6 tháng 6 năm 1678   | Ngày 1 tháng 12 năm 1737 (59 tuổi)  | Được hợp pháp hóa vào ngày 22 tháng 11 năm 1681. Giữ nhiều chức vụ, trong đó có: Đô đốc Pháp, Thống đốc Guyenne, Thống đốc Brittany và Grand Veneur de France. Ngoài ra còn là Công tước xứ Damville, Rambouillet và Penthièvre. Có hậu duệ.                                                                                             |
| Được sinh ra bởi Claude de Vin, Mademoiselle des Œillets (1637 – 18 tháng 5 năm 1687)                           |                           |                                     | |
| Louise de Maisonblanche                                                                                         | c. 17 tháng 6 năm 1676    | 12 tháng 9 năm 1718 (42 tuổi)       | Năm 1696, bà kết hôn với Bernard de Prez, Nam tước de La Queue. |
| Được sinh ra bởi Angélique de Fontanges (1661 – 28 tháng 6 năm 1681)                                            |                           |                                     | |
| Con trai | Tháng 1 năm 1680          | Tháng 1 năm 1680 (chết lưu)         | |
| Con gái | Tháng 3 năm 1681          | Tháng 3 năm 1681 (chết lưu)         | Sự tồn tại của đứa trẻ không chắc chắn. |